# Польша
По́льша (пол. Polska МФА: [ˈpɔlska]о файле), официальное название — Респу́блика По́льша (пол. Rzeczpospolita Polska [ʐɛt͡ʂpɔˈspɔlita ˈpɔlska]) — государство в Центральной Европе. Страна находится в центре Европы; лежит между Балтийским морем на севере и Судетами и Карпатами на юге на перекрёстке западной и восточной частей Европы. Польша имеет сухопутную границу с Германией на западе, Чехией и Словакией на юге, Украиной и Беларусью на востоке, Литвой и Россией (Калининградской областью) на северо-востоке . Общая площадь страны составляет 312 696 км², что делает её пятой по величине среди государств Европейского союза.
Население Польши превышает 38 миллионов человек, что также ставит её на пятое место по численности населения в ЕС. Административно страна делится на 16 воеводств. Столицей и крупнейшим городом является Варшава, другие крупные города — Краков, Вроцлав, Лодзь, Познань, Гданьск, Щецин, Люблин и Быдгощ. Польша обладает разнообразным природным ландшафтом — от морских побережий и озёрных районов на севере до горных массивов на юге. Климат — умеренно-континентальный, с выраженной сезонностью.
Государственный язык — польский.
Население, по итогам 2021 года, составило 37,9 млн человек, территория — 312 696 км²; занимает 39-е место в мире по численности населения и 69-е по территории (9-е место в Европе, 6-е — в Европейском союзе).
Польша — моноэтническое государство, где поляки составляют более 98,84 % населения. Бо́льшая часть верующих (около 71,30 % населения) исповедует католицизм, что делает Польшу страной с самым большим католическим населением в Центральной Европе.
По государственному строю это унитарное государство, смешанная республика. Президент — Кароль Навроцкий. Премьер-министр — Дональд Туск.
Подразделяется на 16 воеводств, которые, в свою очередь, делятся на повяты (уезды) и гмины (волости).
Индустриальная страна с развитой экономикой с высоким уровнем дохода и высоким уровнем жизни. Денежная единица — польский злотый (усреднённый курс за 2025 год — 3,7 злотого за 1 доллар США). В 2023 году ВВП по ППС составил 1706 млрд долл.; объём ВВП по паритету покупательной способности (ППС) на душу населения — 46 412 долларов в год.

## Этимология
Прямой перевод названия страны Rzeczpospolita Polska — «Польская Республика». В польском языке название страны всегда подразумевает использование прилагательного «польская» — polska, а не существительного «Польша» — Polska. В советской и российской историографии под формой «Польская республика» чаще всего понимается Польская Республика в межвоенный период, хотя с точки зрения польского языка эти названия одинаковы.
В то же время МИД Польши предпочитает использовать в международных отношениях термин «Республика Польша». Несмотря на то, что вне контекста слово Polska может означать как «Польша», так и «польская», в польском языке недоразумения маловероятны. Для названий стран используется родительный падеж (Republika Białorusi, Królestwo Niderlandów). В этом случае Польша называлась бы Rzeczpospolita Polski, а не Rzeczpospolita Polska.
Другая особенность заключается в использовании в официальном назывании страны не современного польского слова republika («республика»), а устаревшего — rzeczpospolita («Речь Посполитая»), которое является дословным переводом на польский язык латинского термина rēs pūblica («общественное дело»). Русское название «Польша» восходит к местному падежу единственного числа w Polszcze (совр. пол. w Polsce) от пол. Polska — субстантивированное прилагательное «польская» от ziemia polska — «земля польская», то есть «земля полян» (название племени, в свою очередь, происходит от слова «поле»).

## География

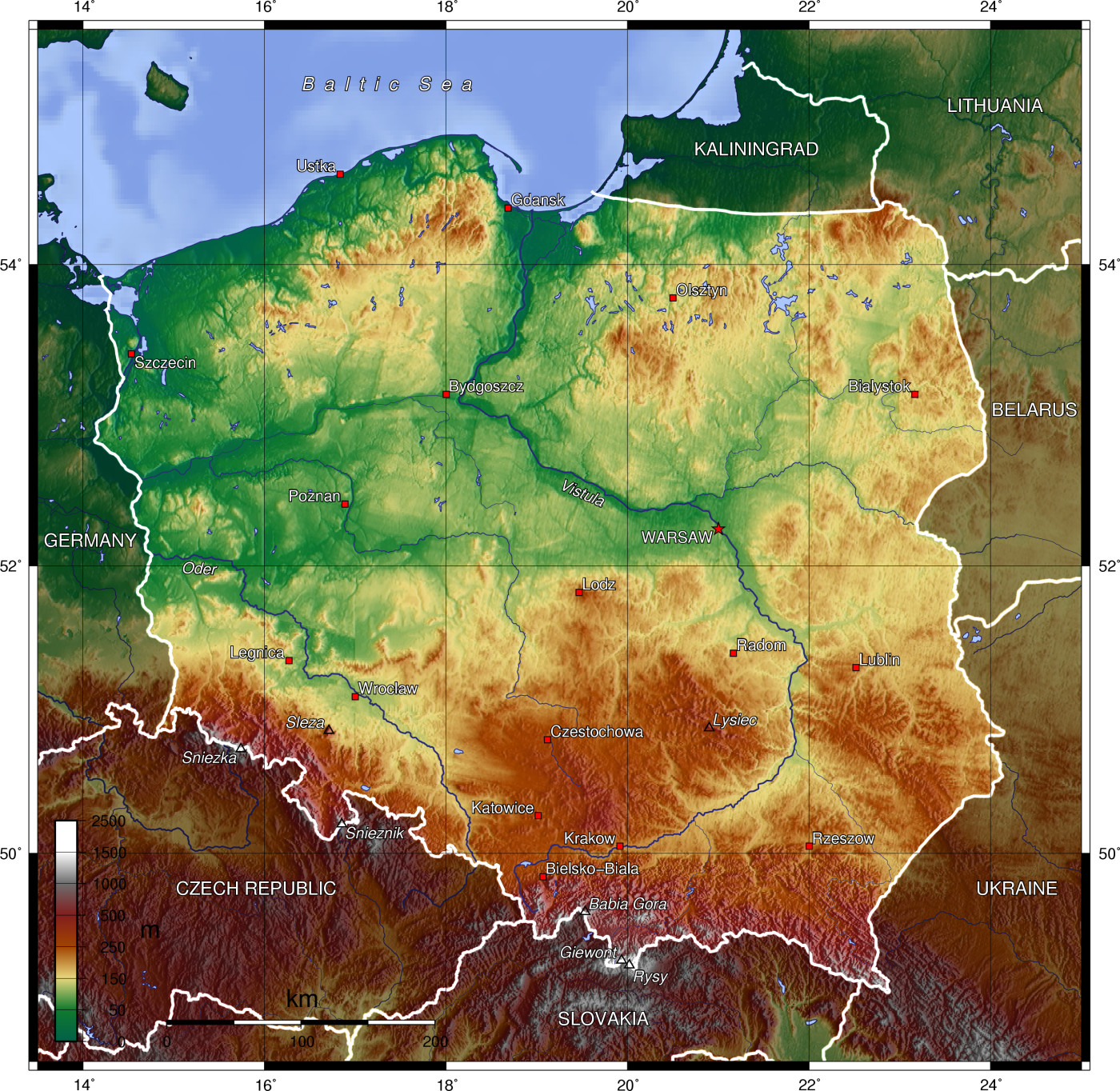
Топографическая карта Польши

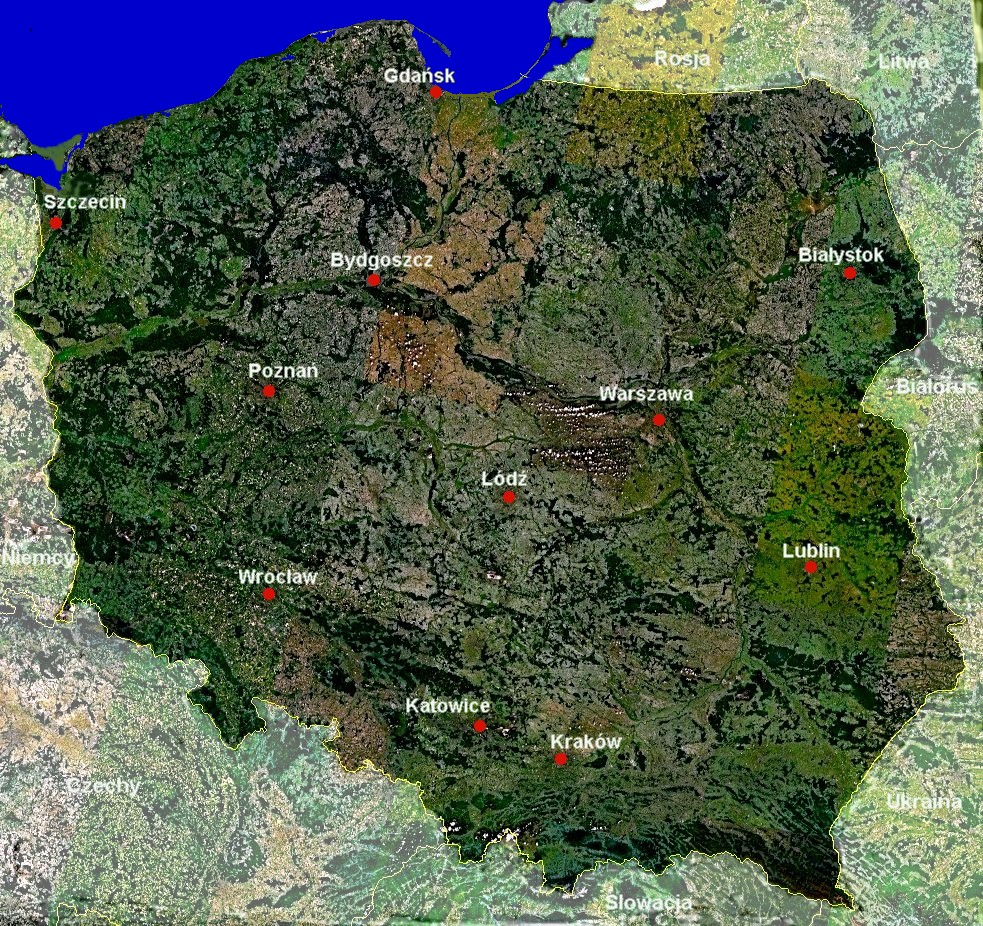
Территория Польши. Снимок со спутника

Польша — государство в Центральной Европе. На севере граничит с Россией (Калининградская область), на востоке — с Литвой, Беларусью и Украиной, на юге — с Чехией и Словакией, на западе — с Германией. На севере омывается Балтийским морем.
Общая площадь Польши — 312 658 (312 683) км² (по площади занимает 69-е место в мире, и 10-е в Европе). Суша — 304 459 км², вода — 8220 км².
Около 2/3 территории на севере и в центре страны занимает Польская низменность. На севере — Балтийская гряда, на юге и юго-востоке — Малопольская и Люблинская возвышенности, вдоль южной границы — Карпаты (высшая точка 2499 м, гора Рысы в Татрах) и Судеты. Крупные реки — Висла, Одра; густая речная сеть. Озёра расположены преимущественно на севере. Лесом покрыто 28 % территории.
Статус биосферных резерватов ЮНЕСКО имеют 10 охраняемых территорий, в том числе нац. парки Словиньский (охрана уникального массива Лебских дюн), Бабёгурский (высотный спектр ландшафтов Бескид), ландшафтный парк Тухольский бор (второй по величине лесной массив после Беловежской Пущи) и др.

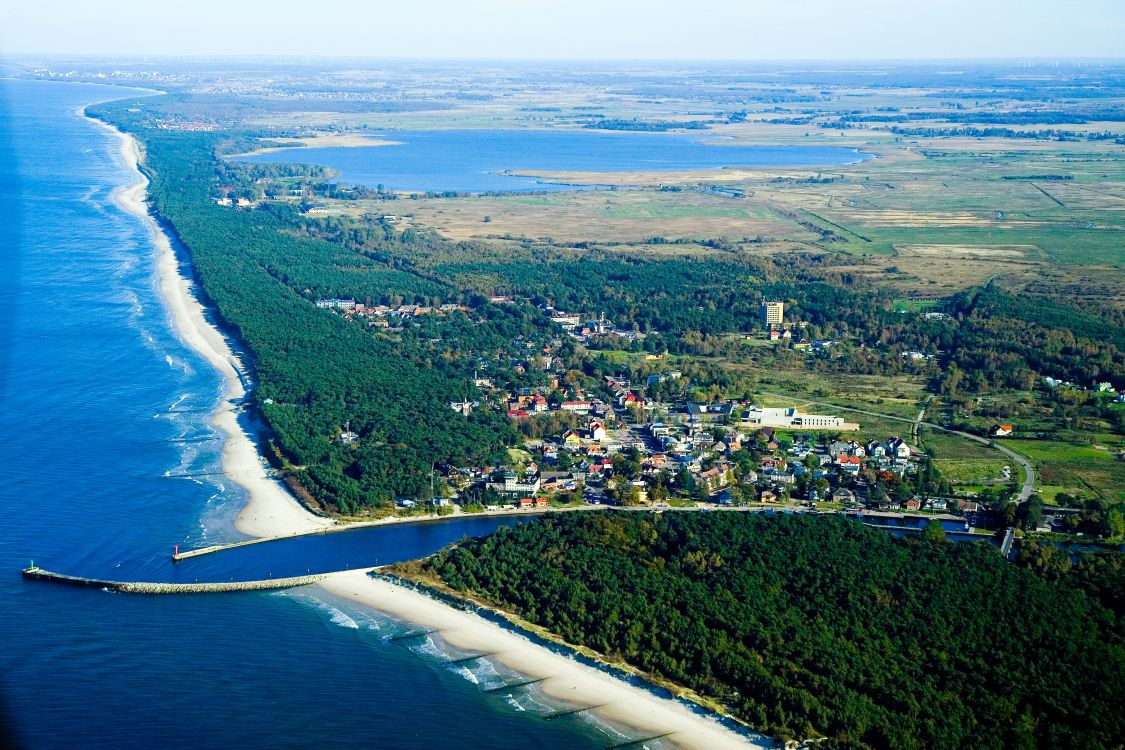
Балтийское море
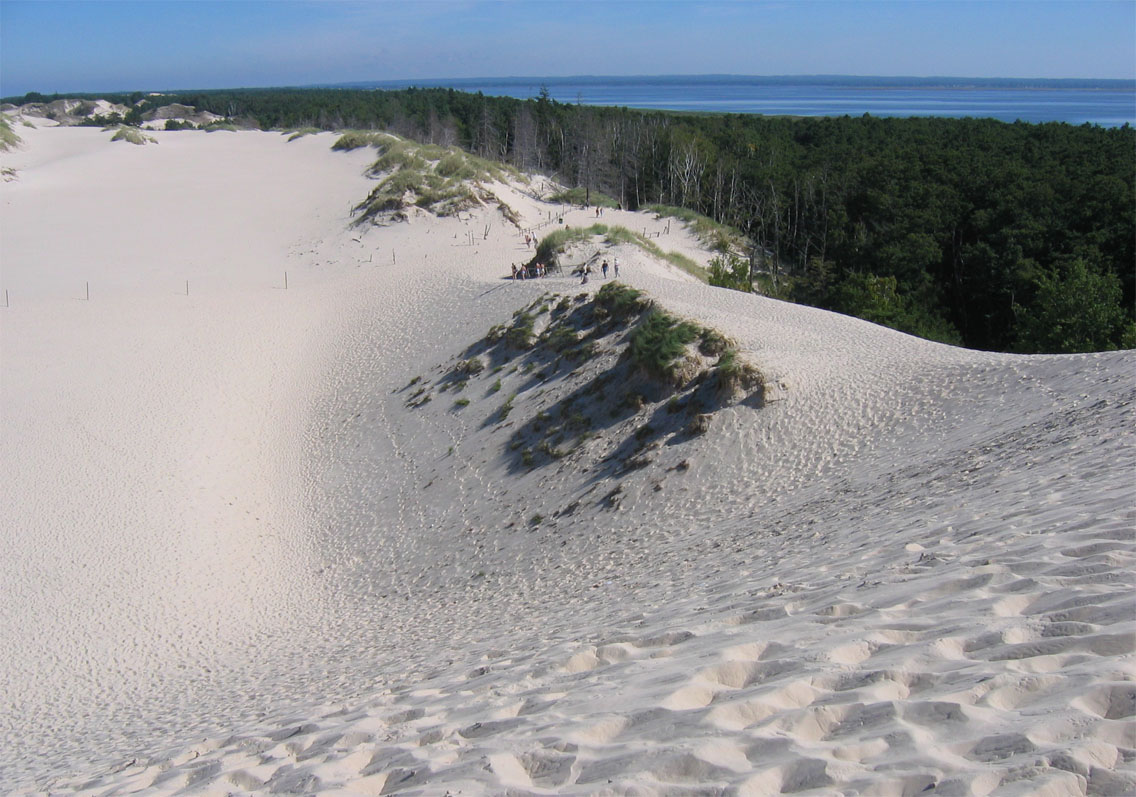
Балтийское море, Словиньский национальный парк
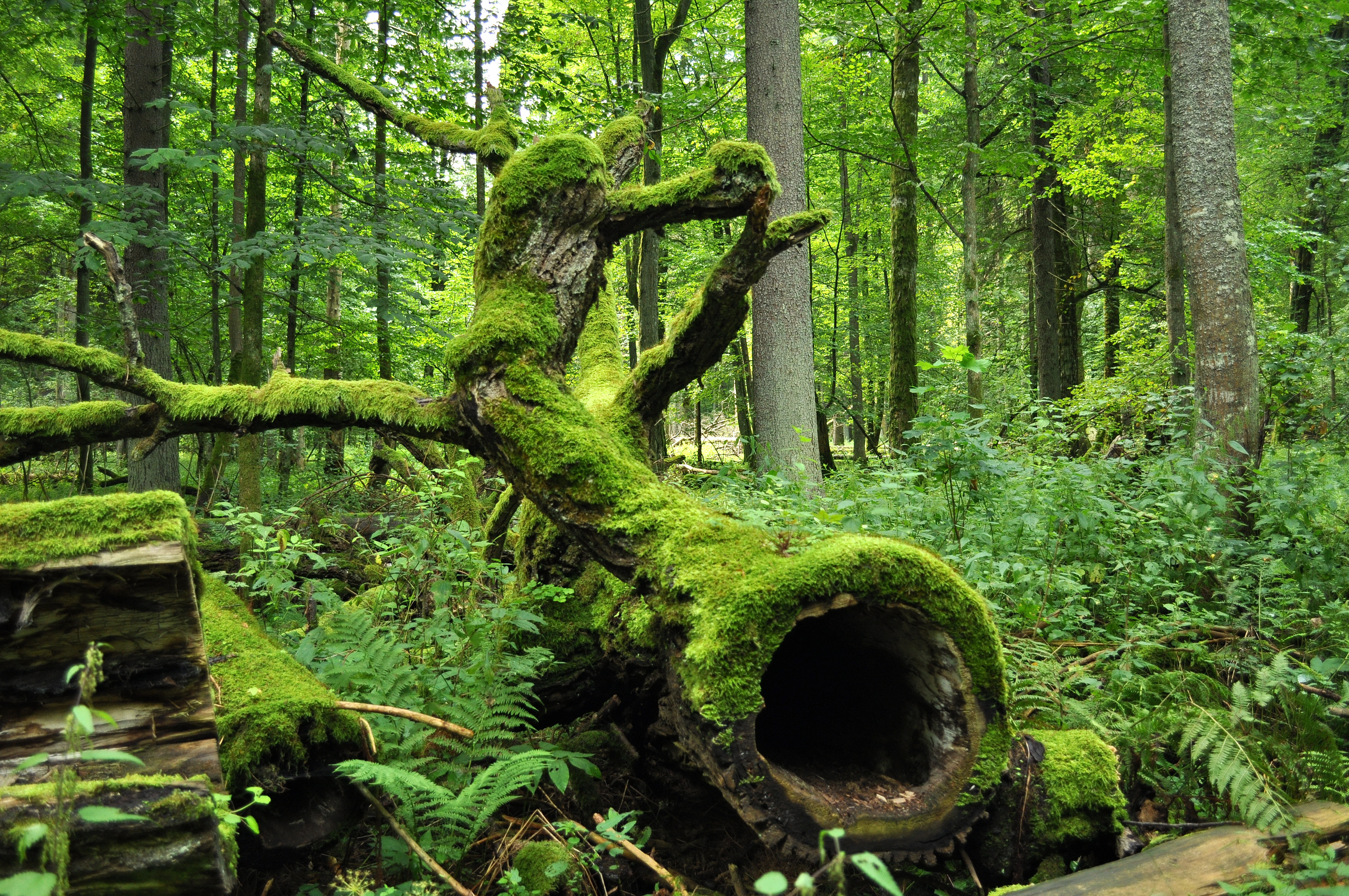
Беловежская пуща
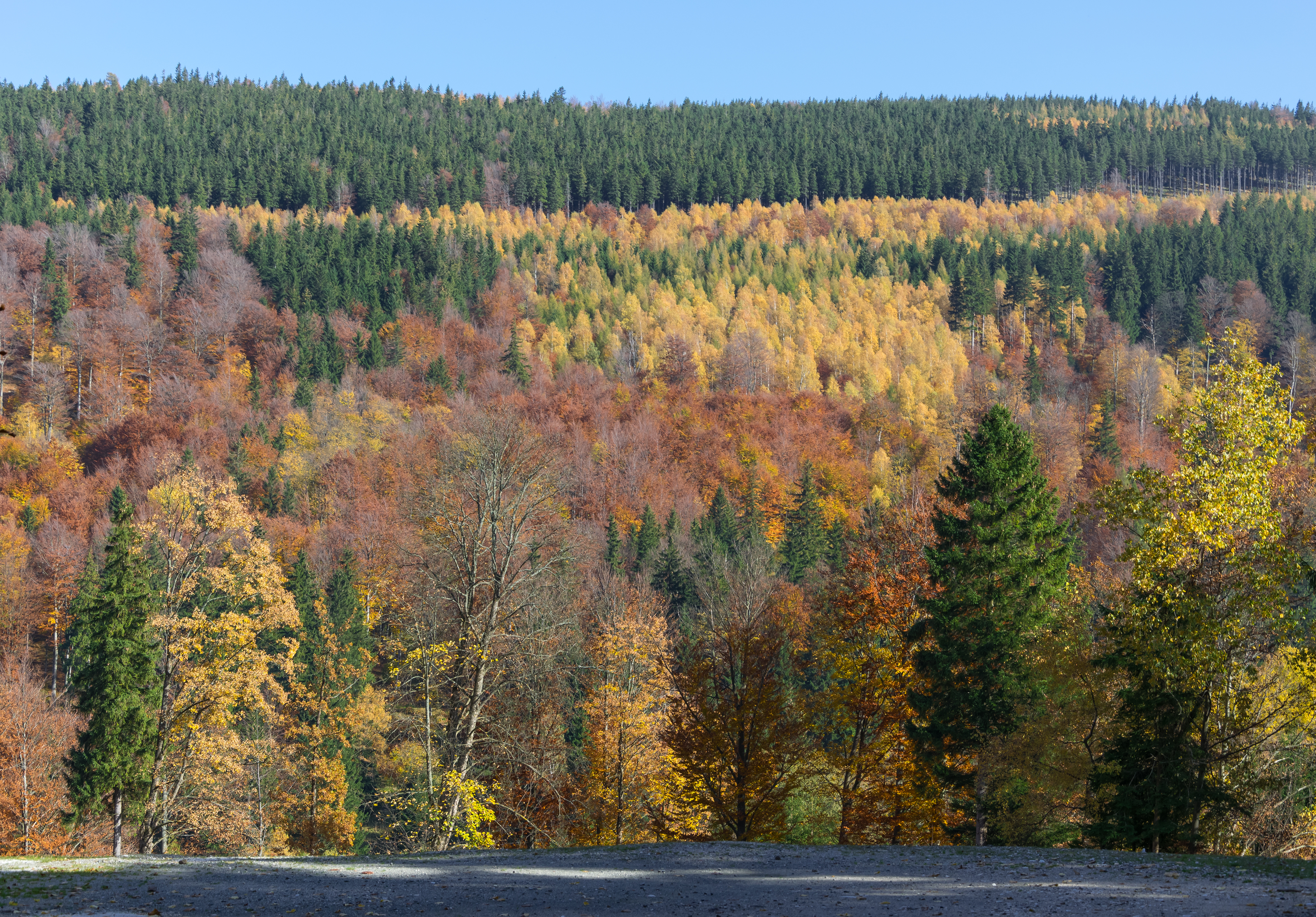
Осенний лес
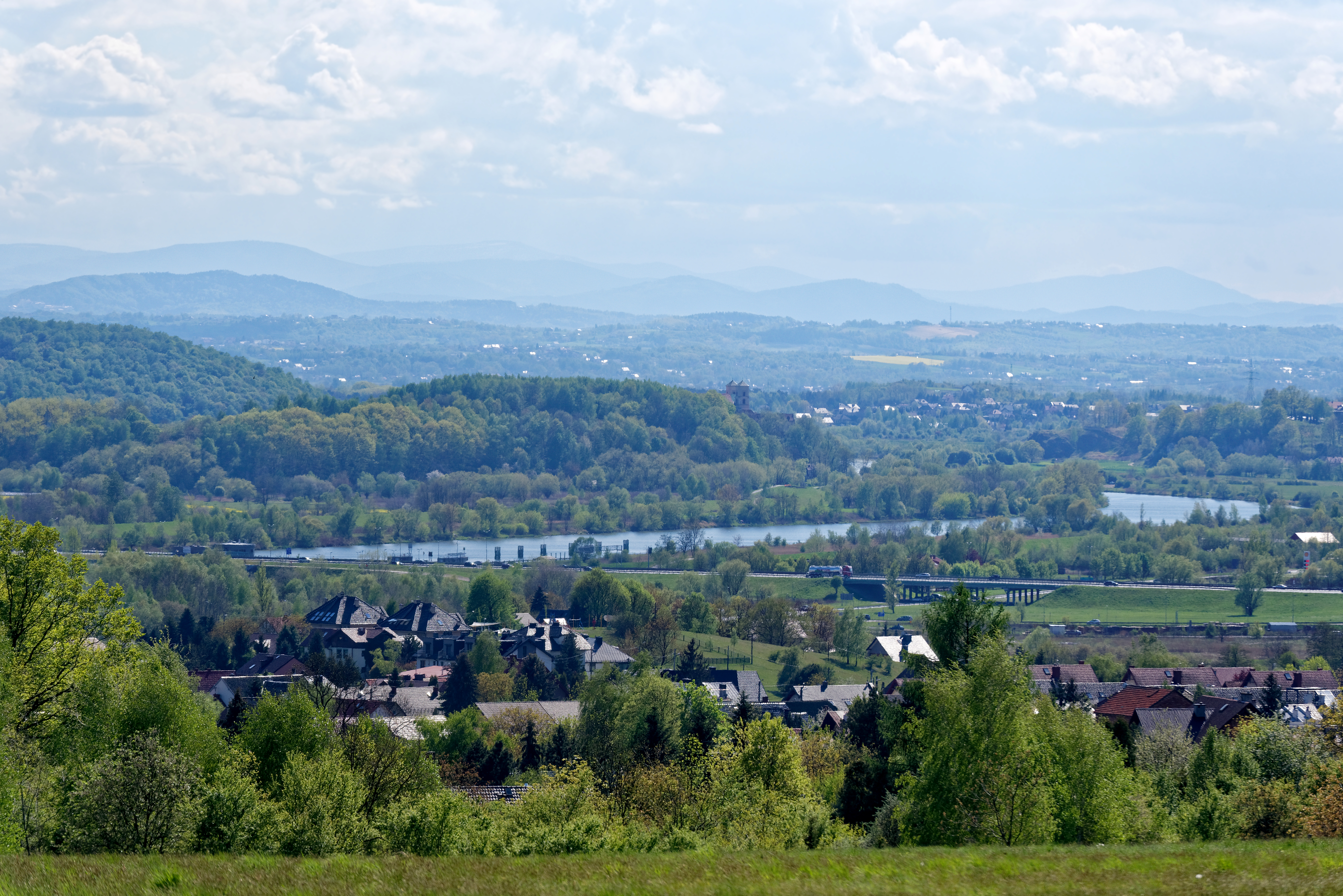
Природа Польши
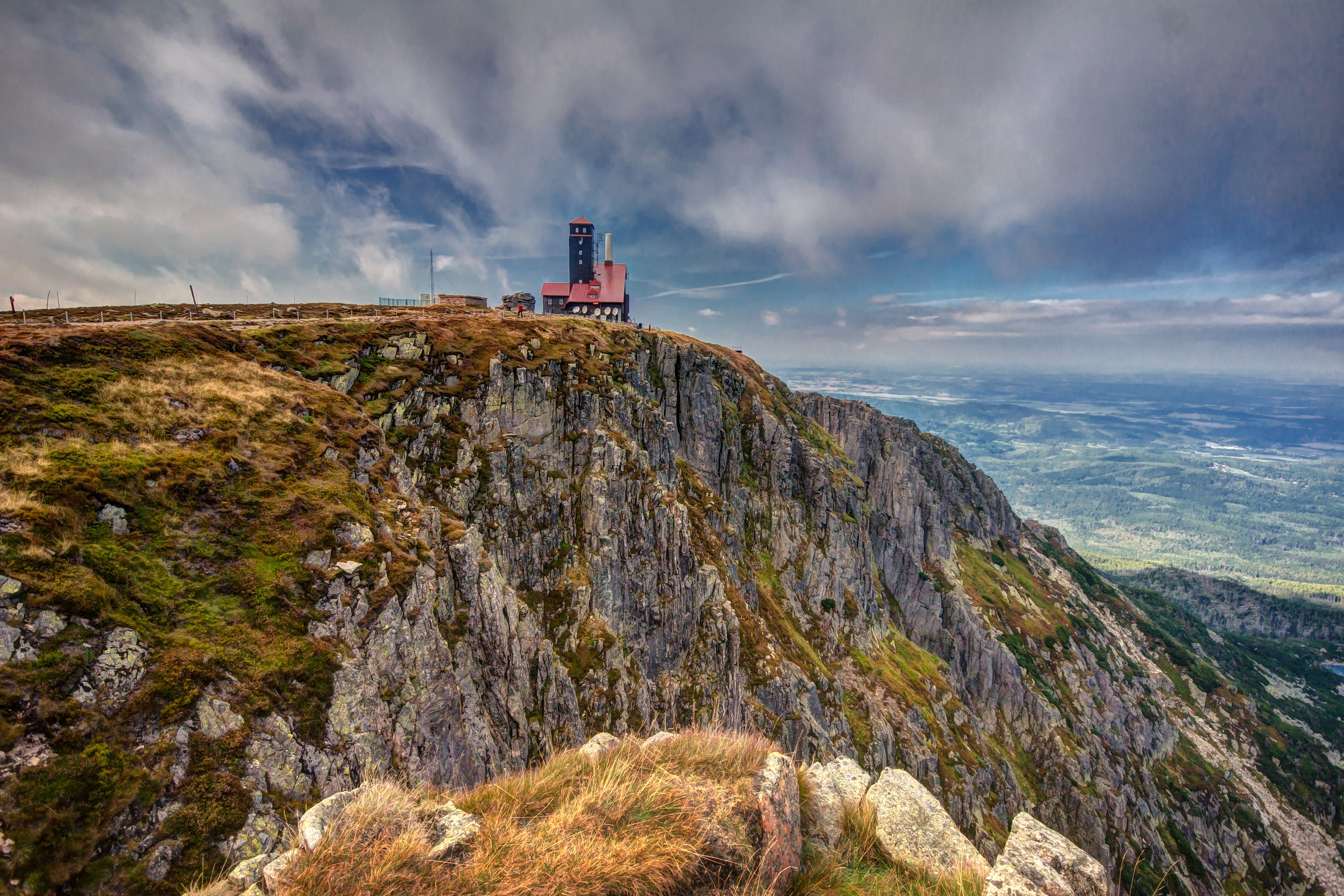
Снежные Котлы, Главный судетский маршрут
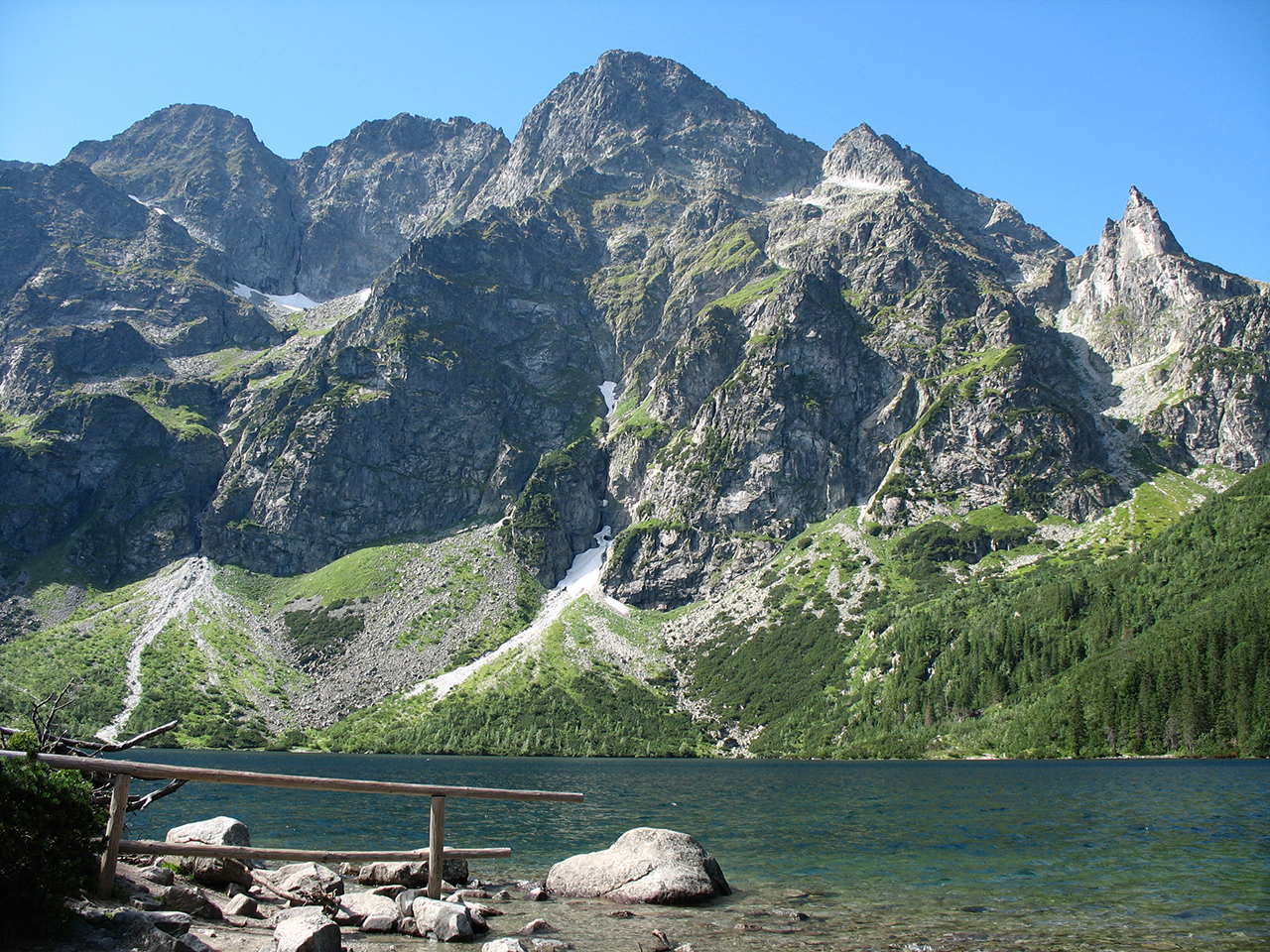
Карпаты, Морске-Око

### Границы
На севере омывается Балтийским морем; граничит:
- на западе — с Германией (467 км),
- на юго-западе — с Чехией (796 км),
- на юге — со Словакией (541 км),
- на юго-востоке — с Украиной (535 км),
- на востоке — с Беларусью (418 км),
- на северо-востоке — с Литвой (104 км) и Россией (Калининградская область, 210 км).

Кроме того, Польша через экономическую зону в Балтийском море граничит с зонами Дании и Швеции.
Общая протяжённость границ — 3511 км, из них — 3071 км сухопутных и 440 морских.

### Климат
Климат в Польше — умеренный, переходный от морского к континентальному с мягкими (холодными в горах) зимами и тёплым (в горах — прохладным) летом. Климат здесь менее континентальный, чем в Беларуси и Украине, что выражается, прежде всего, в более мягких зимах. Средние температуры января — от −1 до −5  °C (в горах — до −8  °C), июля — от +17 до +19  °C (в горах — до +10  °C); осадков — 500—800 мм на равнинах; в горах местами свыше 1000 мм в год.

## История

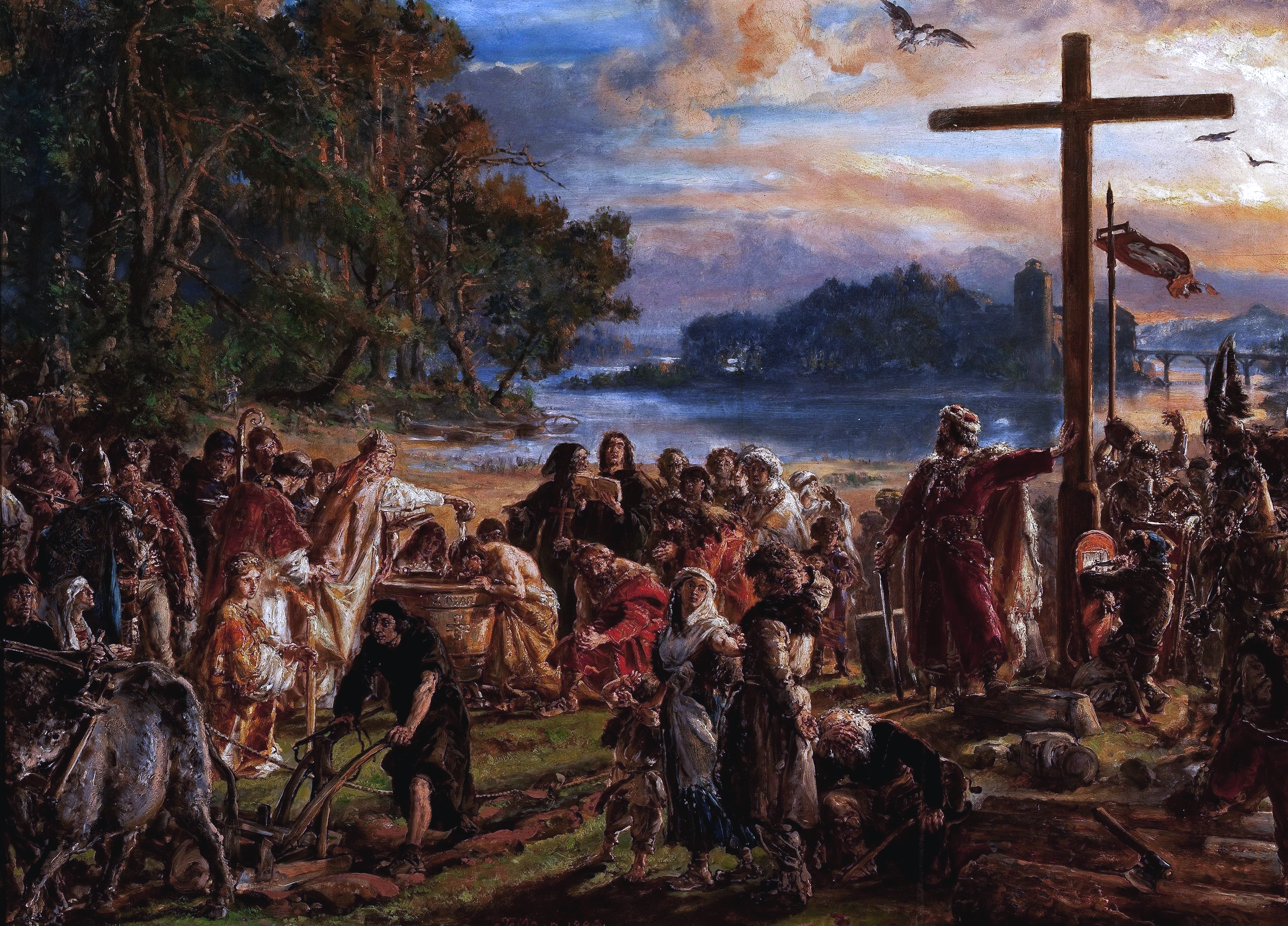
Знакомство с христианством — картина Яна Матейко

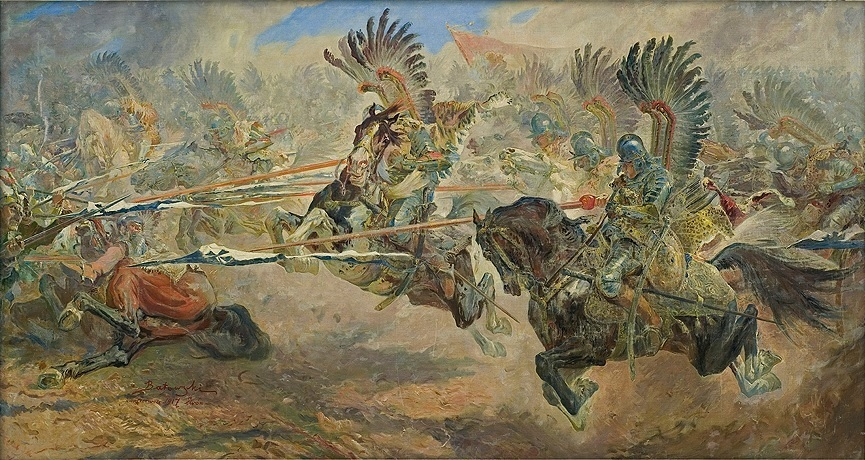
Крылатые гусары

Поляки — нация, относящаяся к западным славянам. Датой создания первого польского государства считается 966 год, когда Мешко I принял западное христианство. Его принятие оказало значительное влияние на Польшу и поляков, поскольку она стала частью западного мира и западной культуры, приняв среди прочего латинский алфавит и Юлианский календарь.
Польша под властью Мешко I одержала две важные победы — первую в 967 году, напав на Велетов, а в 972 году, защищая свою территорию, разгромила войска немецких графов в битве под Цедыне.
Польша стала королевством в 1025 году, а в 1569 году объединилась с Великим княжеством Литовским (I Речь Посполитая). В XVI и XVII веках Польша была крупнейшей страной Европы и мировой военной державой с чрезвычайно эффективной кавалерией, известной как Гуса́рия.
15 октября 1582 года в стране был введён григорианский календарь. 3 мая 1791 года Польша стала одной из первых стран в мире, принявших конституцию. В 1795 году в результате трёх разделов, когда территория была разделена между Пруссией, Австрией и Россией, Польское государство перестало существовать.
Во время наполеоновских войн в период 1807—1813 гг. существовало Герцогство Варшавское, бо́льшая часть которого в 1815 году вошла в состав России в качестве так называемого Царства Польского.
Польша вновь обрела независимость в 1918 году после Первой мировой войны (II Речь Посполитая), но в 1939 году была разделена между Германией и СССР.
После войны Польша в новых границах (без Западной Белоруссии и Западной Украины, но со значительными территориальными приобретениями за счёт Германии) стала «страной народной демократии», зависимой от СССР (Польская Народная Республика).
В 1989 году произошли изменения в политической системе, переход к рыночной экономике (III Речь Посполитая).
С 12 марта 1999 года является членом НАТО, с 1 мая 2004 года — член Европейского союза. 21 декабря 2007 года вошла в Шенгенскую зону. Член ООН (1945), ОБСЕ (1973), Совета Европы (1991), Всемирной торговой организации (1995), ОЭСР (1996), Вышеградской группы.

### Доисторический период
Первые люди каменного века и представители вида Homo erectus поселились на территории, сегодня являющейся Польшей, примерно 500 000 лет назад. Неблагоприятный климат помешал впоследствии древним людям основать более постоянные поселения.
Появление Homo sapiens и анатомически современных людей совпало с климатическими изменениями в конце последнего ледникового периода (оледенение Северной Польши 10 000 лет до н. э.), когда Польша стала пригодной для жизни человека.
Раскопки, относящиеся к эпохе неолита, свидетельствуют об интенсивном освоении территории современной Польши первобытными охотниками-собирателями; самые ранние свидетельства производства сыра в Европе (5500 г. до н. э.) были обнаружены в польской Куявии, а на горшке из Броновиц вырезано самое раннее известное изображение колёсного транспортного средства (3400 г. до н. э.).
Период, охватывающий бронзовый век и ранний железный век (1300 г. до н. э. — 500 г. до н. э.), отличался увеличением плотности населения, появлением укреплённых поселений (гордов) и распространением лужицкой культуры. Важной археологической находкой, относящейся к древней истории Польши, является укреплённое поселение в Бискупин, относящееся к лужицкой культуре позднего бронзового века (середина VIII века до н. э.).

### Предыстория
В начале нашей эры на территории Польши проживали германские племена скиров и лугиев. Затем их сменили готы вельбарской культуры. В середине I тыс. юг Польши контролировали аланы и тюркские племенные объединения. С крымскими готами бездоказательно связывают балтийскую вельбарскую культуру. В конце I тысячелетия на территории Польши известны такие племена, как западные поляне (от них название страны), лендзяне (от них название поляков у соседей: «ляхи»), куявяне, поморяне, мазовшане, висляне, слензяне (в Силезии) и т. д. Постепенно на основе крупных племенных княжеств возникают протогосударственные объединения; из этих княжеств основными было княжество вислян в нынешней Малой Польше (район Кракова) и полян в Великой Польше (район Познани).

### Гнезненская Польша (877—1320)

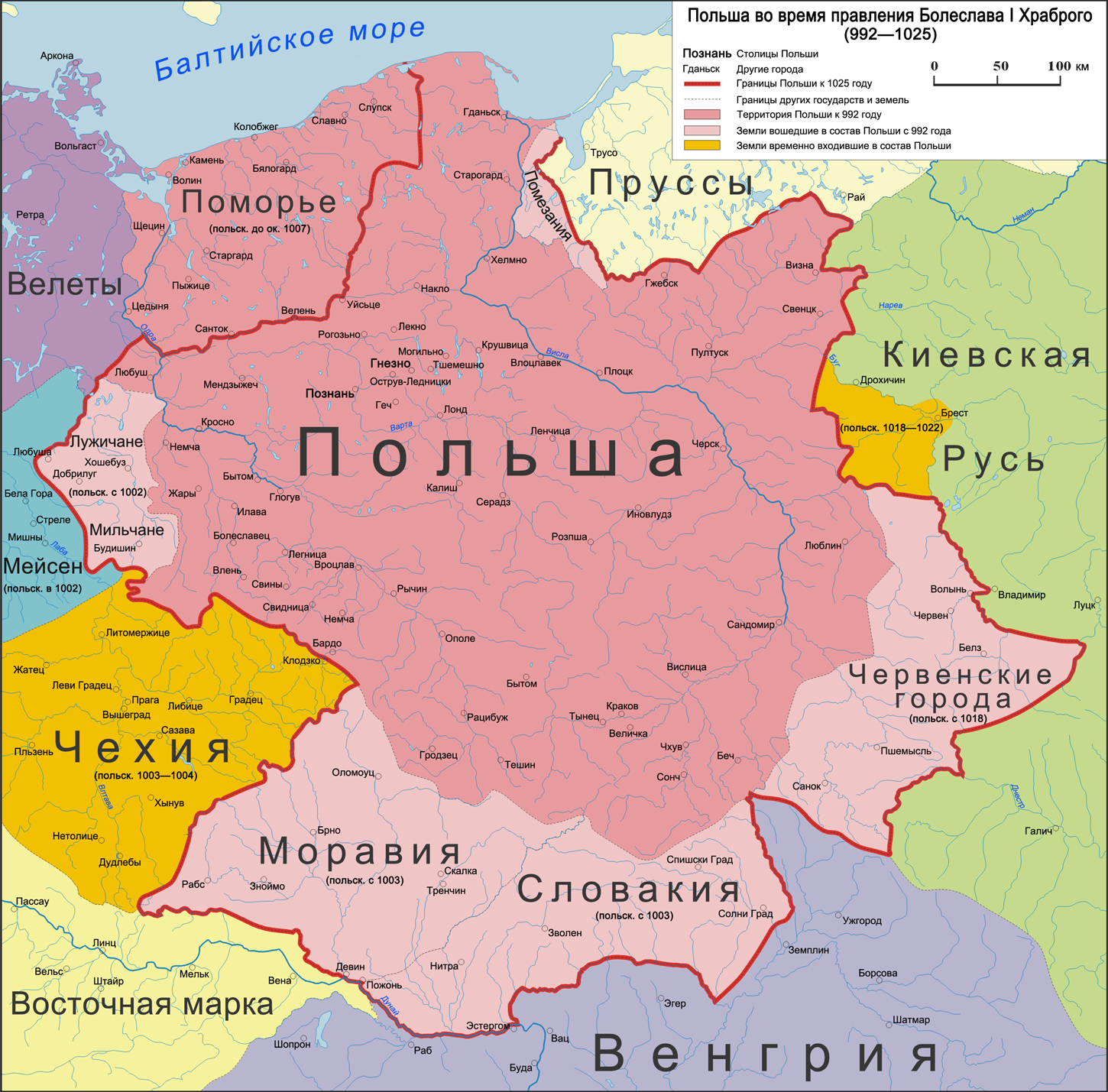
Польша 992—1025

В 877 году после завоевания Малой Польши Великой Моравией центром формирования польского государства осталась Великая Польша, столицей которой был город Гнезно. Первым известным правителем Польши был великопольский князь Мешко I из рода Пястов (960—992); в 966 году он принял христианство по западному обряду. При его сыне — Болеславе Храбром — Польское княжество достигло вершины могущества.

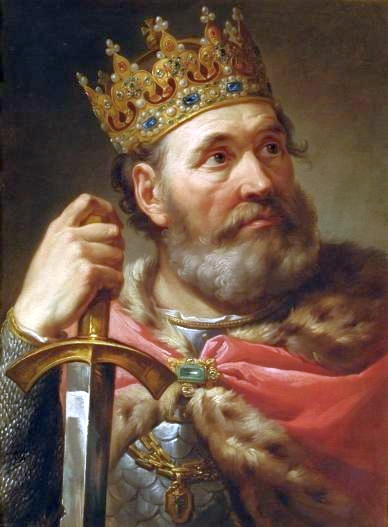
Болеслав I Храбрый, первый король Польши

В 999 году Болеслав отнимает у Чехии будущую Малую Польшу с Краковом; он был чешским князем с 1003 по 1004 год, после длительной войны со Священной Римской империей присоединил Лужицы и Мильско. Болеслав породнился с киевским князем Святополком Окаянным и, поддерживая его против брата Ярослава Мудрого, в 1018 году занял Киев; в 1025 году он принял титул короля. Его сын Мешко II Вялый, вынужденный воевать одновременно с Германией, Чехией и Русью, потерял почти все завоевания своего отца, включая и королевский титул, от которого он отказался в 1033 году. После его смерти начался период хаоса и анархии, и его сын Казимир I Восстановитель, изгнанный из Польши мятежниками, с трудом и потерями восстановил свою власть. Зато сын последнего Болеслав II Смелый (1058—1079) полностью возродил былое могущество Польши и вновь (1076) принял королевский титул; в 1068 году он, поддерживая своего родственника Изяслава Ярославича, также овладел Киевом. Он был свергнут в результате заговора; но при Болеславе III Кривоустом (1102—1138) Древнепольское государство достигло последнего расцвета. Болеслав в 1109 году отразил нашествие немецкого императора, в 1122 году присоединил к Польше практически всё Поморье. Однако после его смерти, как в те же годы на Руси — после смерти Владимира Мономаха, в Польше началась феодальная раздроблённость. Согласно «Статуту Болеслава Кривоустого» (1138), Польша была разделена между четырьмя сыновьями с титулом великого князя и великокняжеским уделом (часть Великой Польши с Гнезном и Малая Польша с Краковом) за старшим. Образовался ряд княжеств: Куявия, Мазовия, Силезия, Поморье, Сандомир и т. д.
Как раз в это время начался немецкий «Натиск на восток». В 1181 году князь Западного Поморья признал себя вассалом германского императора; в 1226 году мазовецкий князь Конрад призвал Тевтонский орден для борьбы с пруссами. В 1241 году в Польшу вторглись татаро-монголы и разбили поляков и немцев под Лигницей, однако затем двинулись в Венгрию. В конце XIII века вновь начали проявляться центростремительные тенденции. Великопольский князь Пржемысл II (1290—1296) в 1295 году принял титул короля. Пржемысл был вскоре убит людьми курфюрста Бранденбургского и великопольскими магнатами.

### Краковская Польша (1320—1569)

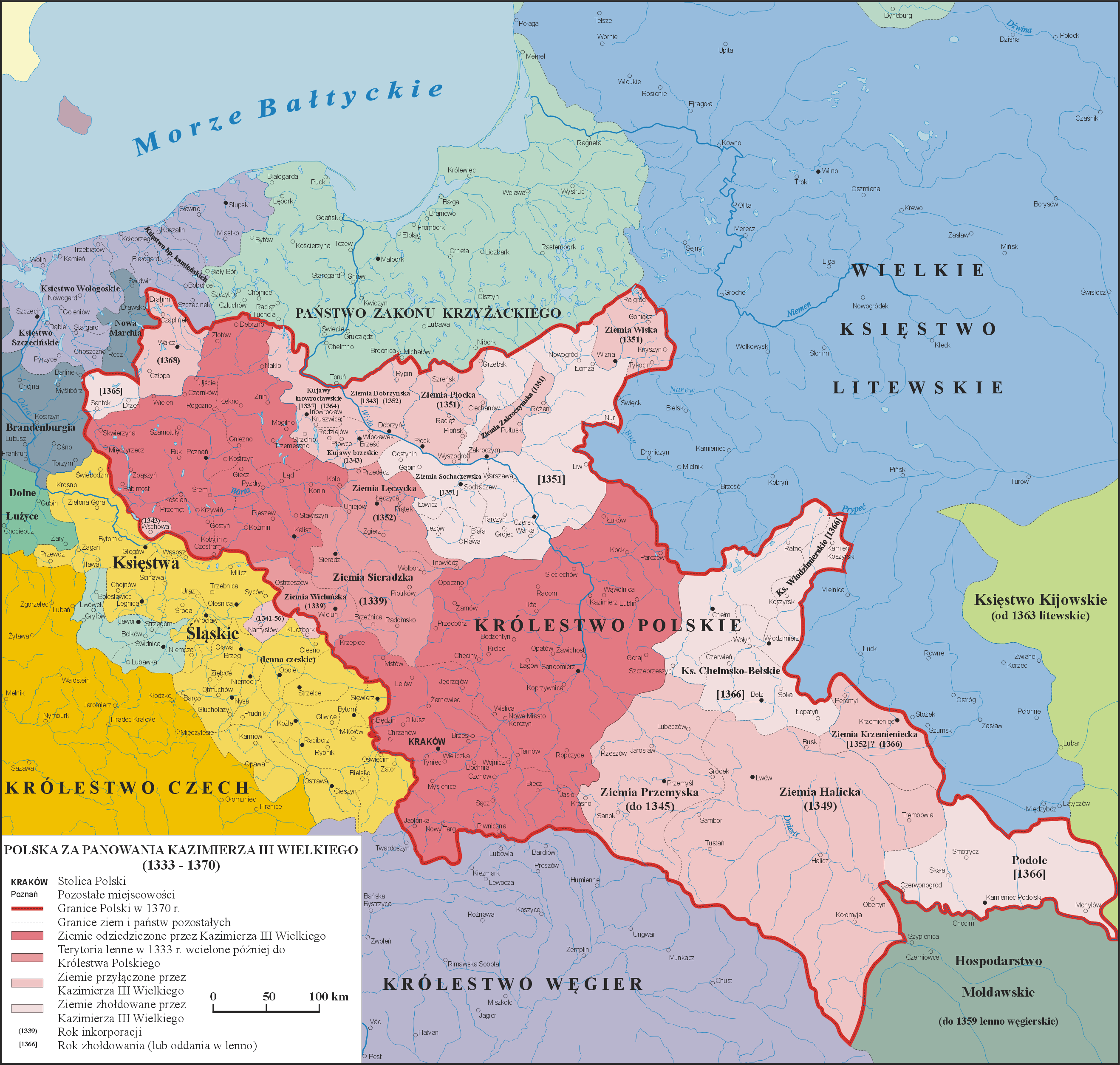
Королевство Польша в 1333—1370

В 1320 году Куявский князь Владислав Локетек (1305—1333), присоединив к своим владениям Великую Польшу, короновался в Кракове польским королём. Отныне Краков становится новой столицей Польши. При его преемнике Казимире III Великом (1333—1370) Польша пережила расцвет. В 1349 году к Польше была присоединена Галиция. В 1370 году королём Польши стал племянник Казимира — король Венгрии Людовик (Лайош) I, из Анжуйской династии (1370—1382) — первый король-иноземец на польском престоле. Не имея прочной опоры в стране, он издал в 1374 году Кошицкий привилей, согласно которому магнаты и шляхта были освобождены от всех повинностей, кроме военной службы и незначительного налога в 2 гроша с лана земли.

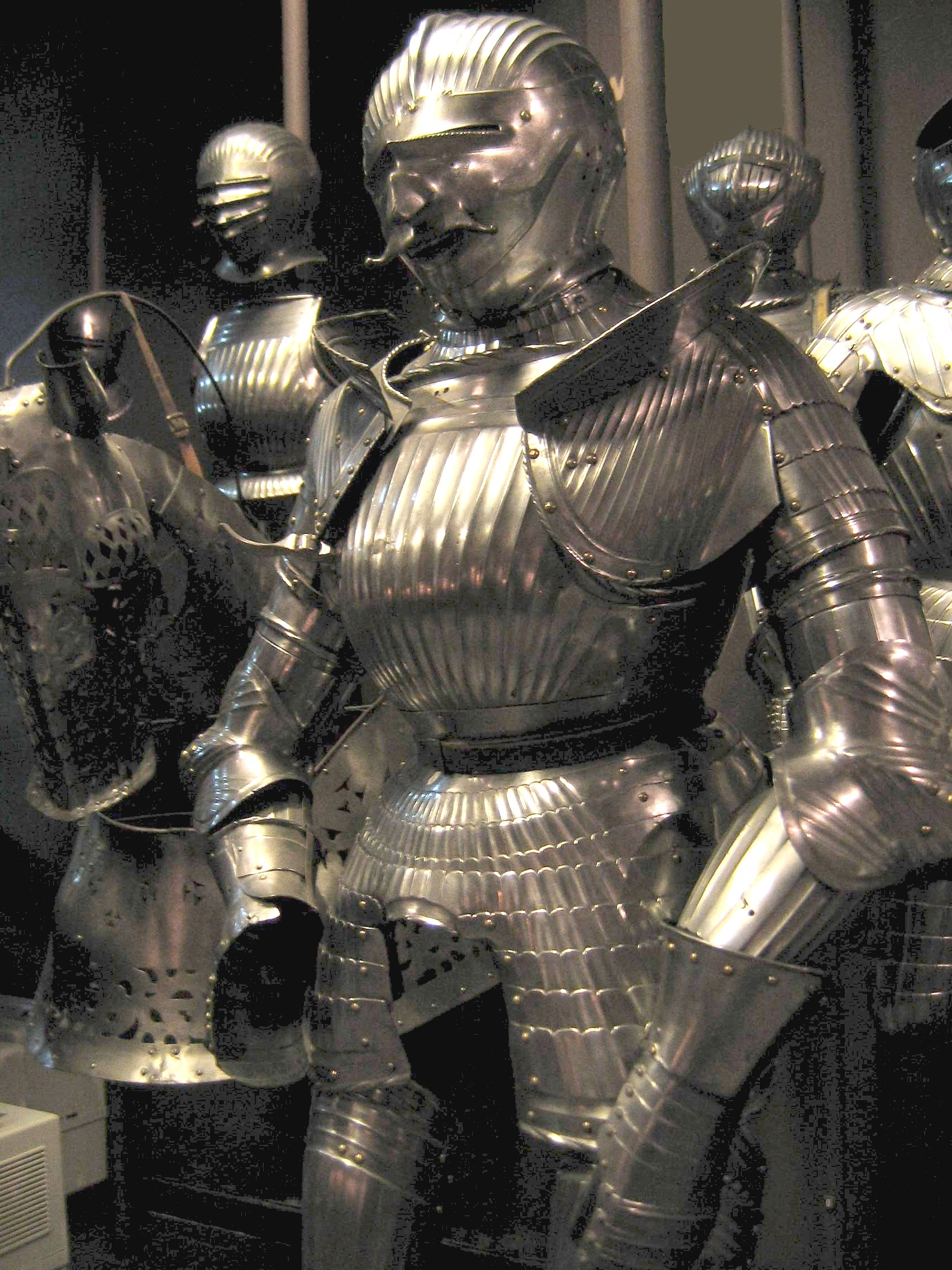
Польский доспех из битвы под Оршей, 1514

В 1384 году королевой Польши (по польскому закону — королём) стала Ядвига. Магнаты начали подыскивать Ядвиге мужа, который мог бы быть полноценным польским монархом, и нашли такового в лице великого князя Литовского Ягайло (в польском произношении Ягелло). В 1385 году в Креве была заключена польско-литовская уния, согласно которой Ягайло крестился по католическому обряду, ввёл католичество в качестве государственной религии в Литве, женился на Ядвиге и вступил на польский престол под именем Владислава II. Таким образом, на Востоке Европы возникло польско-литовское государство. При Ягайле началось ущемление православного населения захваченных поляками русских земель. Ягайло передал католикам православный собор в Перемышле, построенный ещё при русском князе Володаре Ростиславовиче, положив начало окатоличиванию и полонизации этого города. У православного митрополита Галицкого отобрали в пользу католического архиепископа все его земельные владения.
В 1410 году состоялась Битва при Грюнвальде, кончившаяся разгромом Тевтонского ордена.
Сын Ягайло Владислав III (царств. 1434—1444) стал одновременно королём Венгрии и Польши, но погиб в битве с турками под Варной. После этого польско-венгерская уния прекратилась, но зато восстановилась (прекратившаяся было) польско-литовская уния, благодаря избранию на польский престол брата Владислава — литовского князя Казимира Ягеллончика (Казимир IV, 1447—1492).
В 1454 году по Нешавским статутам Польша превратилась в республику, где высшая власть принадлежала сейму.

Грюнвальдская битва. Союз Королевства Польского и Великого княжества Литовского под предводительством короля Владислава II Ягайло и великого князя литовского Витовта одержал решающую победу над войском Тевтонского ордена

Возобновились войны с Тевтонским орденом. В 1466 году по Второму Торуньскому миру Польша присоединила Померанию с Гданьском и получила выход к Балтийскому морю. Сын короля Владислав в 1471 году стал королём Чехии, а с 1490 года — и королём Венгрии.
В 1505 году был принят закон Nihil novi, ограничивающий власть короля в пользу шляхты. С этого времени общеупотребительным по отношению к польской системе государственного устройства стал термин Речь Посполитая.
После Мохачской битвы с турками, когда погиб чешско-венгерский король Людовик (Лайош) Ягеллон, в 1526 году резко изменилась геополитическая ситуация: от преобладания династии Ягеллонов не осталось и следа, территории к югу от Польши были разделены между Турцией и Австрией. В царствование последнего Ягеллона, Сигизмунда II Августа, польско-литовскому союзу вновь пришлось столкнуться с усилением Московского государства, где воцарился Иван IV Грозный. С 1562 года Россия и польско-литовский союз оказались втянутыми в ожесточённую, длительную и разорительную для обеих сторон Ливонскую войну.

### Речь Посполитая (1569—1795)

Знамя Речи Посполитой с XVII века

Сигизмунд Август был бездетным, и по мере его старения вставал вопрос о дальнейшей судьбе польско-литовского государства, державшегося лишь единством династии. Необходимость построить его на новых принципах привела к заключению Люблинской унии (1569), согласно которой Польша образовала с Великим княжеством Литовским объединённое конфедеративное государство, возглавляемое сеймом и выбираемым им королём. Государство вошло в историю как «Речь Посполитая» (пол. Rzeczpospolita, калька с лат. res publica («республика»), «общее дело»; в отношении польского государства впервые использовано в XIII веке Викентием Кадлубеком). В результате Люблинской унии к коронным польским землям перешли обширные южнорусские территории, значительно увеличившие Польскую Русь, которая теперь составляла около двух третей польской территории.

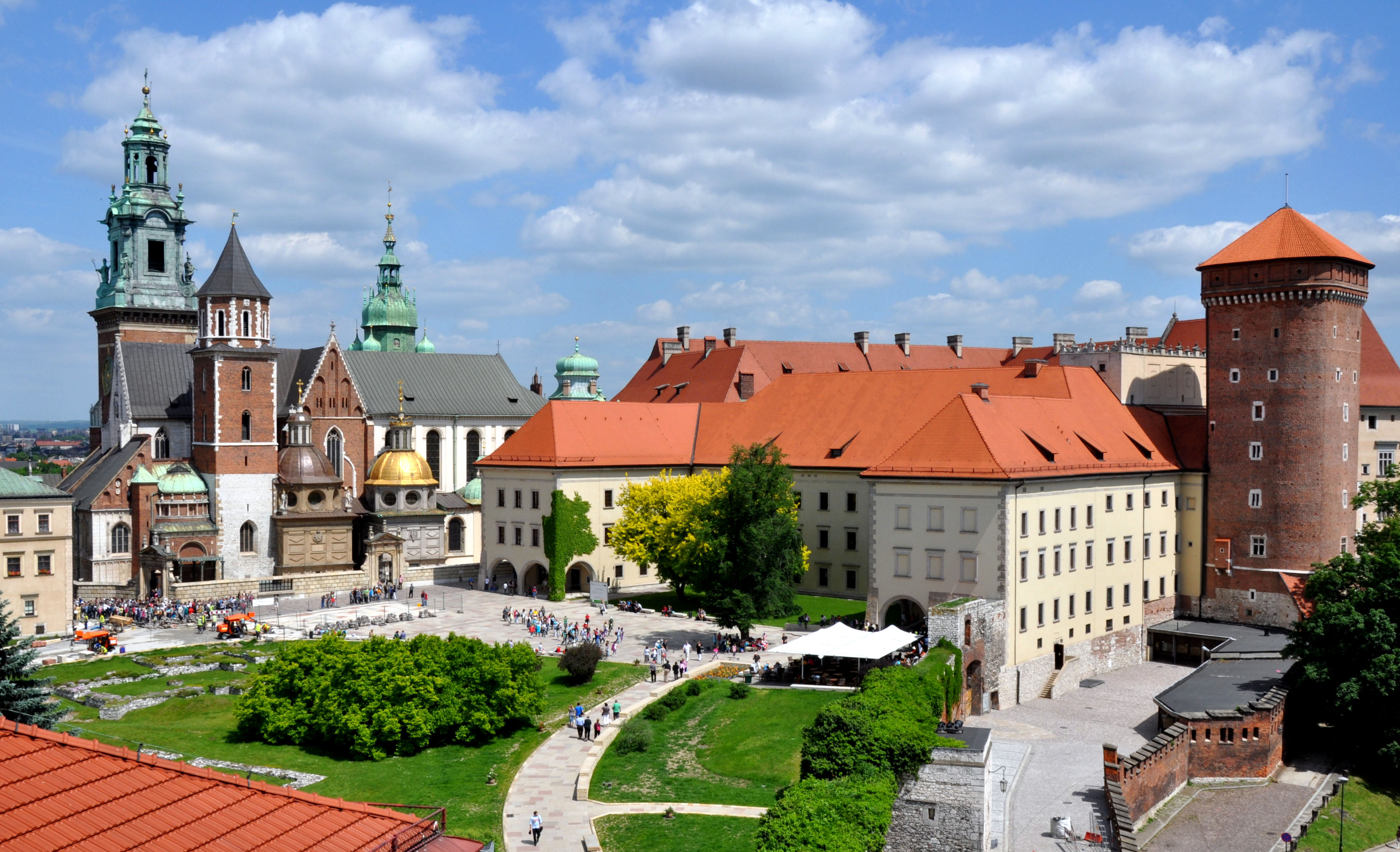
Краков был резиденцией польских королей до царствования Сигизмунда III, который перенёс столицу из Кракова в Варшаву в 1596 году

После смерти Сигизмунда началась, в соответствии с новой конституцией, эпоха выборных королей. На престоле появился и вскоре бежал обратно во Францию француз Генрих Валуа (1572—1574), в то время как Иван Грозный вновь перешёл в наступление в Ливонии. Избрание в 1576 году трансильванского князя Стефана Батория повернуло ситуацию в пользу Речи Посполитой: он вернул потерянный Полоцк (1579), затем, в свою очередь, сам вторгся в Россию и осадил Псков. Мир в Яме-Запольском (1582) восстановил старую границу.
После смерти Батория в 1586 году поляки избрали шведского короля Сигизмунда III Ваза; впрочем, он вскоре лишился шведского престола из-за своего католического фанатизма. С его правлением связаны три важных события: перенос в 1596 году столицы из Кракова в Варшаву (коронации по-прежнему проводились в Кракове); Брестская уния православной и католической церквей (1596), покончившая с традиционной польской веротерпимостью и создавшая предпосылки к восстанию Хмельницкого и интервенции Польши в Россию в эпоху Смутного времени.

#### Польская интервенция в Россию

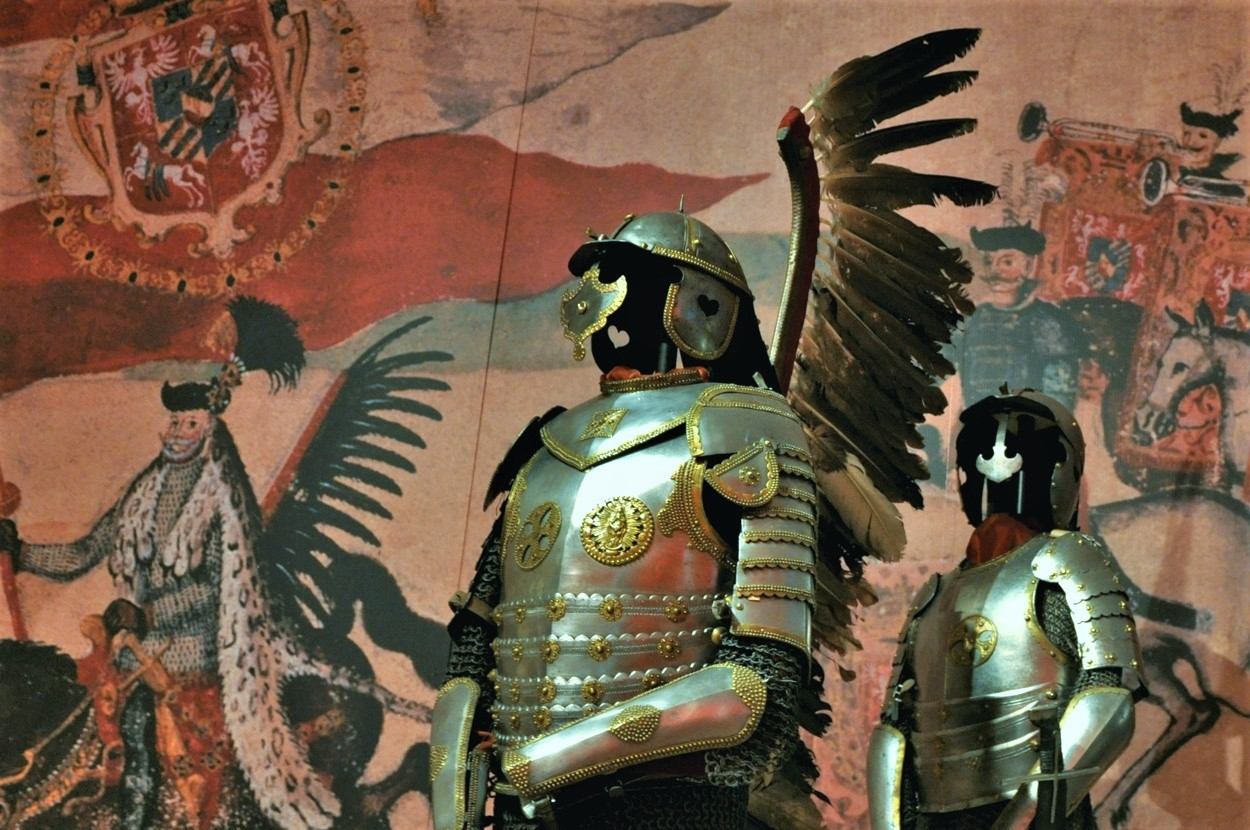
Крылатые гусары, элитная кавалерия Королевства Польского и Речи Посполитой, действовавшая на полях сражений с начала XVI века до середины XVIII века

Польские магнаты Мнишеки поддержали самозванца Лжедмитрия и снарядили ему войско, состоявшее из запорожских казаков и польских добровольцев. В 1604 году войско самозванца вторглось в Россию, города и высланные ему навстречу армии присягали новому царю. В 1605 году самозванец вступил в Москву и короновался, однако вскоре был убит.

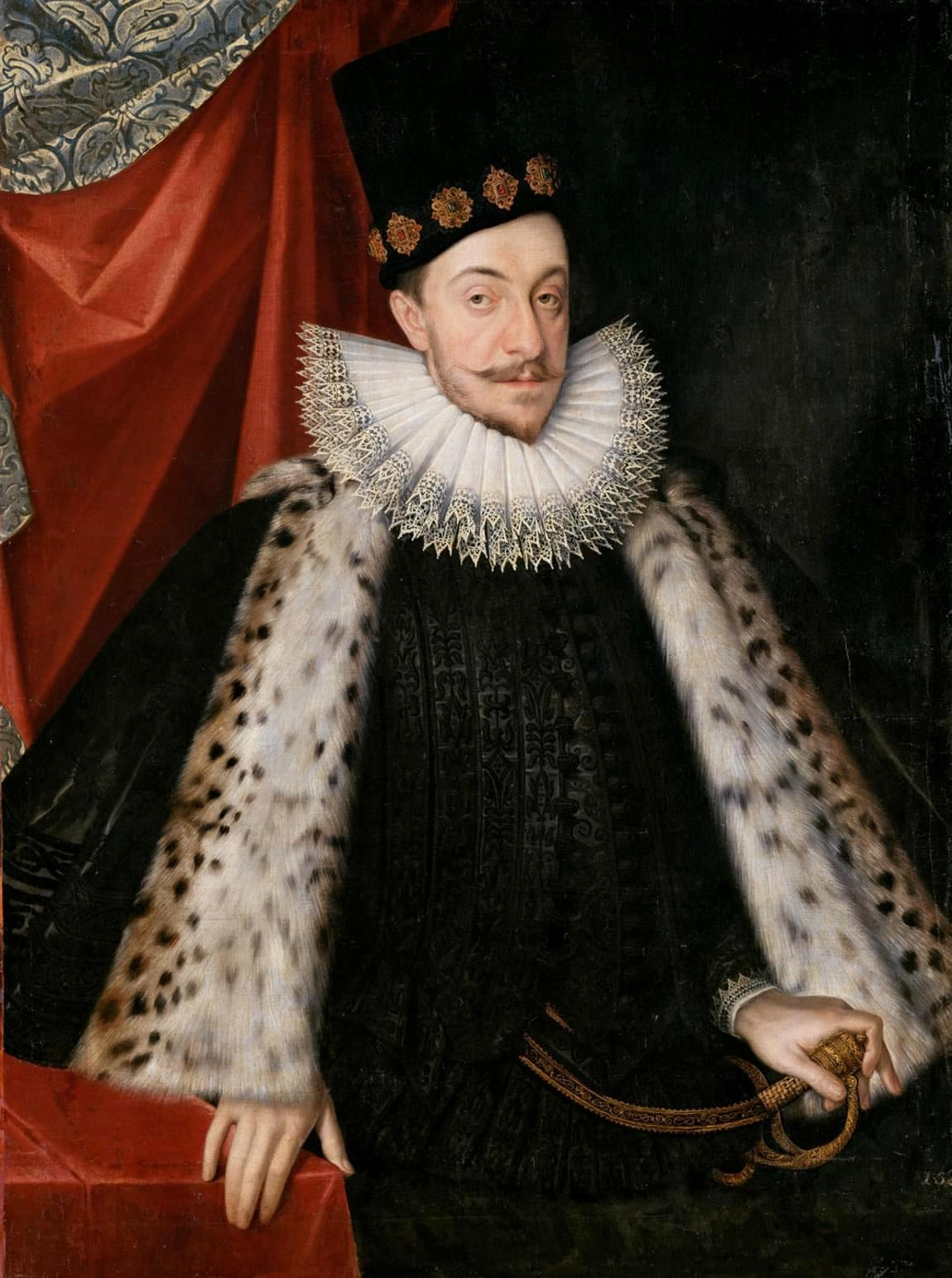
Сигизмунд III был одним из самых могущественных польских королей, и под его властью Польша достигла миллиона квадратных километров

Самозванец обещал польскому королю Сигизмунду III в уплату за помощь вернуть Смоленск. Под предлогом этих обещаний Сигизмунд в 1610 году начинает осаду Смоленска. Войско, посланное на выручку новым царём Василием Шуйским, было разбито гетманом Жолкевским в битве при Клушине, после чего поляки подступили к Москве, тогда как войска нового самозванца Лжедмитрия II осаждали её с другой стороны. Шуйский был свергнут и впоследствии выдан Жолкевскому. Московские бояре присягнули малолетнему сыну Сигизмунда Владиславу, а затем впустили в Москву польский гарнизон. Сигизмунд не захотел отпустить сына в Москву и крестить его в православие (как предполагалось по условиям договора), а пытался править Москвой самолично через Александра Гонсевского, возглавившего польский гарнизон в Москве после отъезда Жолкевского. Результатом стало объединение бывших «тушинских воров» — казаков с дворянами Шуйского против поляков (начало 1611 года) и их совместный поход на Москву, поддержанный восстанием в самой Москве, которое поляки смогли подавить только поджогом города.
Осада Москвы первым ополчением оказалась неудачной из-за противоречий в его рядах. Поход второго ополчения во главе с Кузьмой Мининым и Дмитрием Пожарским поставил поляков в критическое положение. Сигизмунд же, взявший Смоленск, распустил свою армию, не в силах содержать её. 1 ноября 1612 года (по новому стилю) ополчение взяло Китай-город, поляки укрылись в Кремле. 5 ноября поляки подписали капитуляцию, выпустив из Кремля московских бояр и других знатных лиц, а на следующий день сдались.

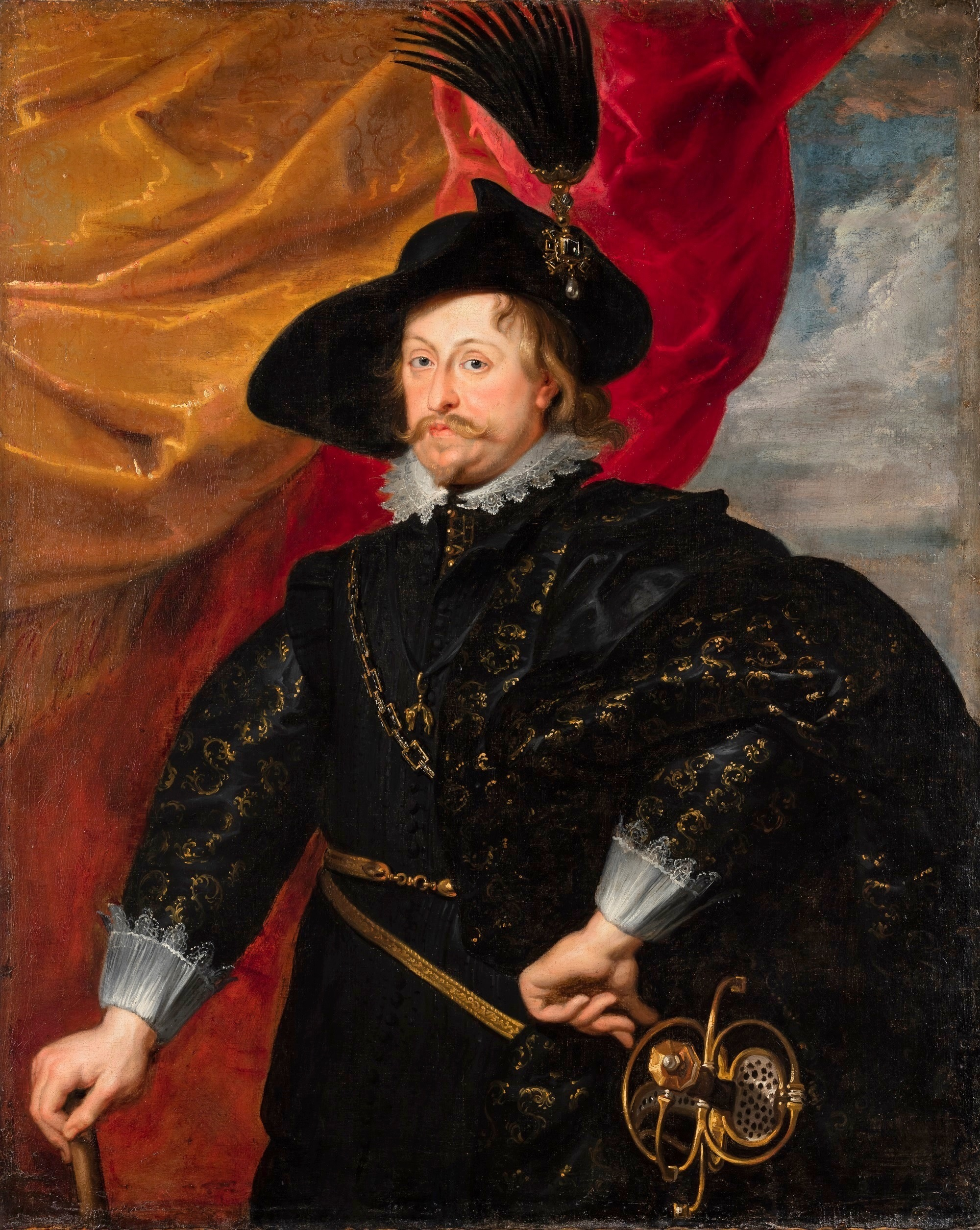
Владислав IV, старший сын Сигизмунда III, Семибоярщиной был провозглашён царём России, когда поляки оккупировали Москву во время русско-польской войны (1609—1618)

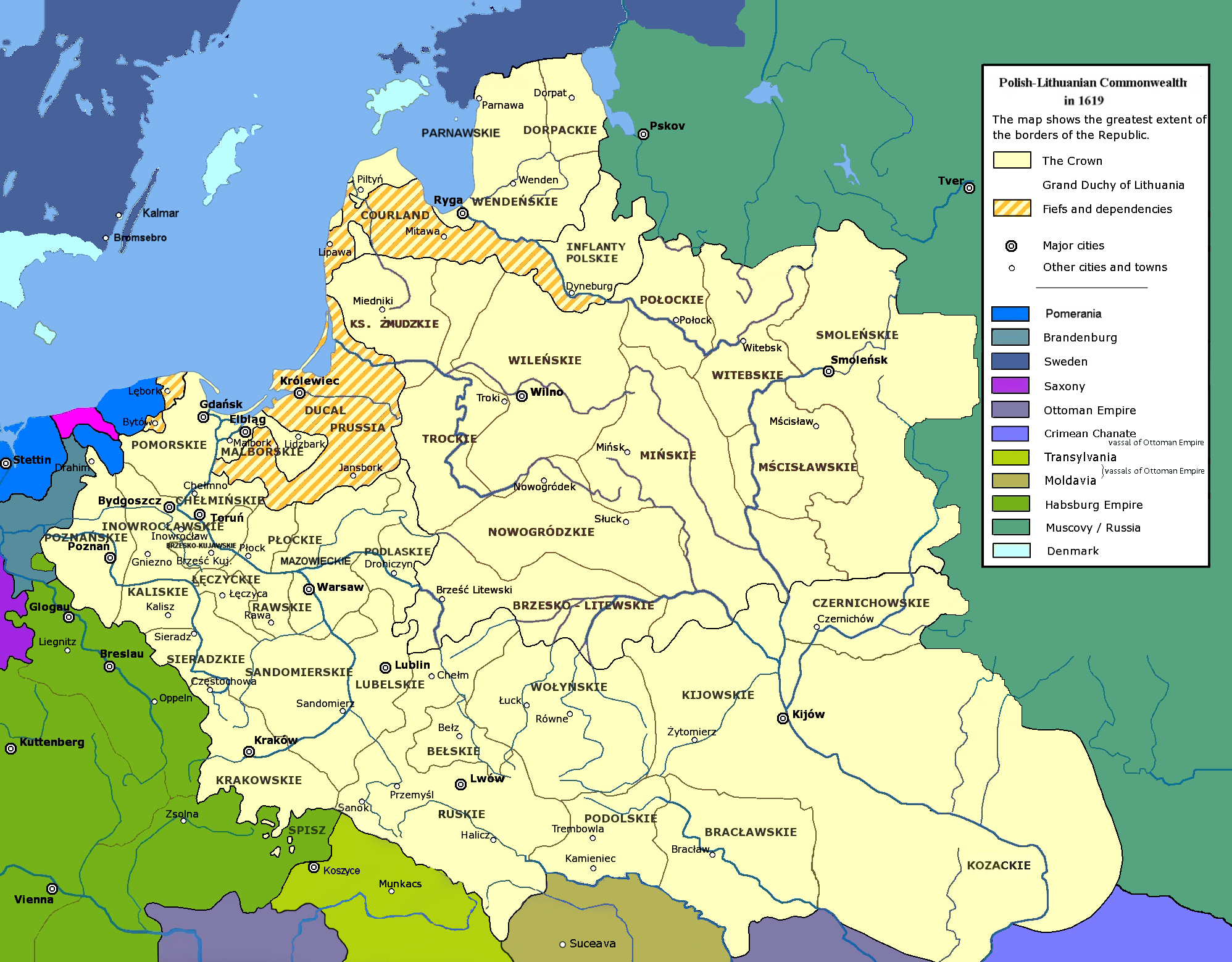
Речь Посполитая достигла своего расцвета в 1619 году. В то время это было крупнейшее государство в Европе, занимавшее территорию в 1 млн км²

В 1617 году Владислав, продолжавший носить титул Великого князя Московского, вторгся в Россию, пытаясь овладеть «законным» престолом, дошёл до Москвы, но взять её не смог. По Деулинскому перемирию Речь Посполитая получила Смоленск и Северскую землю. Владислав сохранил за собой титул Великого князя Московского. По истечении срока перемирия Россия безуспешно попыталась вернуть Смоленск, но после поражения под его стенами в 1633 году по Поляновскому миру признавала Смоленск за Польшей, а Владислав отказался от московского титула.
Король Владислав IV избежал участия Речи Посполитой в Тридцатилетней войне, поддерживал религиозную терпимость, и провёл военную реформу. Безуспешно стремился укрепить королевскую власть, выступая против магнатов. Царствование Владислава IV оказалось последней стабильной эпохой в истории королевской Польши.

#### Начало дезинтеграции государства
В XVI веке, прошла стремительная полонизация, а за ней и переход в католицизм западнорусской шляхты, долгое время переход носил стихийный и добровольный характер, вызванный статусным превосходством. К концу XVI века украинско-белорусское православное крестьянство оказалось под властью католического полонизированного дворянства. Эта ситуация, наряду с усилением контрреформации и влияния иезуитов, породила стремление перевести в католицизм и «холопов». Итогом притеснения православных становится рост напряжённости и в конце концов катастрофическое для Речи Посполитой восстание Богдана Хмельницкого, начавшееся в 1648 году. В 1654 году в Польшу вторглись русские войска; в следующем году — шведы, которые и заняли Варшаву, король Ян II Казимир бежал в Силезию — началась анархия, получившая в Польше название «Потоп».

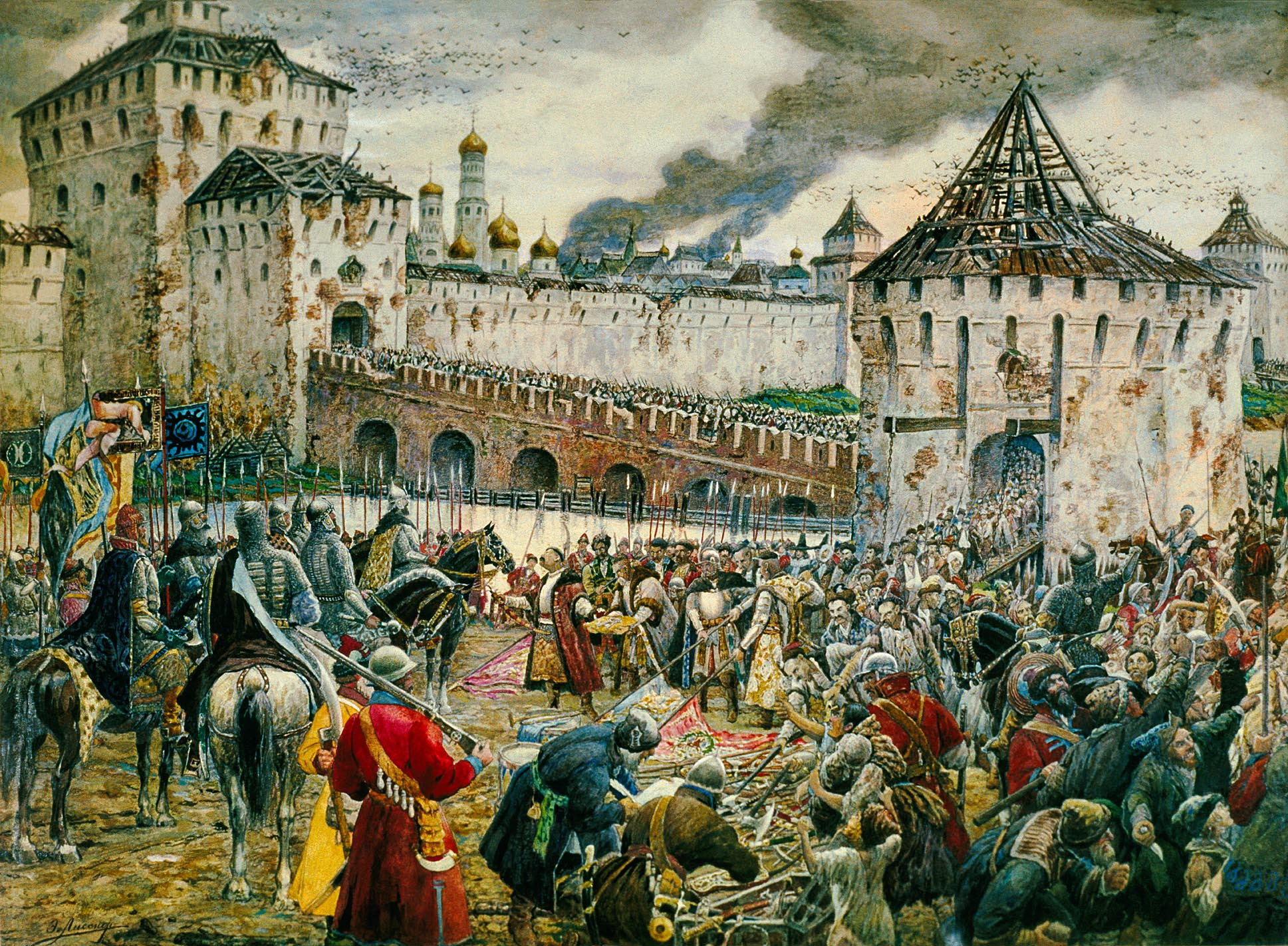
Сдача поляками Кремля ополчению, возглавляемому Дмитрием Пожарским

В 1657 году Польша отказалась от суверенных прав на Восточную Пруссию. Шведы так и не смогли удержаться в Польше из-за разгоревшейся партизанской войны. С другой стороны, часть казачьих старшин, напуганная влиянием русских воевод, отшатнулась от Москвы и попыталась вновь наладить отношения с Речью Посполитой, благодаря чему поляки вернули Беларусь и Правобережную Украину. Согласно Андрусовскому перемирию (1667 год), Польша потеряла Киев и все районы восточнее Днепра.

#### Упадок
Короткое правление молодого Вишневецкого оказалось не очень удачным; Польша проиграла войну против Османской империи, которая заняла Подолию и принудила к капитуляции Каменецкой крепости. Ян III Собеский провёл радикальную реформу в вооружении и организации армии. Под его командованием коалиция христианских держав нанесла сокрушительное поражение туркам в битве под Веной 12 сентября 1683 года и остановила продвижение Османской империи в Европу.

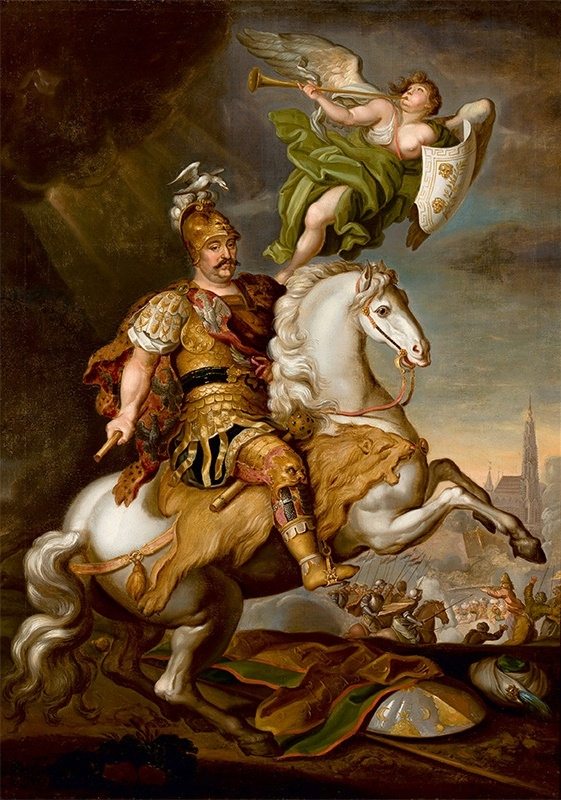
Ян III Собеский под Веной, Венская битва, 1683, Великая Турецкая война

Правление Яна Собеского было последним блестящим эпизодом в истории Речи Посполитой, затем начинается уже непрерывный упадок. В 1697 году королём Польши был избран саксонский курфюрст Август II Сильный, открывший эпоху саксонских королей. Его планы возвращения Ливонии окончились Северной войной, в ходе которой Карл XII Шведский вторгся в Польшу, разгромил Августа II, занял Варшаву и утвердил на польском престоле свою креатуру Станислава Лещинского. В 1709 году Пётр I изгнал из Польши шведов и их ставленника и восстановил на престоле Августа Сильного. Страна, лишённая внутренних ресурсов, не имевшая ни налоговой службы, ни таможни, ни регулярной армии, ни сколько-нибудь дееспособного центрального правительства — отныне служила марионеткой сильных соседей. После смерти Августа Сильного в 1733 году разгорелась «война за польское наследство», в ходе которой саксонцы и русские изгнали из страны Станислава Лещинского, поддержанного французами, и посадили на польский престол нового саксонского курфюрста — Августа III (1734—1763).
На конец царствования Августа III пришлась эпоха Семилетней войны, когда Польша превратилась в поле битвы между Пруссией и её противниками. Фридрих II Прусский уже тогда был носителем идеи о разделе Польши, однако его неудачи в войне отодвинули этот проект. В 1764 году королём Польши под русским давлением был избран малоизвестный и маловлиятельный Станислав Август Понятовский. Фактически над Польшей был установлен русский протекторат. Понятовский был человеком образованным и умным, однако у него отсутствовала политическая воля, достаточная, чтобы действовать в столь сложной обстановке.
Фактический протекторат России выразился, в частности, в том, что Россия при поддержке Пруссии принудила Станислава решить «диссидентский вопрос» — уравнять в правах с католиками православных и протестантов. Также короля заставили отменить начатые им реформы; Екатерина провозгласила себя гарантом «либерум вето». Ответом шляхты была «Барская конфедерация» (1768), которая развернула партизанскую войну против русских войск. Вскоре восстание было подавлено и восставшие были сосланы в Сибирь; со своей стороны Австрия и Пруссия, ревниво наблюдавшие за утверждением России в Польше и воспользовавшиеся её затруднениями в войне с Турцией, потребовали свою долю.

#### Разделы

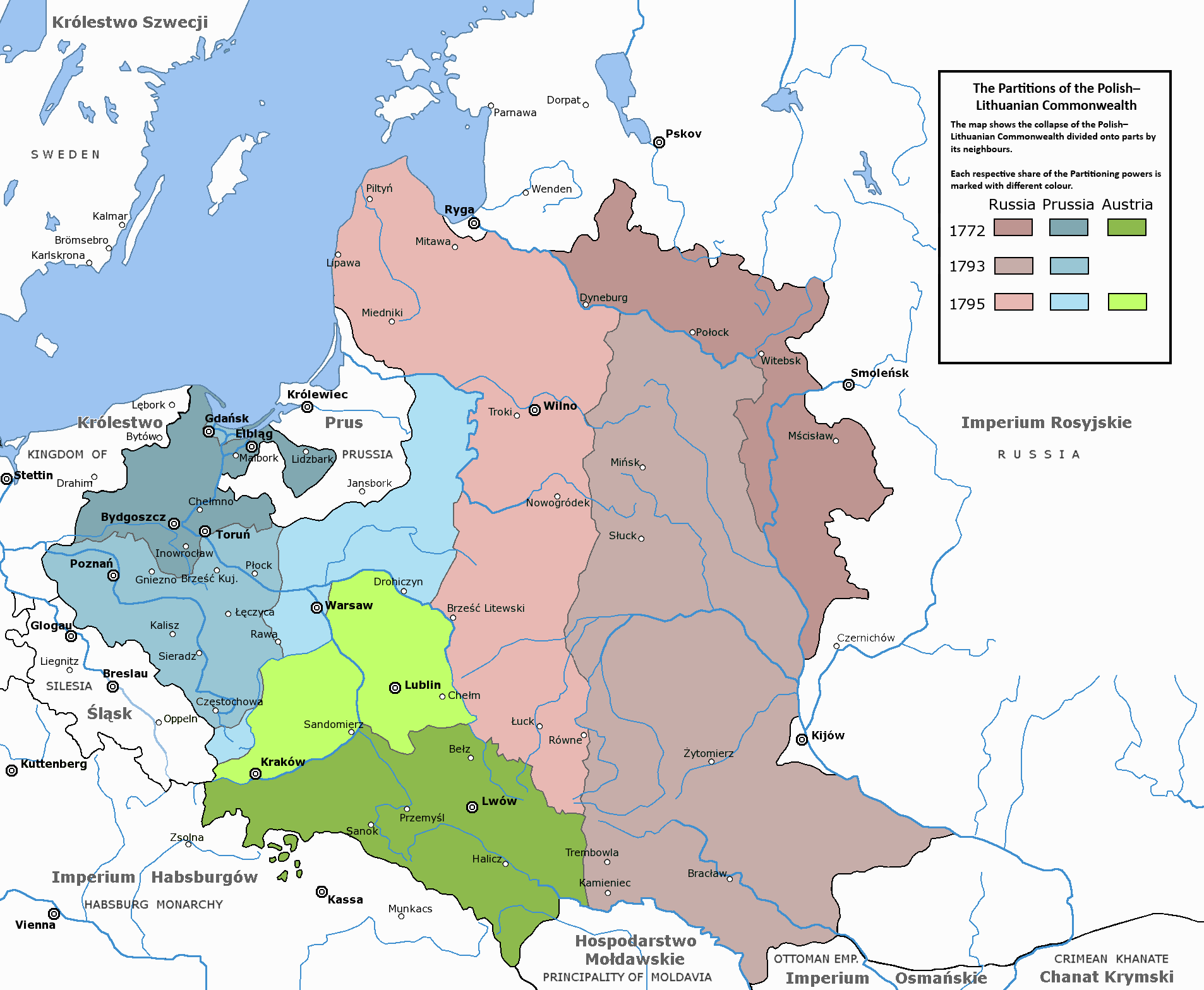
Три раздела Польши на одной карте

В 1772 году произошёл первый раздел Речи Посполитой между Пруссией, Австрией и Россией, по которому к Австрии отошла Галиция, к Пруссии — Западная Пруссия, к России — восточная часть Беларуси (Гомель, Могилёв, Витебск, Двинск).
Мрачные годы, последовавшие за первым разделом, сменились новым общественным подъёмом в конце 1780-х годов. В 1787 году началась новая русско-турецкая война, русские войска были выведены из Польши. В 1788 году начал работу «Четырёхлетний сейм», поставивший перед собой задачу осуществления коренных реформ, способных обновить страну. Была выработана конституция, которая должна была ликвидировать пагубный принцип «либерум вето», обуздать шляхетскую анархию, смягчить крепостное социальное неравенство, ввести основы гражданского общества и установить прочную и дееспособную централизованную власть. Конституция 3 Мая (1791) стала одной из первых в мире конституций.

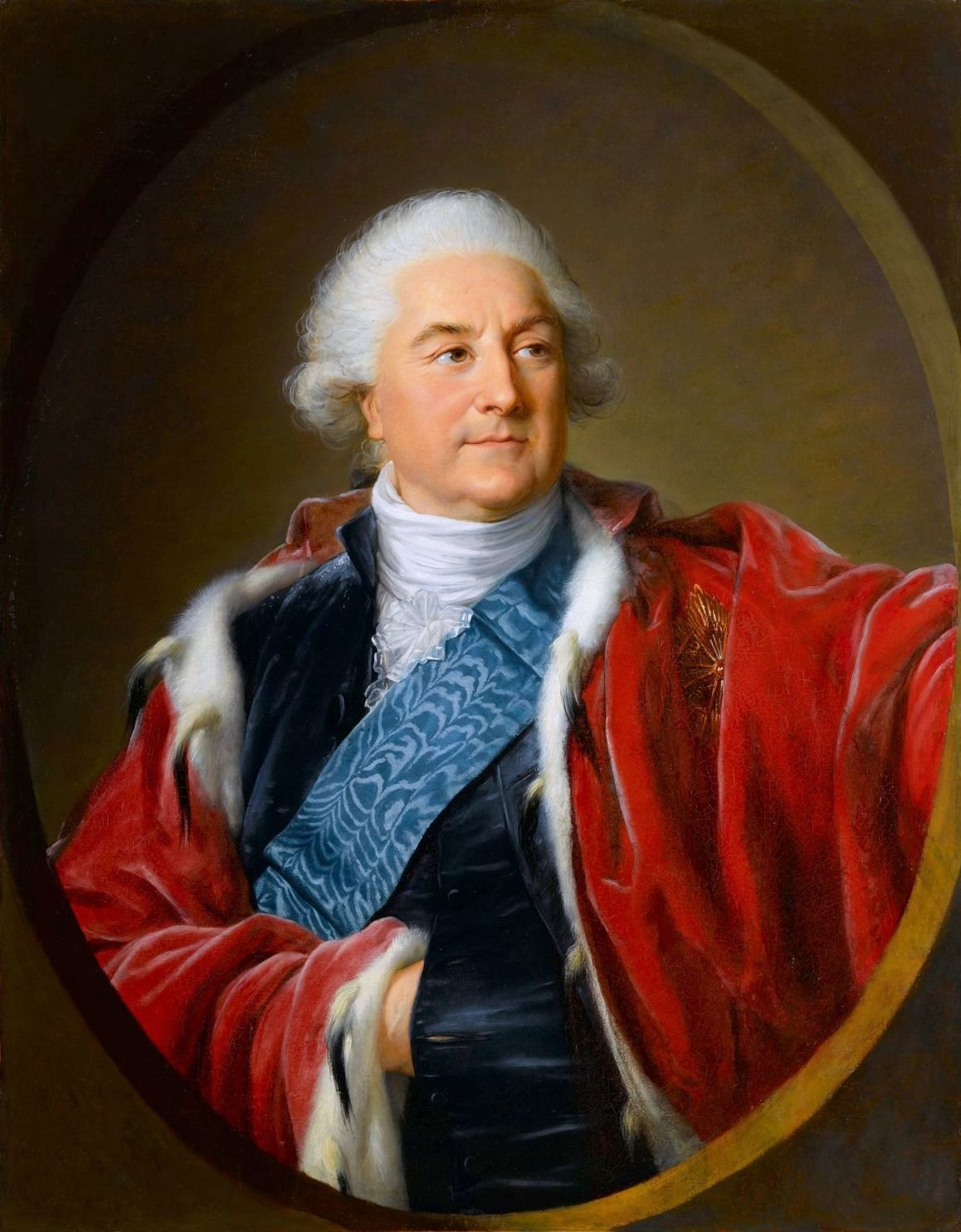
Станислав II Август, последний король Польши

Недовольные отменой «золотых вольностей» магнаты в поисках поддержки направились в Петербург и договорились о русской интервенции. Для оправдания интервенции ими был составлен акт конфедерации, фактически в Петербурге, но ложно помеченный Тарговицей — имением одного из конфедератов, вследствие чего конфедерация получила название Тарговицкой.
Императрица Екатерина II двинула войска в Польшу. Началась ожесточённая борьба приверженцев новой конституции против конфедератов и русской армии. После победы русских войск конституция была отменена, была установлена диктатура тарговицких конфедератов; одновременно в Польшу вошли и прусские войска, и был произведён Второй раздел между Пруссией и Россией (1793) земель Речи Посполитой. В Гродно был созван сейм, на котором было провозглашено восстановление прежней конституции; Варшава и несколько других городов были заняты русскими гарнизонами; польская армия была резко сокращена.
В марте 1794 года началось национально-освободительное восстание Костюшко. Костюшко, провозглашённый в Кракове «начальником восстания», разбил русский отряд в битве при Рацлавицах и двинулся на Варшаву, где восставшее население уничтожило русский гарнизон; была занята Вильна. Летом восставшие выдержали осаду Варшавы русско-прусскими войсками. Однако осенью повстанцы потерпели ряд сокрушительных поражений. Вскрылось отсутствие поддержки восстания белорусским и украинским населением. Костюшко был разбит при Мацеёвицах и попал в плен, предместье Варшавы Прага было штурмом взято Суворовым; Варшава капитулировала. После этого произошёл третий раздел (по договору, заключённому между Россией, Пруссией и Австрией в 1795 году) и Польша как государство перестала существовать.

### Период отсутствия государственности (1795—1918)
Более столетия Польша не имела собственной государственности, польские земли находились в составе других государств: России, Пруссии (а впоследствии Германской империи) и Австрии (впоследствии Австро-Венгрии).

#### Варшавское герцогство (1807—1813)

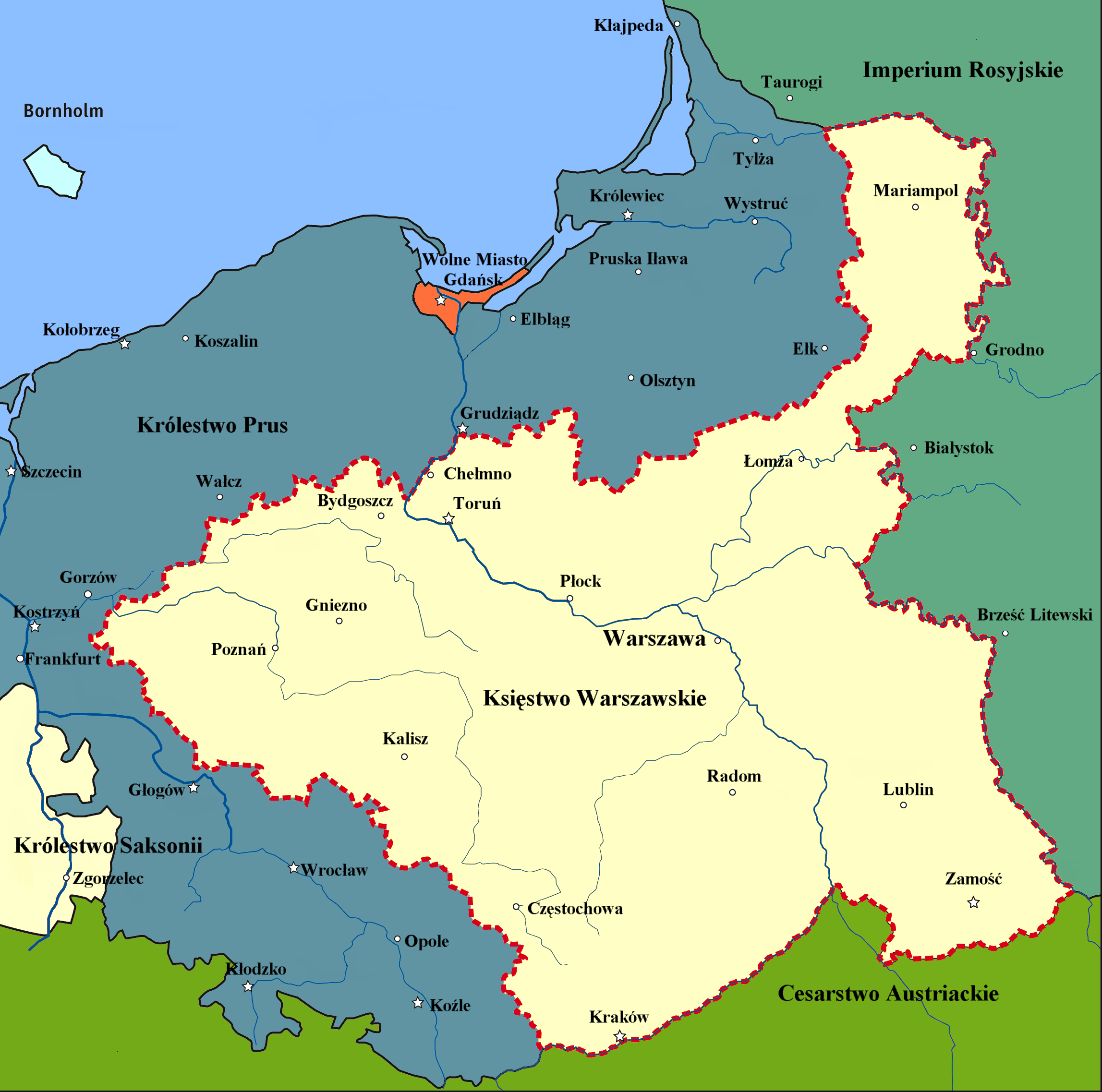
Варшавское герцогство (1809—1815)

Наполеон, разгромив Пруссию, из части принадлежавших ей польских земель создал вассальное по отношению к Франции Варшавское герцогство. Россия признала это княжество во главе с преданным Наполеону саксонским королём Фридрихом Августом и получила Белостокскую область. В 1809 году, после победной войны с Австрией (в которой участвовали и поляки), к Варшавскому герцогству была присоединена Малая Польша с Краковом.
В 1812 году после Бородинского сражения Великая армия Наполеона Бонапарта совместно с V польским корпусом заняла Москву. V Польский корпус под командованием князя Юзефа Понятовского состоял из 3 польских дивизий и лёгкой кавалерии: 16-я дивизия (Зайончек), 17-я дивизия (Домбровский), 18-я дивизия (Княжевич).
Следующий (четвёртый) раздел Польши произошёл в 1814—1815 годах на Венском конгрессе между Австрией, Пруссией и Россией. Большая часть бывшего Варшавского герцогства была передана России, Познань отошла к Пруссии, Краков был объявлен «вольным городом». Венский конгресс декларировал предоставление автономии польским землям во всех трёх частях, но фактически это было выполнено только в России, где, в значительной степени по инициативе императора Александра I, известного своими либеральными устремлениями, было образовано конституционное Царство Польское.

#### Царство Польское (1815—1915)

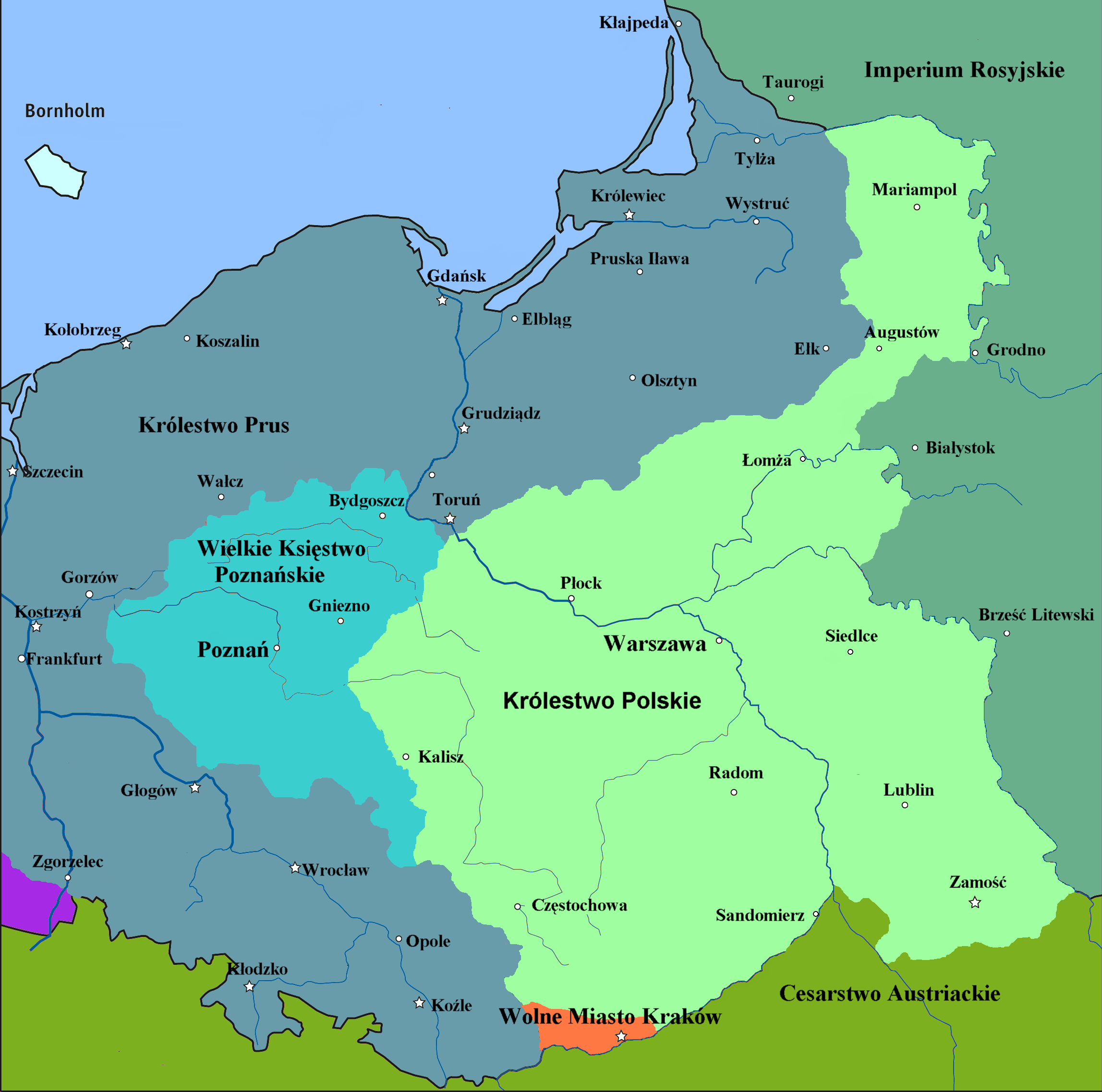
Царство Польское (1815—1915)

27 ноября 1815 года Польша в составе России получила свою конституцию, связавшую Польшу и Россию личной унией и позволявшую Польше выбирать сейм, своё правительство и иметь собственную армию. Наместником Польши был назначен сначала старый соратник Костюшко генерал Иосиф Зайончек, затем брат российского императора — великий князь Константин Павлович. Конституция, относительно либеральная вначале, позднее была ограничена. В Польском сейме появилась легальная оппозиция, возникли тайные политические общества.
В ноябре 1830 года в Варшаве вспыхнуло «Ноябрьское» восстание, после подавления которого в 1831 году, Николай I отменил конституцию, предоставленную Польше в 1815 году. Национально-освободительные восстания проходили в 1846 году в Познани (были подавлены Пруссией). В том же году произошло восстание в Кракове, в результате которого (с согласия Николая I) город отошёл к Австрии.

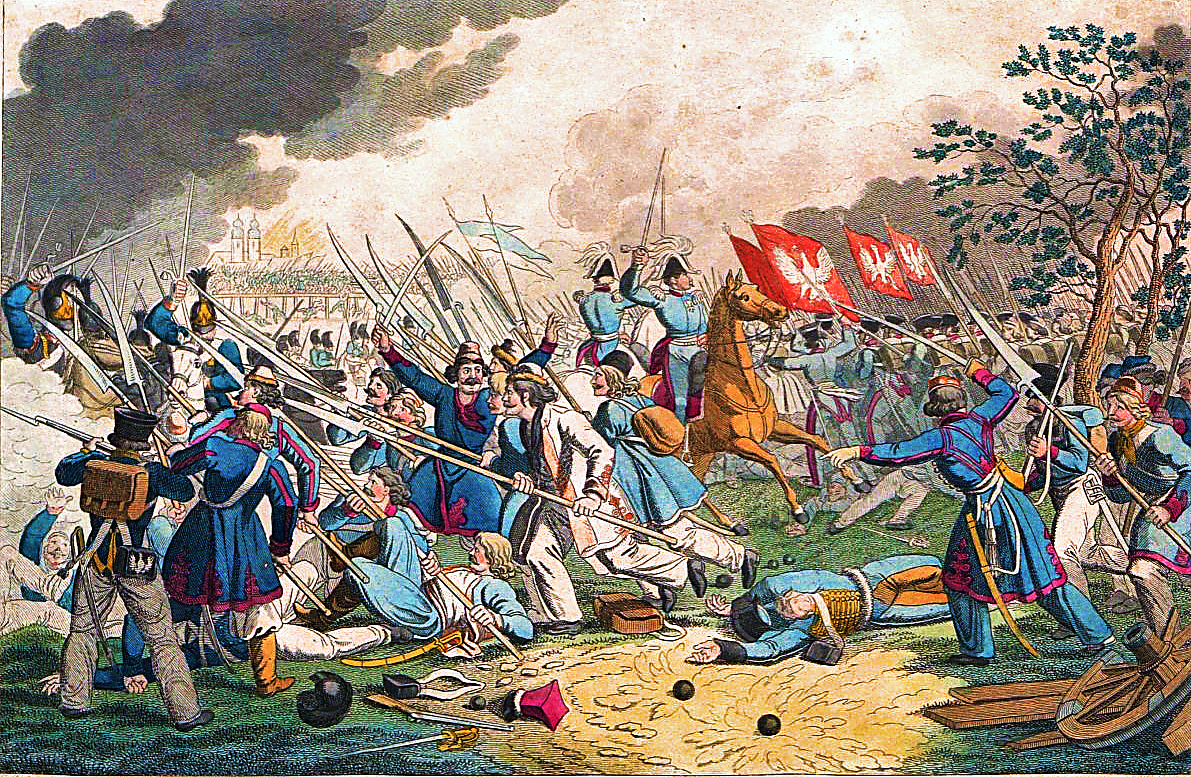
Польское восстание (1830—1831)

После смерти Николая I с новой силой поднялось освободительное движение, которое теперь делилось на два враждебных лагеря: «красных» (демократов и социалистов) и «белых» (аристократов). Общим требованием являлось восстановление конституции 1815 года. Осенью 1861 года для прекращения беспорядков в Польше было введено военное положение. Назначенный наместником либеральный великий князь Константин Николаевич не смог справиться с ситуацией. Было решено объявить рекрутский набор и отправить в солдаты заранее намеченных «неблагонадёжных» молодых людей по особым спискам. Набор, в свою очередь, послужил сигналом для массового «Январского восстания» 1863 года. Восстание было подавлено, и в Царстве Польском был установлен военный режим правления. Январское восстание привело Александра II к мысли лишить мятежную шляхту социальной опоры и для того провести крестьянскую реформу — в 1864 году был принят Указ об устройстве крестьян Царства Польского, которым были ликвидированы остатки крепостничества, а крестьяне были наделены землёй. Подавление Январского восстания дало толчок к развёртыванию политики ликвидации автономии царства Польского и более тесной интеграции Польши в составе Российской империи.

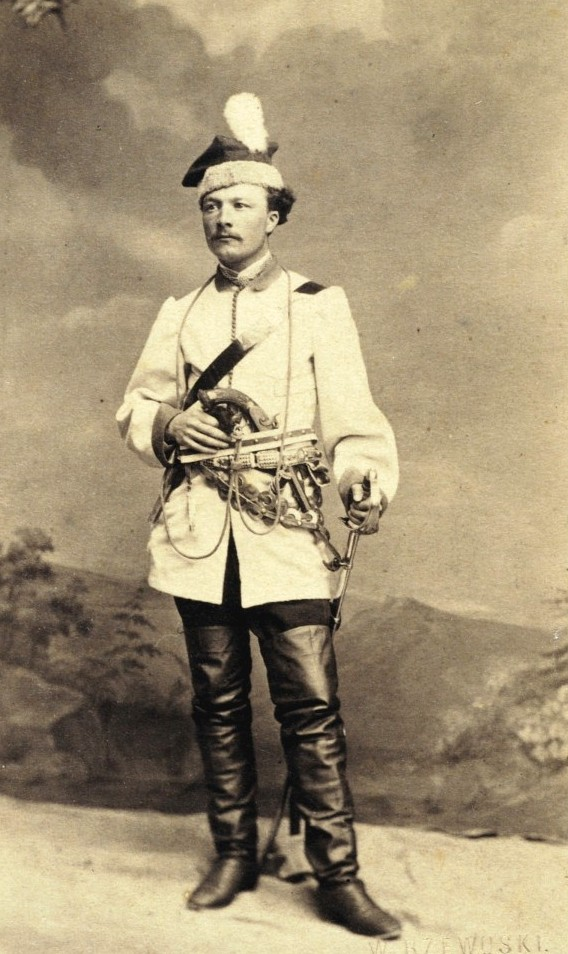
Участник Январского восстания (1863—1864) в типичной польской униформе и в конфедератке

Вступление на российский престол Николая II оживило надежды на либерализацию политики России в отношении Польши. В 1897 году император посетил Варшаву, где дал согласие на учреждение Политехнического университета и установку памятника Мицкевичу.
В 1897 году на основе «Национальной лиги» была создана Национально-демократическая партия Польши, которая хотя и имела своей стратегической целью восстановление независимости Польши, боролась прежде всего против русификационных законов и за восстановление автономии Польши. Национал-демократическая партия вскоре стала ведущей политической силой Царства Польского и приняла участие в деятельности Российской государственной думы (фракция Польское коло).
Во время Революции 1905—1907 годов в России в Царстве Польском также происходили революционные выступления. Большое влияние приобрела Польская социалистическая партия Юзефа Пилсудского, которая организовала целый ряд забастовок и стачек на промышленных предприятиях Царства Польского. Во время русско-японской войны 1904—1905 годов Пилсудский посетил Японию, где попытался добиться финансирования восстания в Польше и организации польских легионов для участия в войне против России. Против этого выступали национал-демократы Романа Дмовского. Тем не менее, Пилсудскому удалось заручиться поддержкой Японии в закупке вооружения: ещё в 1904 году он создал Боевую организацию Польской социалистической партии, которая на протяжении следующих лет осуществила несколько десятков террористических актов и нападений на российские учреждения и организации, из которых наиболее известно Безданское ограбление 1908 года. Только в 1906 году боевиками Пилсудского было убито 336 российских чиновников и военнослужащих.

#### Польские земли в составе Пруссии и Австрии
На польских землях в составе Пруссии проводилась интенсивная германизация, польские школы закрывались. В 1848 году Россия помогла Пруссии подавить Познанское восстание. В 1863 году обе державы заключили Альвенслебенскую конвенцию о помощи друг другу в борьбе с польским национальным движением.
Положение поляков на землях в составе Австрии было несколько лучшим. В 1861 году во Львове был создан Галицкий Сейм для решения вопросов местной жизни провинции, в котором преобладали поляки; школы, учреждения и суды использовали польский язык; а Ягеллонский (в Кракове) и Львовский университеты стали всепольскими культурными центрами.

#### Первая мировая война
После начала Первой мировой войны 14 августа 1914 года Николай II пообещал после победы в войне объединить Царство Польское с польскими землями, которые будут отняты у Германии и Австро-Венгрии, в автономное государство в рамках Российской империи.

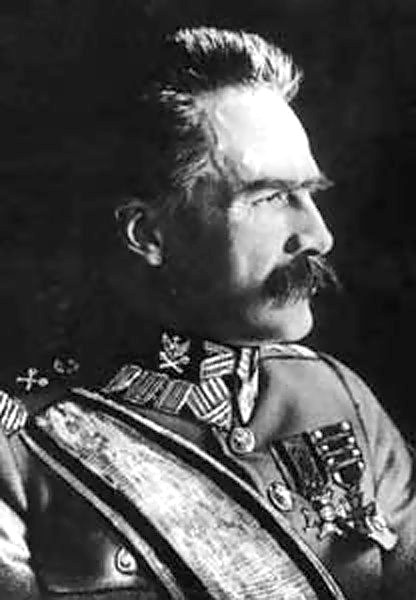
Юзеф Пилсудский, военный, политический деятель, первый глава возрождённого Польского государства и маршал Польши

Война создала ситуацию, при которой поляки, российские подданные, сражались против поляков, служивших в австро-венгерской и германской армиях. Пророссийская Национально-демократическая партия Польши во главе с Романом Дмовским считала Германию главным врагом Польши, её сторонники считали необходимым объединение всех польских земель под российским контролем с получением статуса автономии в составе Российской империи. Антироссийски настроенные сторонники Польской социалистической партии (ППС) полагали, что путь к независимости Польши лежит через поражение России в войне. За несколько лет до начала Первой мировой войны лидер ППС Юзеф Пилсудский начал военное обучение польской молодёжи в австро-венгерской Галиции. После начала войны он сформировал польские легионы в составе австро-венгерской армии.

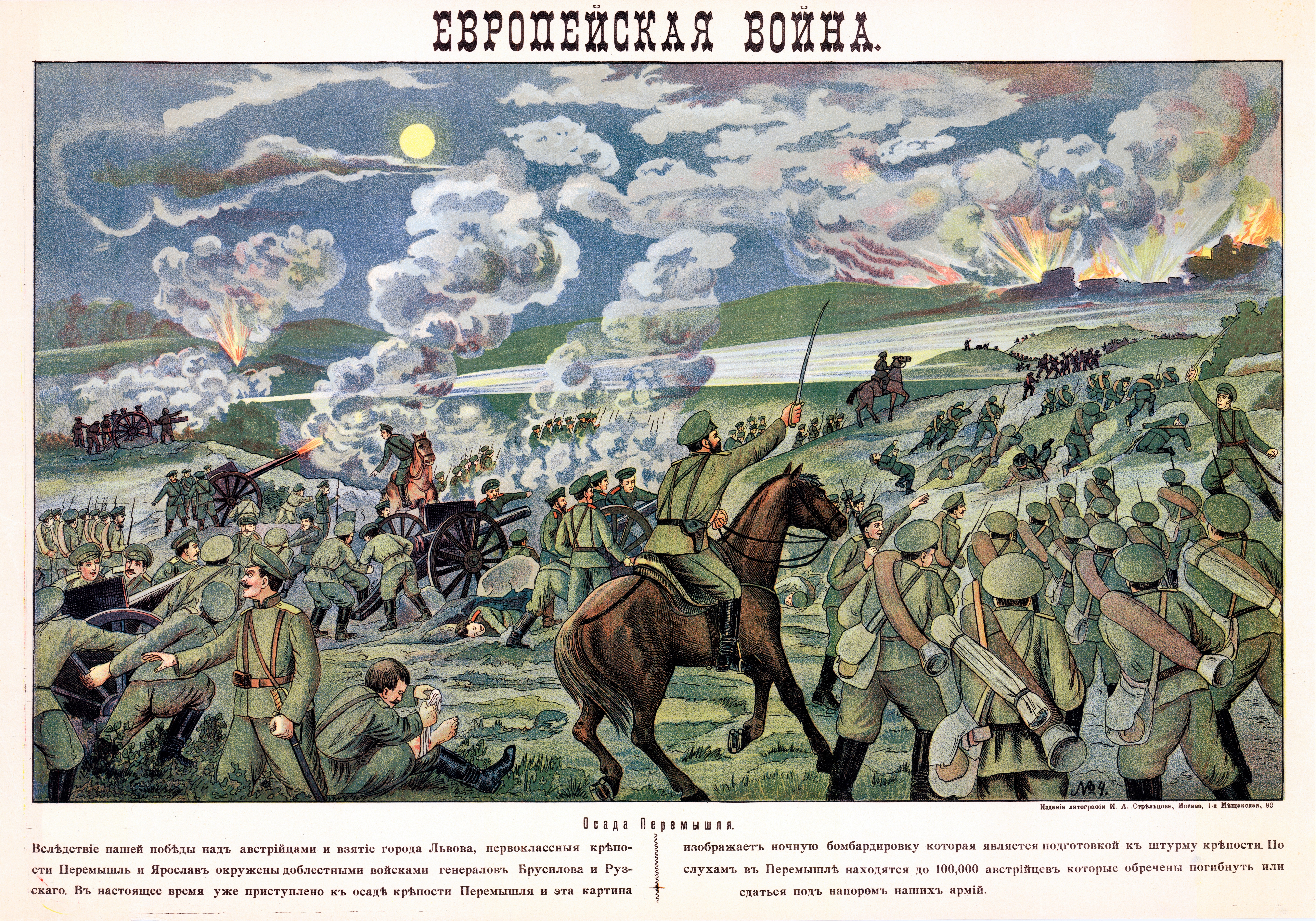
Перемышльская осада (1914-15)

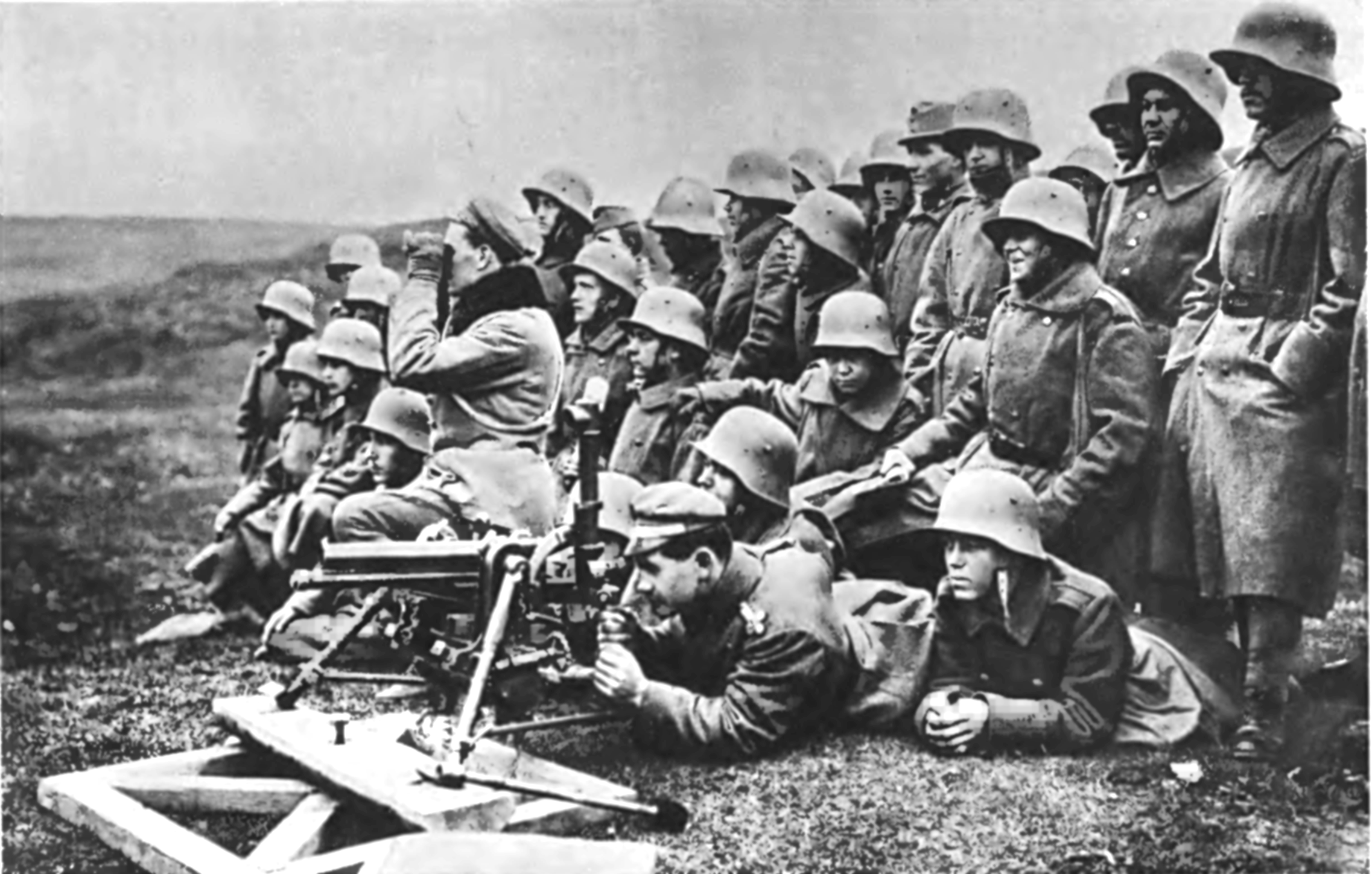
Независимый польский пехотный полк в 1917 или 1918 годах

В 1915 году территория российской Польши была оккупирована Германией и Австро-Венгрией. 5 ноября 1916 года германский и австро-венгерский императоры опубликовали манифест о создании самостоятельного Королевства Польского в российской части Польши. В связи с отсутствием короля его полномочия исполнял Регентский совет.
После Февральской революции в России Временное правительство России 16 (29) марта 1917 года объявило о том, что будет содействовать созданию Польского государства на всех землях, населённых в большинстве поляками при условии заключении им с Россией «свободного военного союза».
Во Франции в августе 1917 года был создан Польский национальный комитет (ПНК) во главе с Романом Дмовским и Игнацы Падеревским; там же была сформирована польская «голубая армия» во главе с Юзефом Халлером.
6 октября 1918 года Регентский совет Польши объявил о создании независимого польского государства, было создано Временное народное правительство Польской Республики (Tymczasowy Rząd Ludowy Republiki Polskiej), а 14 ноября, после капитуляции Германии и распада Австро-Венгрии, он передал Юзефу Пилсудскому всю полноту власти в стране.
В это время произошла Польско-украинская война между польскими формированиями и силами другого новообразованного государства — Западно-Украинской народной республики (ЗУНР) на территории Галиции, вылившийся в широкомасштабные боевые действия, которые продолжались с 1 ноября 1918 года по 17 июля 1919 года и завершившиеся разгромом ЗУНР.
27 декабря 1918 года поляки германской провинции Позен подняли Великопольское восстание, после которого до середины 1919 г. провинция стала независимым государством со своей валютой и армией.

### Польская Республика (1918—1939)
26 января 1919 года состоялись выборы в законодательный сейм, который утвердил Юзефа Пилсудского главой государства.
Версальский мирный договор в 1919 году передал Польше большую часть германской провинции Позен, а также часть Померании, что дало стране выход к Балтийскому морю (Польский коридор); Данциг (Гданьск) получил статус «вольного города».
В Силезии в 1919—1921 годах произошли три восстания поляков против германских властей. В 1922 году после референдума, проведённого в Верхней Силезии, на котором часть жителей (поляки) высказались за вхождение в состав Польши, а часть (немцы) предпочли жить в Германии, Лига Наций сочла разумным разделить этот регион на части, в соответствии с предпочтениями жителей. Восточная часть образовала автономное в составе Польши Силезское воеводство.

Польша в 1922—1939 гг.

1 ноября 1918 года Польша объявила войну Украинской Народной Республике, из-за отказа украинской стороны передать Польше контролируемые Украиной территории, на которые претендовала Польша. Польско-украинская война закончилась полным разгромом Западно-Украинской Народной Республики. В 1919 году началась советско-польская война, которая шла с переменным успехом. В начале поляки продвинулись вглубь Белоруссии и Украины и захватили Минск и Киев. Затем РККА перешла в контрнаступление и дошла до Вислы, но им не удалось взять хорошо укреплённые Львов и Варшаву. Произошло «чудо на Висле» — Красная армия потерпела поражение. Всего за войну в польский плен попали до 200 тысяч красноармейцев, из которых по различным оценкам погибли от голода и болезней до 80 тысяч. Война фактически была проиграна Советской Россией, и по Рижскому мирному договору 1921 года западная часть украинских и белорусских земель отошли к Польше.
На конференции послов 28 июля 1920 была согласована южная граница Польши. Тешинская область была разделена между Польшей и Чехословакией.
В октябре 1920 года польские войска под командованием генерала Желиговского захватили часть Литвы с городом Вильно (Вильнюсом) и провозгласили де-факто марионеточное государство Срединная Литва. Присоединение этих земель к Польше было одобрено 10 февраля 1922 года Виленским сеймом.

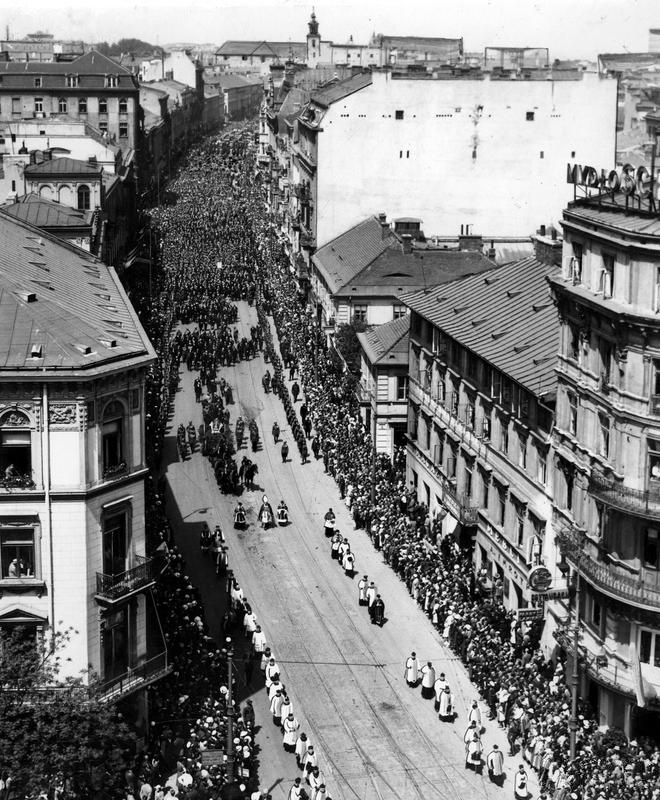
Варшава была одним из крупнейших городов Европы до Второй мировой войны

В 1921 году Законодательный сейм принял конституцию, согласно которой законодательным органом становился Сейм, состоявший из Сената и Палаты Депутатов, избираемых на основе всеобщего, равного и прямого избирательного права при тайном голосовании, гражданами старше 21 года без различия пола, религии и национальности, главой государства — Президент, избираемый Сеймом и осуществлявший представительские функции, исполнительным органом — Совет Министров, назначавшийся Президентом и нёсший ответственность перед Сеймом.
5 ноября 1922 года прошли выборы в Сейм.
В 1926 году после государственного переворота в Польше был установлен авторитарный санационный режим во главе с Юзефом Пилсудским. В 1934 году был создан лагерь для противников правящего режима в Берёзе Картузской, прошёл Брестский процесс над оппозиционерами, был объявлен вне закона Лагерь Великой Польши (пол. Obóz Wielkiej Polski), а также Национально-Радикальный лагерь, были введены ограничения свободы печати и собраний.

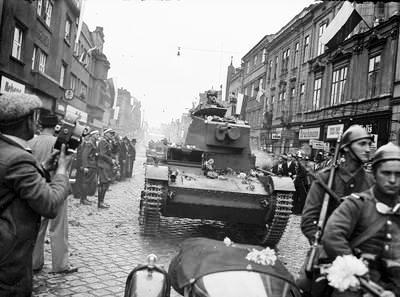
В октябре 1938 года Польша ввела свои войска в Чехословакию одновременно с Германией и аннексировала Тешинскую область

15 июня 1931 года СССР и Польша заключили Договор о дружбе и торговом сотрудничестве. 25 января 1932 года СССР и Польша подписали Договор о ненападении.
26 января 1934 года Польша и Германия подписали пакт о ненападении сроком на 10 лет. 4 ноября 1935 года Польша и Германия подписали Соглашение об экономическом сотрудничестве.
В апреле 1935 года, незадолго до смерти Пилсудского, в Польше была принята новая Конституция, в которую вошли основные принципы Санации: сильное централизованное государство с президентской системой правления. Общий баланс промышленного развития Польши в межвоенный период вряд ли можно считать благоприятным: валовой внутренний продукт на душу населения в 1938 г. был ниже, чем в 1913 году, доходы от сельскохозяйственного производства были ниже, чем до Первой мировой войны, в конце 30-х гг. аграрное перенаселение, составило около 5 млн человек. Возникавшее в результате этого разочарование порождало настроения недовольства выбранной моделью, активно эксплуатируемые отдельными политическими силами, несколько миллионов крестьян приняли участие в подавленной крестьянской забастовке 1937 года.
В 1938 году (после Мюнхенского соглашения) Польша аннексировала Тешинскую область Чехословакии.
На территориях, входивших в состав СССР, поляки как и многие другие народы страдали от сталинских репрессий, тысячи семей были депортированы в Сибирь или заключены в лагеря ГУЛАГа по обвинению в «контрреволюции» и «шпионаже».
21 марта 1939 года Германия потребовала от Польши передать ей вольный город Данциг, вступить в Антикоминтерновский пакт и открыть для неё «польский коридор» (создан после Первой мировой войны для обеспечения выхода Польши к Балтийскому морю). Польша отвергла все требования Германии.
28 марта 1939 года Гитлер разорвал Пакт о ненападении с Польшей. После этого Польша захотела заручиться гарантиями союзников. Польша надеялась на помощь Великобритании. Однако вступить в союз вместе с ней, Францией и СССР Польша отказалась. Великобритания дала устную гарантию на защиту от Германии. Узнав об английских гарантиях, Гитлер пришёл в ярость и приказал разрабатывать операцию «Вайс».
23 августа 1939 года гитлеровская Германия и Советский Союз заключили договор о ненападении. Согласно секретному дополнительному протоколу к договору, о разграничении сфер обоюдных интересов в Восточной Европе на случай «территориально-политического переустройства», предусматривалось включение Восточной Польши, Эстонии, Латвии, Финляндии и Бессарабии в сферу интересов СССР, Литвы и Западной Польши — в сферу интересов Германии.

### Вторая мировая война

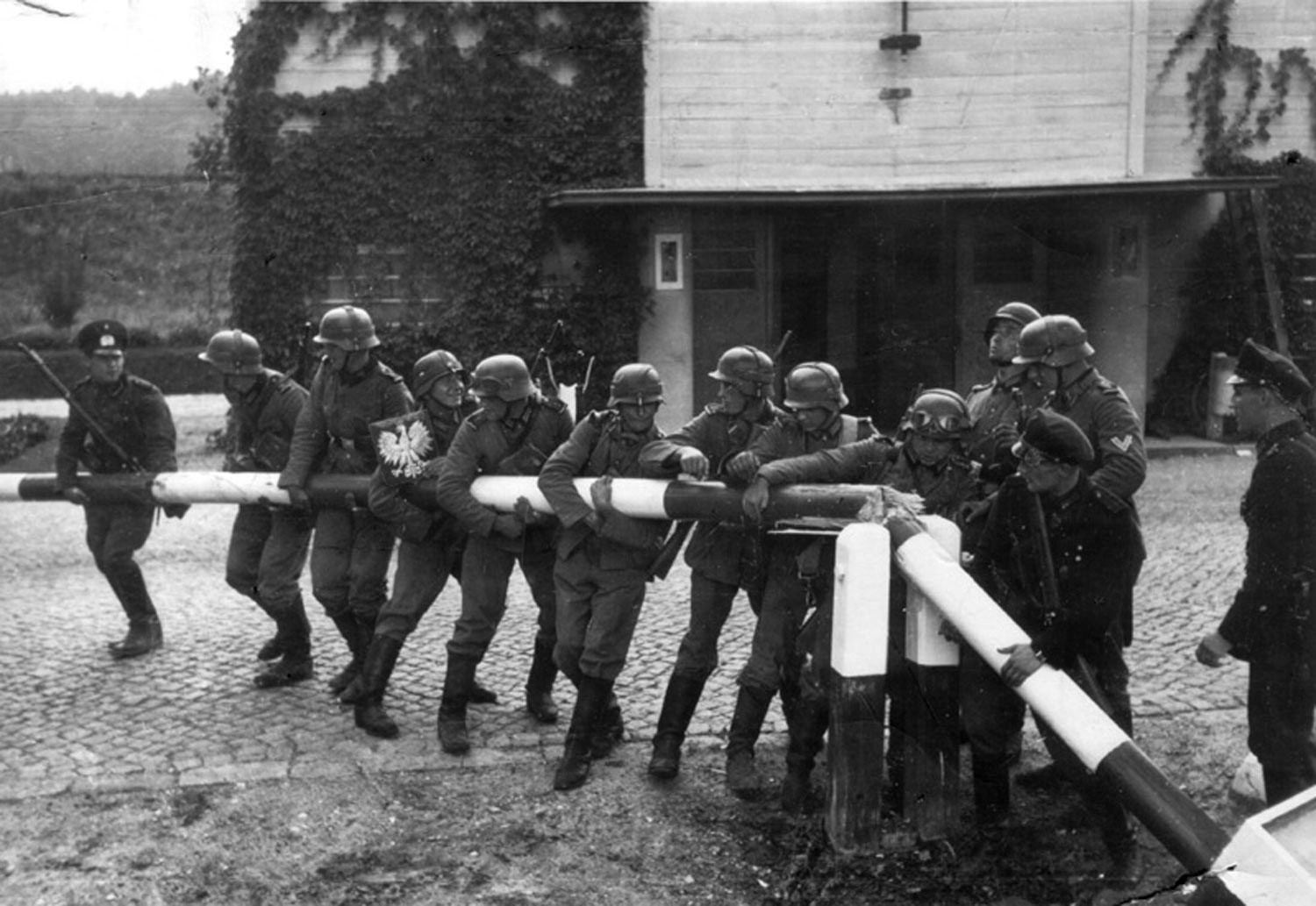
Германский вермахт пересекает границу Польши 1 сентября 1939 года

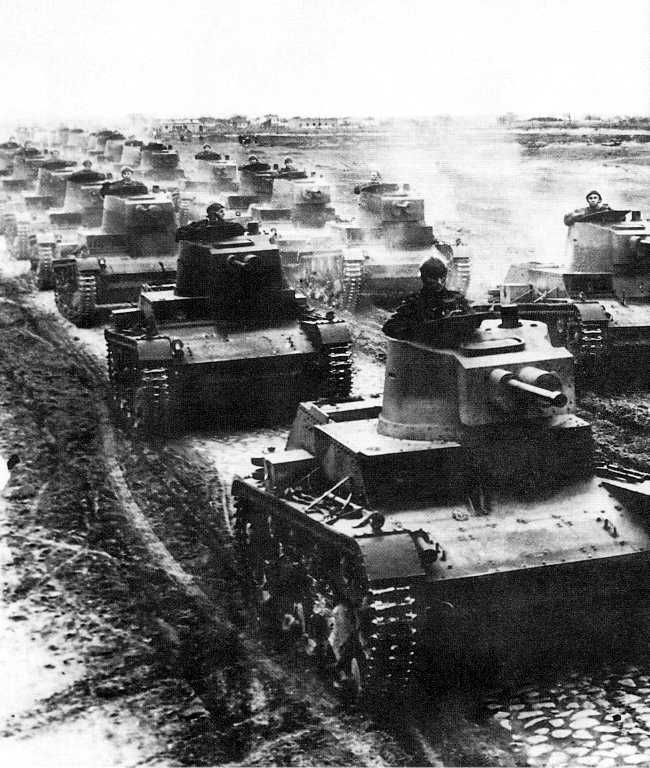
7TP, польский лёгкий танк, в 1939

1 сентября 1939 года вермахт вторгся на территорию Польши. 3 сентября в ответ на нападение Германии на Польшу Великобритания и Франция, в соответствии с франко-польским и британо-польским договорами о взаимопомощи, объявили войну Германии, однако французская и британская армии масштабных боевых действий вести не стала («Странная война»). В дальнейшем военные действия проходили неудачно для оборонявшихся, к 16 сентября немцы вышли на линию Осовец — Белосток — Бельск — Каменец-Литовск — Влодава — Владимир-Волынский — Замосць — Львов — Самбор, приблизившись на расстояние 150—200 км к советско-польской границе. Попавшие в окружение в Варшаве части польской армии стремились как можно дольше удержать город.

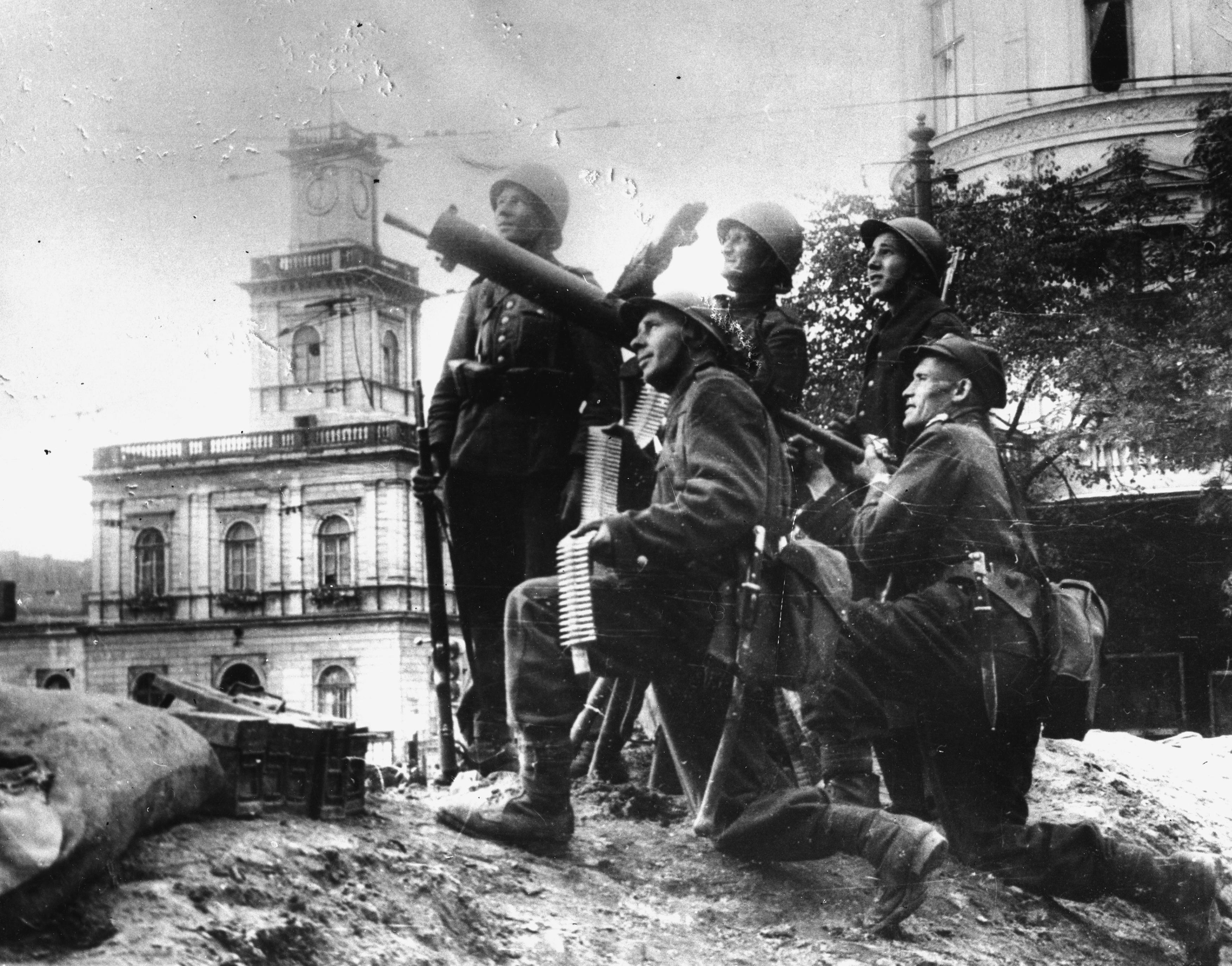
Польские солдаты с зенитными орудиями в Варшаве, 1939

17 сентября на территорию Польши, без объявления войны, вторглись советские войска. В ночь с 17 на 18 сентября верховное руководство страны бежало в Румынию, поместившую беглых руководителей в подготовленные центры интернирования. Позднее было сформировано новое руководство, получившее название «Правительство Польши в изгнании».
27 сентября немецкие войска взяли Варшаву, польская армия по сути прекратила сопротивление. 5 октября капитулировало последнее крупное польское соединение генерала Клееберга.
Территориальный раздел Польши между СССР и Германией был завершён 28 сентября 1939 года подписанием Договора о дружбе и границе между СССР и Германией. В результате раздела польской территории СССР стал граничить с Германией и Литвой. Первоначально Германия намеревалась превратить Литву в свой протекторат, однако 25 сентября, в ходе советско-германских переговоров по решении польского вопроса, СССР предложил начать переговоры об отказе Германии от претензий на Литву в обмен на территории Варшавского и Люблинского воеводств Польши. В этот день посол Германии в СССР граф Шуленбург отправил в МИД Германии телеграмму, в которой сообщил, что был вызван в Кремль, где Сталин указал на это предложение как на предмет будущих переговоров и добавил, что в случае согласия со стороны Германии «Советский Союз немедленно возьмётся за решение проблемы прибалтийских государств в соответствии с протоколом от 23 августа и ожидает в этом деле полную поддержку со стороны германского правительства».
17 и 27 октября до сведения СССР было доведено, что британское правительство не ставит вопрос о возврате Польше Западной Украины и Западной Белоруссии. Оккупированные польские территории были затем присоединены к Украинской ССР и Белорусской ССР. 1 марта 1940 года премьер-министр правительства в изгнании Владислав Сикорский публично объявил, что Польша находится в состоянии войны с СССР. Весной 1940 года НКВД СССР был осуществлён Катынский расстрел — массовый расстрел польских граждан (в основном пленных офицеров польской армии).
Германия получила остальные польские территории, причём те из них, что до Первой мировой войны входили в состав Пруссии (Познань и Данциг), были непосредственно включены в состав Германии, значительная часть польского населения была оттуда изгнана. До конца 1944 года в немецкую армию было призвано около 450 тысяч граждан Польши, в том числе и некоторые члены польского подполья. На остальных территориях, получивших название «генерал-губернаторство», была организована оккупационная администрация. Поляки массово угонялись на принудительные работы в Германию. На территориях Польши, полностью оккупированных немцами, был запрещён польский язык, закрыта польская пресса, арестовано почти всё духовенство, ликвидированы польские культурные учреждения, уничтожались польская интеллигенция и госслужащие. Поляки потеряли около 2 млн человек, не являвшихся военнослужащими, а также 45 % врачей, 57 % юристов, 40 % профессорско-преподавательского состава вузов, 30 % инженеров, 18 % священников, почти всех журналистов. Считается, что всего в ходе Второй мировой войны Польша потеряла более 20 % своего населения — около 6 млн человек.

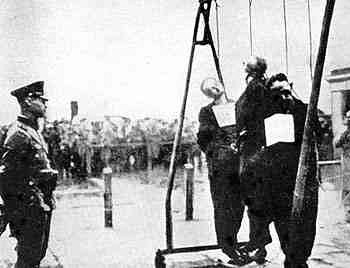
Немецкая оккупация Польши. Публичные казни

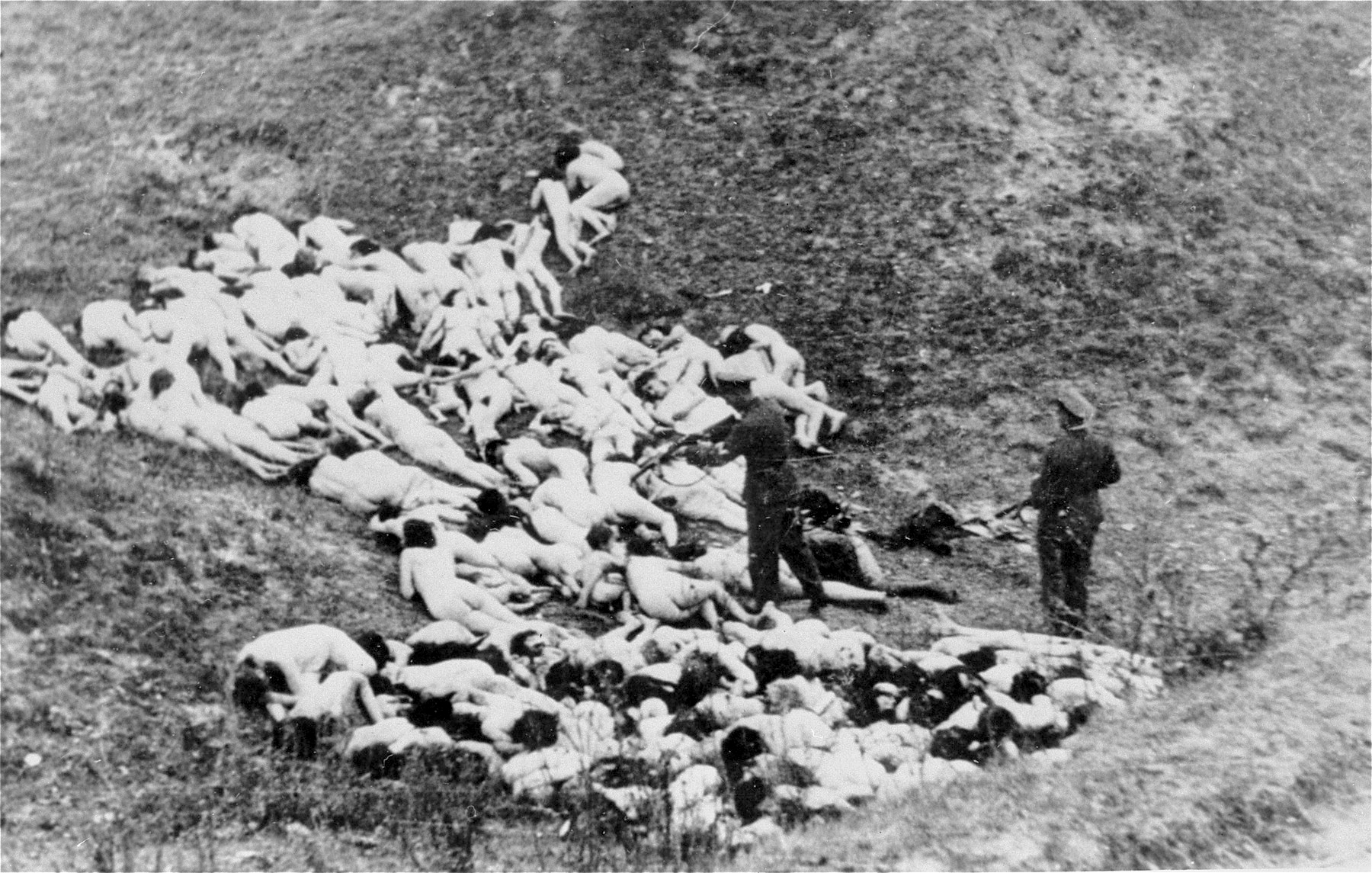
Массовые убийства евреев на территории Польши, 1942

Во время Второй мировой войны на территории Польши действовало движение сопротивления, состоявшее из разнородных групп, зачастую имевших противоположные цели и подчинявшихся разным руководящим центрам: Армия Крайова, действовавшая под руководством правительства Польши в изгнании, которая организовала Варшавское восстание 1944 года; Гвардия Людова — военная организация польской компартии; созданные крестьянской партией Батальоны Хлопски и т. д.; действовали также еврейские боевые организации, организовавшие Восстание в Варшавском гетто в апреле 1943 года.
30 июля 1941 года, после нападения Германии, СССР признал «лондонское» правительство в изгнании ; на советской территории были сформированы из польских граждан подчинённые этому правительству войсковые части, в 1942 году выведенные из СССР и впоследствии отличившиеся в боях в Италии (см. Армия Андерса). 25 апреля 1943 года СССР порвал отношения с «лондонским» правительством, в качестве повода была использована позиция Польши по катынскому вопросу. После этого Сталин создал из оставшихся в СССР лиц польской национальности 1-ю пехотную дивизию Войска польского им. Тадеуша Костюшко под командованием полковника Зыгмунта Берлинга, дезертировавшего из польской армии Андерса.
Разработанная 1 октября 1943 г. инструкция «лондонского правительства» для Армии Крайовой содержала в себе следующие инструкции на случай несанкционированного «польским правительством» вступления советских войск на территорию Польши: «Польское правительство направляет протест Объединённым нациям против нарушения польского суверенитета — вследствие вступления Советов на территорию Польши без согласования с польским правительством — одновременно заявляя, что страна с Советами взаимодействовать не будет. Правительство одновременно предостерегает, что в случае ареста представителей подпольного движения и каких-либо репрессий против польских граждан подпольные организации перейдут к самообороне».
Правительство Польши в изгнании строило концепцию возвращения довоенных польских территорий, которая породила убеждённость в возможности если не в войне, то в геополитике поразить СССР. Главнокомандующий Польских Вооружённых сил генерал брони Казимеж Соснковский верил в перспективу третьей мировой войны и поражение в этой войне СССР, однако восточная граница Польши оговаривалась на Тегеранской конференции, из-за чего поляки не могли бы получить поддержку в этом вопросе. Сталин, Рузвельт и Черчилль договорились, что восточные границы Польши будут проходить примерно по линии Керзона.

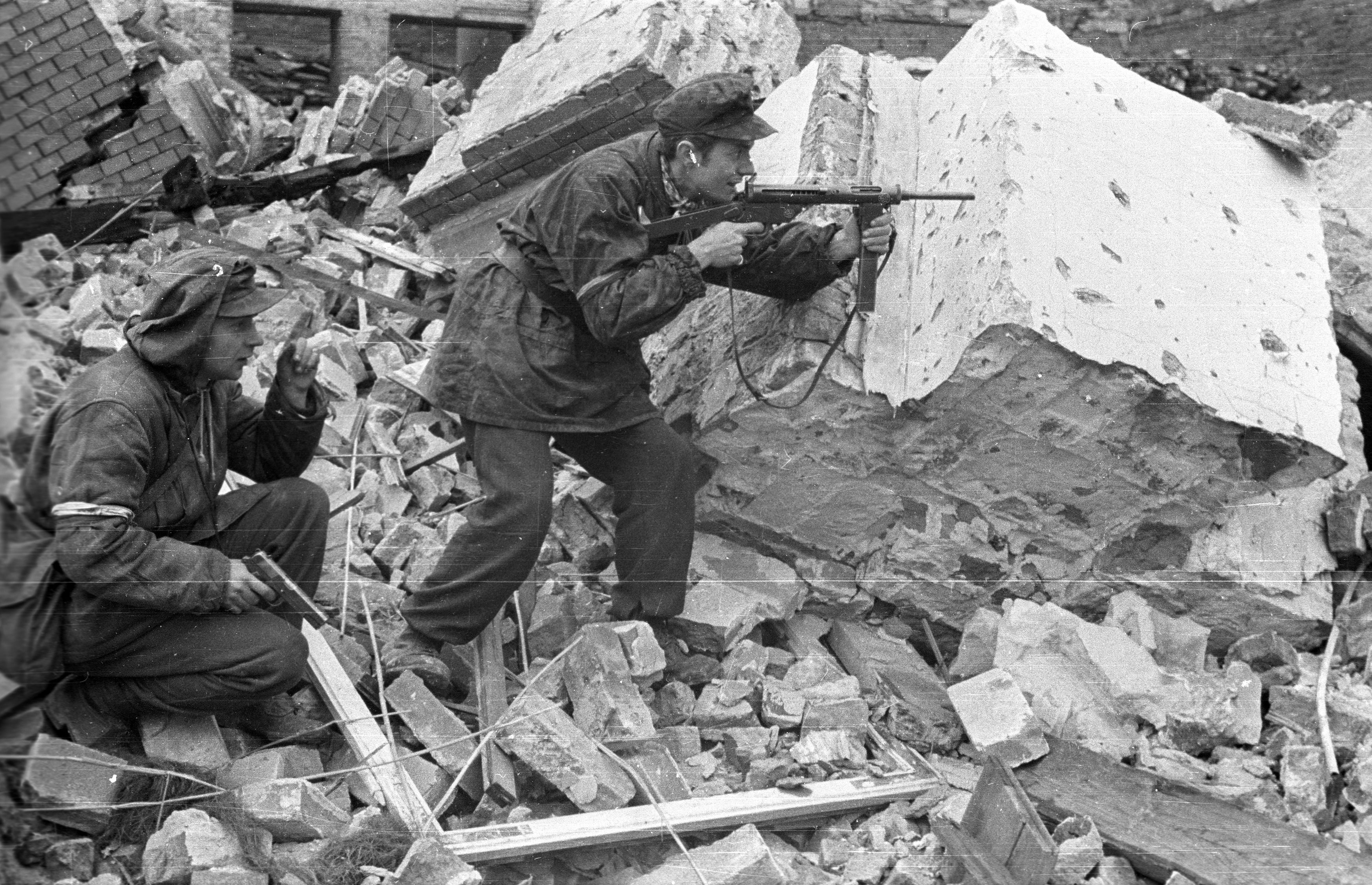
Варшавское восстание. Октябрь 1944 года

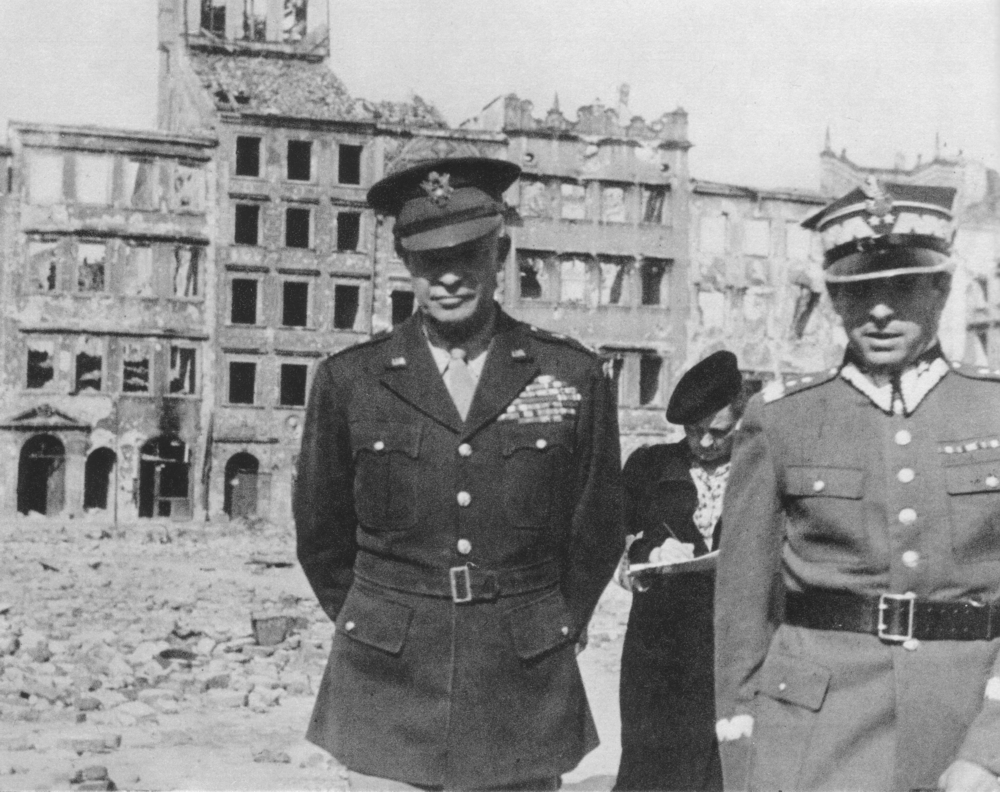
Дуайт Дэвид Эйзенхауэр посетил руины Варшавы в 1945 году. Было разрушено около 85 % левобережной части Варшавы (правобережной части повезло больше и она была повреждена лишь на 20 %)

Вместе с частями Советской армии к границам Польши продвигалась и армия Берлинга. 20 июля 1944 года Красная армия пересекла «линию Керзона», а уже на следующий день был создан руководимый коммунистами «Польский комитет национального освобождения» (Люблинский комитет), взявший на себя функции временного правительства, конечно же при советской поддержке. Был принят декрет Крайовой Рады Народовой об объединении партизанской Армии Людовой с 1-й Польской армией в единое Войско Польское, а также декрет о назначении Верховного командования Войска Польского (главнокомандующим Войска Польского назначен генерал Михал Жимерский). 26 июля 1944 года правительство СССР и Польский комитет национального освобождения подписали соглашение, которым признавалась власть ПКНО на освобождаемой польской территории, Советское правительство признало ПКНО единственным законным органом власти в стране.
В конце июля якобы обозначился вопрос, чья власть — Лондона или Люблина — утвердится на территории Польши. Части Красной армии подходили к Варшаве; 1 августа в Варшаве, по приказу «лондонского правительства» началось восстание, руководимое Армией Крайовой и возглавляемое генералом Бур-Коморовским, с целью освободить Варшаву до прихода советских войск и не допустить прихода к власти Польского комитета национального освобождения. Тем временем немцы перешли в контратаку под Варшавой, и Рокоссовский (за несколько часов до начала восстания в Варшаве) был вынужден отдать приказ наступавшей на город 2-й танковой дивизии перейти к обороне. Сталин оставил без внимания план Жукова — Рокоссовского, предполагавший возобновление наступления после перегруппировки, а после обращения поддерживавшего «лондонское правительство» Уинстона Черчилля до 9 сентября 1944 года не позволил использовать советские аэродромы для помощи повстанцам. Однако документальных данных о преднамеренной остановке наступления РККА не найдено. Жестоко подавленное восстание и разрушенная Варшава стали шоком для поляков.
Наступление Красной армии возобновилось 12 января 1945 года; 17 января Варшава была взята 1 армией Войска Польского, а к началу февраля была освобождена от немецких войск почти вся Польша. Польская рабочая партия начала свою деятельность по всей стране в пределах национальных границ, определённых «Большой тройкой», и подпольное сопротивление сторонников лондонского правительства не смогло ничего сделать.
Во время войны в Польше происходили массовые убийства еврейского населения немцами и участниками польского националистического подполья. Последний крупный еврейский погром произошёл в 1946 году в Кельце, и в нём участвовали польские милиционеры и военные. Холокост и антисемитская атмосфера послевоенных лет вызвали новый виток эмиграции евреев из Польши.
По решению Берлинской конференции 1945 года западная граница Польши была установлена по рекам Одра (Одер) и Ныса-Лужицка (Нейсе), Польше отошли две трети территории Восточной Пруссии. В результате заключения советско-польского договора о границе к Польше отошли Белостокская область (от БССР) и город Перемышль (от УССР). Польша вернула Чехословакии Тешинскую область, захваченную в 1938 году.
Уничтожение евреев, послевоенное выселение немцев из присоединённых к Польше немецких земель, а также установление новых границ с СССР и обмен с ним населением сделали Польшу практически моноэтничным государством. Миллионы поляков с бывших польских территорий, вошедших в состав СССР, были переселены на новые польские территории (хотя под Вильнюсом и Гродно остались сотни тысяч поляков).

### Польская Народная Республика (1944—1989)

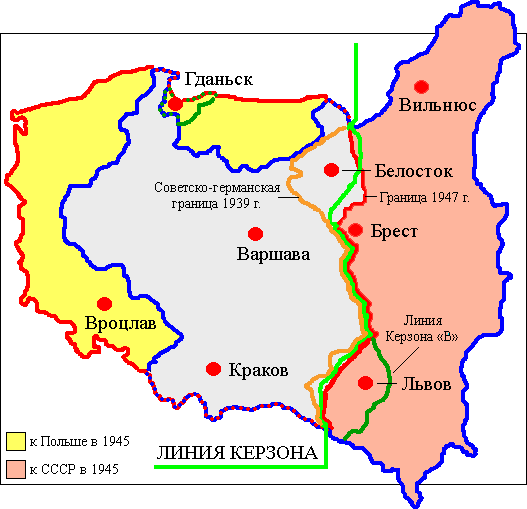
Линия Керзона (1945) и изменения территории Польши

Ещё до окончания войны в Европе 21 апреля 1945 года в Москве был заключён Договор о дружбе, взаимной помощи и послевоенном сотрудничестве между Союзом Советских Социалистических Республик и Польской Республикой. Идея бойкота результатов Второй мировой войны провалилась. Это означало политическое банкротство польского эмигрантского правительства и его подпольных структур в Польше.
Союзники, поняв, что настоять на передачу власти в Польше «лондонскому» правительству им не удастся, на Ялтинской конференции согласились на компромиссный вариант, по которому формировалось коалиционное правительство на базе Временного правительства Польской Республики со включением некоторых польских политиков, уже не входивших в состав польского эмигрантского правительства, которое должно было провести свободные выборы. Во «Временном правительстве национального единства», сформированном в июне 1945 года при участии представителей СССР, США и Великобритании в соответствии с решениями глав этих государств, принятыми на конференции в Ялте и признанном союзниками, большинство портфелей (в том числе все силовые) были в руках левых партий (ППР и ППС), поэтому уже на выборах, проведённых им в январе 1947 года, по официальным данным 80 % получил предвыборный блок ППР и ППС (эти партии в 1948 году объединились в правящую Польскую объединённую рабочую партию под руководством Болеслава Берута). При этом в Лондоне вплоть до 1990 года продолжало существовать Польское «правительство в изгнании».

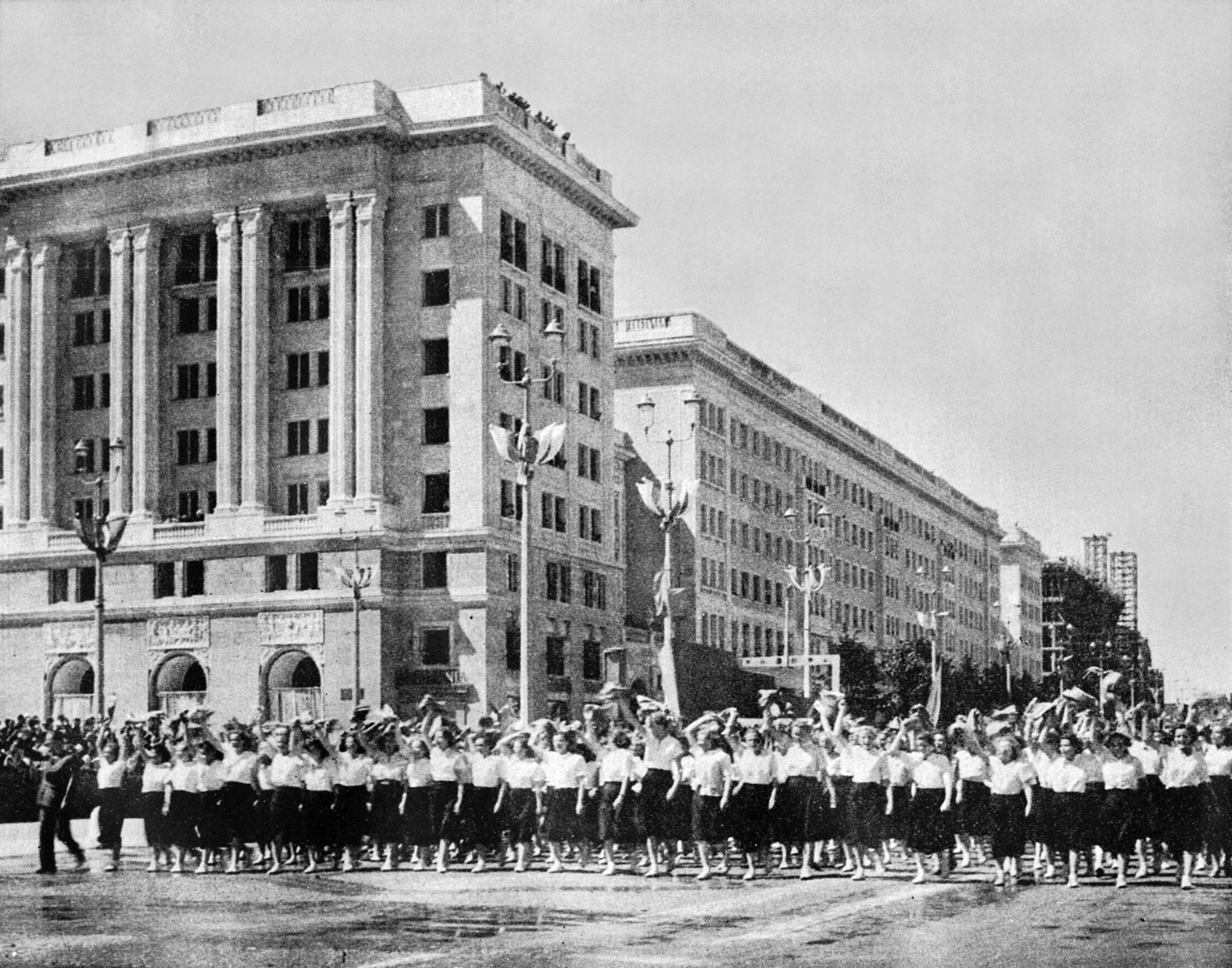
Марш польской молодёжи среди перестроенных и новых монументальных зданий Варшавы, 1952

Часть бойцов Армии Крайовой и других подпольных организаций в 1944—1945 году вступили в вооружённую борьбу с режимом, установленным в Польше коммунистами, которую вела созданная 7 мая 1945 года подпольная организация Резидентура вооружённых сил в стране, a с сентября 1945 года по 1948 год — подпольная организация «Свобода и Независимость» и т. д. К началу 1950-х антикоммунистическое вооружённое сопротивление было в основном подавлено органами государственной безопасности.
В 1947 году Государственный Национальный Совет принял Малую Конституцию, согласно которой законодательным органом объявлялся однопалатный Сейм, избираемый по пропорциональной системе по многомандатным избирательным округам, глава государства — Президент, избирался Сеймом, исполнительный орган — Совет Министров, назначался Сеймом, органы местного самоуправления — национальные советы, избираемые по пропорциональной системе по многомандатным избирательным округам.

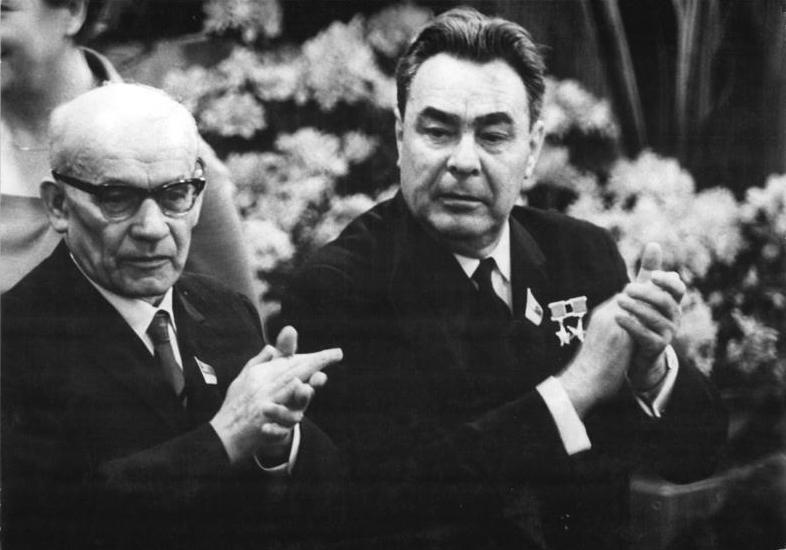
Владислав Гомулка и Брежнев в Восточной Германии, 1967

В марте 1956 года, после XX съезда КПСС, Болеслав Берут умер, его место занял Эдвард Охаб. Эти события сопровождались выступлениями рабочих в Познани. В октябре первым секретарём ЦК ПОРП стал Владислав Гомулка, недавно освобождённый из тюрьмы. Гомулке удалось урегулировать ситуацию. Новое советское руководство во главе с Хрущёвым пошло на серьёзные уступки, пересмотрело свои экономические соглашения с Польшей и согласилось на возвращение в СССР советников, включая министра обороны ПНР Рокоссовского. Гомулке также удалось отстоять свою политику в отношении деревни, которая заключалась в отказе от коллективизации.
Тенденция либерализации, связанная с первым десятилетием правления Гомулки, закончилась в 1968 году, после подавления студенческих демонстраций и провозглашения «антисионистской» кампании, в результате которой большинство остававшихся в Польше евреев вынуждено было покинуть страну. В декабре 1970 года повышение цен на товары народного потребления вызвало забастовки и массовые волнения в Гданьске, Гдыне и Щецине. Протесты были подавлены силами армии, милиции и ЗОМО. Однако произошла смена партийно-государственного руководства: Гомулка отправлен в отставку и заменён Эдвардом Гереком.

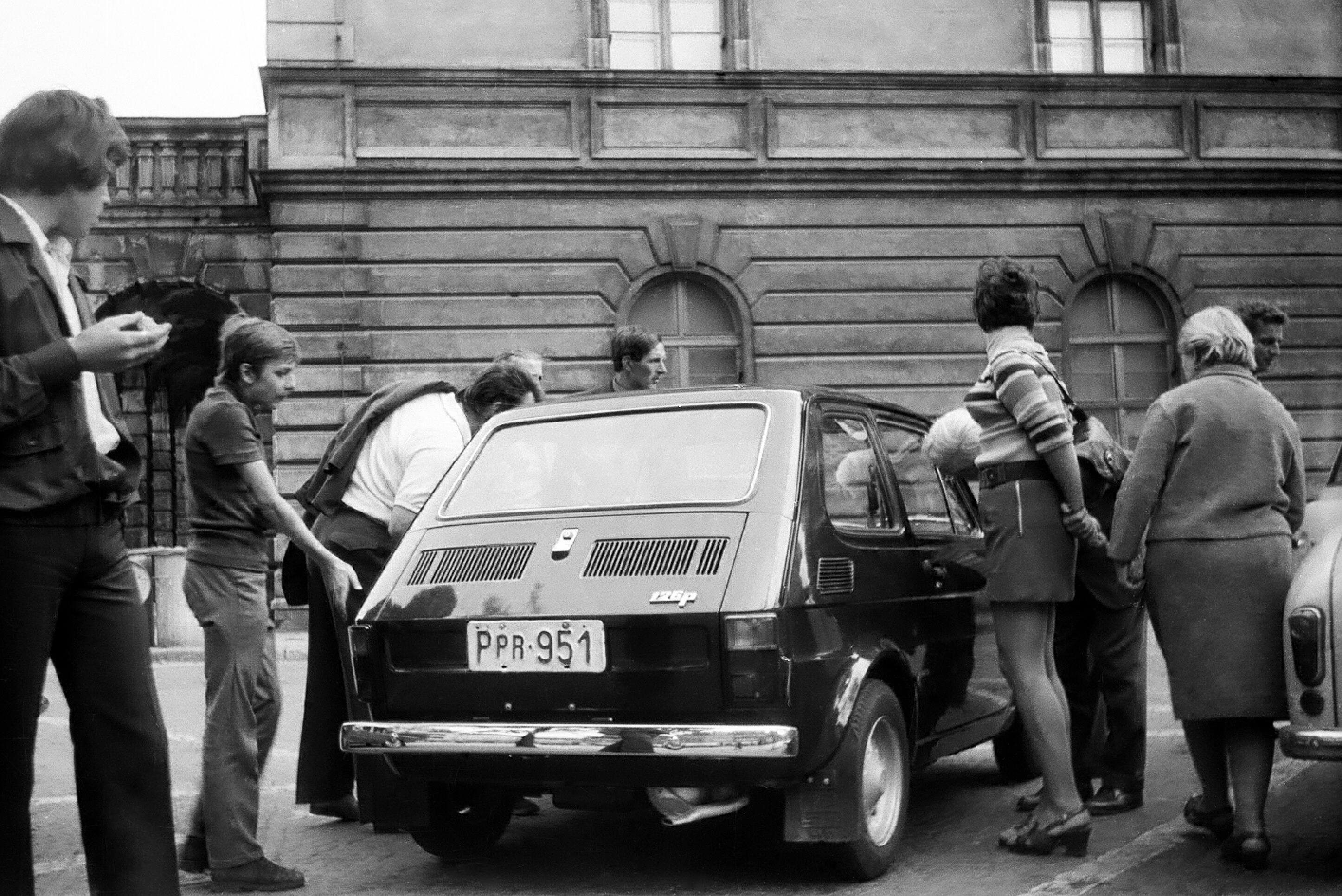
Польский Фиат 126p в 1973. Был одним из самых характерных польских автомобилей

Правительство Герека активно брало кредиты как на Западе, так и в СССР, что первоначально способствовало росту экономики, но к концу 1970-х годов, сделав долговое бремя непосильным (к 1980 году долг достиг 20 миллиардов долларов), ввергло страну в социально-экономический кризис. С началом кризиса совпало избрание краковского кардинала Войтылы римским папой (под именем Иоанна Павла II) в октябре 1978 года, что крайне наэлектризовало страну, так как в Польше католическая церковь являлась силой и оплотом сопротивления властям.

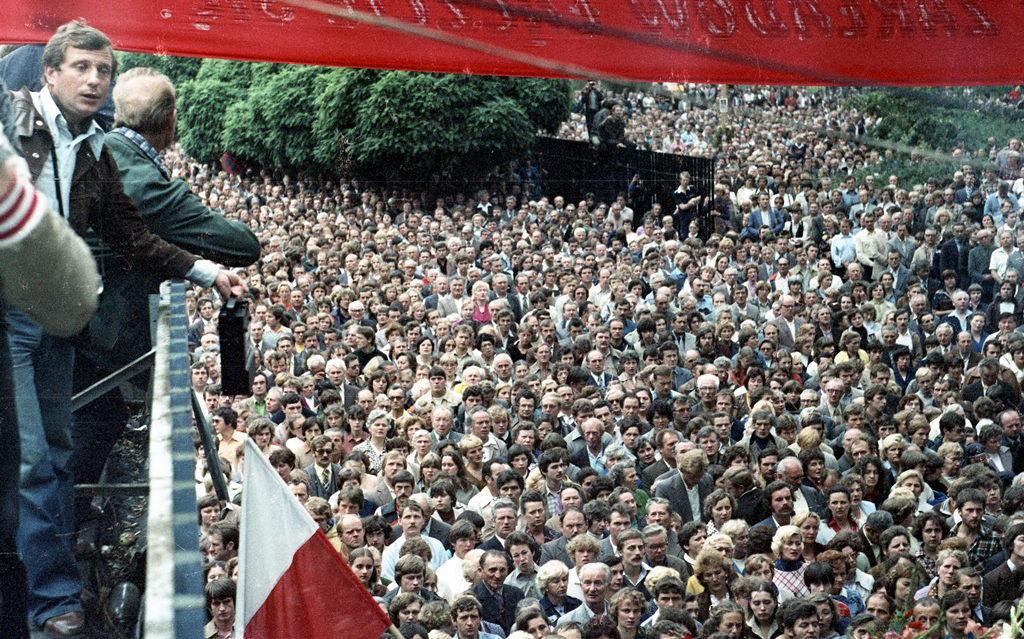
«Солидарность». Являлось массовым социальным движением антитоталитарной, антикоммунистической направленности. В 1989—1990 годах осуществило мирную революцию и демонтаж режима ПОРП в ПНР

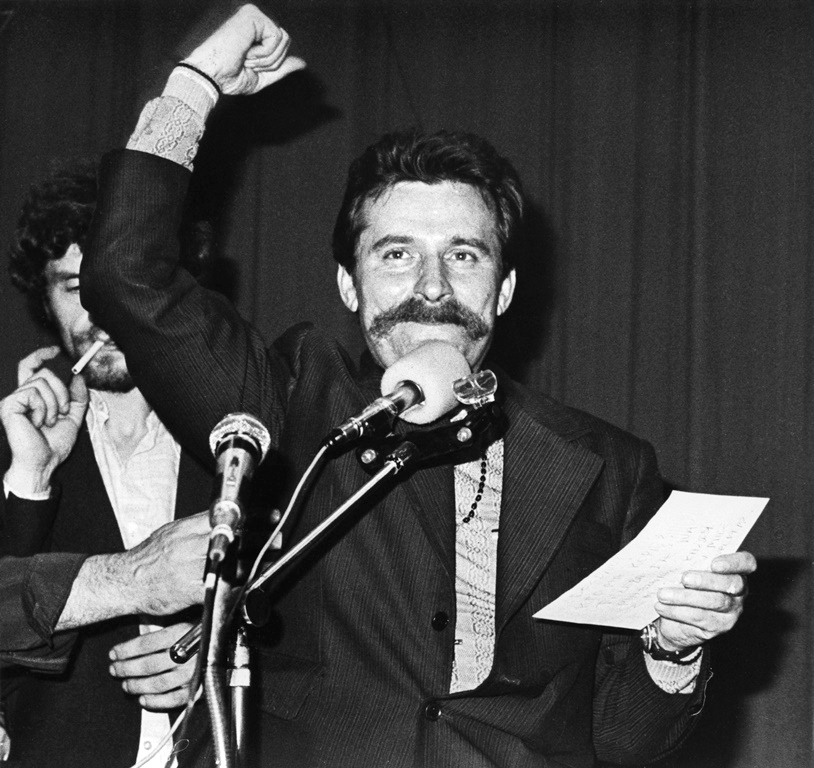
Лех Валенса, первый руководитель профсоюза «Солидарность», президент Польши в 1990—1995 годах

1 июля 1980 года правительство из-за необходимости выплаты долгов ввело режим всемерной экономии и повысило цены на мясо. Прокатившаяся волна забастовок фактически парализовала к концу августа балтийское побережье, впервые закрылись угольные шахты Силезии. Правительство вынуждено было пойти на уступки бастующим. В августе-сентябре 1980 межзаводские забастовочные комитеты подписали с правительством «Августовские соглашения», после этого забастовка была прекращена; аналогичные соглашения были подписаны в Щецине и Силезии. Ключевыми условиями этих соглашений была гарантия прав рабочих на создание независимых профсоюзов и на забастовки. После этого возникло и приобрело огромное влияние новое общенациональное движение «Солидарность», лидером которого стал Лех Валенса. После этого Герек был заменён на посту первого секретаря Станиславом Каней.
Недовольство нарастало, подпитываемое разоблачениями в коррупции и некомпетентности властей. Весной 1981 Быдгощская провокация привела к многомиллионной предупредительной забастовке. Правительство утрачивало контроль над ситуацией. В феврале 1981 года министр обороны генерал Войцех Ярузельский был назначен премьер-министром, а в октябре — первым секретарём ЦК ПОРП, сосредоточив в своих руках три поста наивысшего государственного значения.
12—13 декабря 1981 года Ярузельский ввёл военное положение (действовавшее до июля 1983 года). Власть перешла к Военному совету национального спасения и неформальной Директории. Почти все ведущие активисты «Солидарности» были интернированы силами госбезопасности и ЗОМО, забастовочное сопротивление подавлено.

### Современная Польша (с 1989)

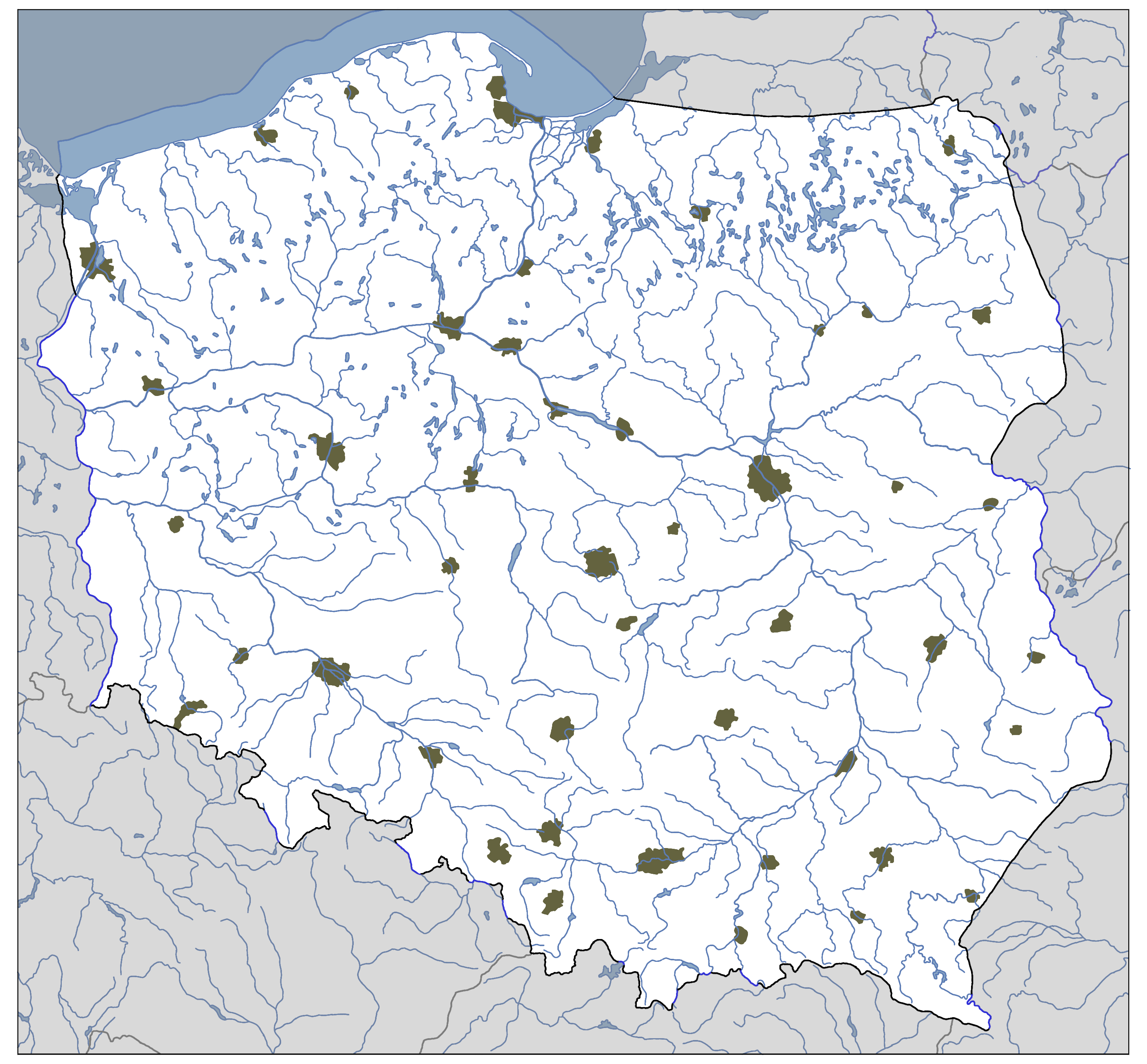
Карта современной Польши

Политика перестройки, проводимая Горбачёвым, ослабила влияние СССР на Польшу, что привело к переменам в стране. Новая волна массовых забастовок весной-осенью 1988 года вынудила руководство ПОРП пойти на переговоры в Магдаленке с Лехом Валенсой и его сторонниками. Было достигнуто соглашение о созыве «круглого стола» между правительством и оппозицией, который начал работу 6 февраля 1989 года. 4 апреля он завершился подписанием соглашения, главными пунктами которого были проведение свободных выборов, введение поста президента и верхней палаты Сейма (Сенат).
Польша стала первой страной социалистического блока, приступившей к осуществлению мирного демонтажа социалистической системы. На выборах, состоявшихся 4 июня 1989 года, блок «Солидарность» (созданный вокруг движения «Солидарность» и объединявший множество разнообразных политических течений, от левых социалистов до консервативных, католических, националистически настроенных групп) получил 99 % мест в Сенате и 35 % мест в Сейме, после чего сформировал правительство, которое под руководством премьера Тадеуша Мазовецкого и вице-премьера и министра финансов Лешека Бальцеровича начало рыночные реформы: либерализацию цен и приватизацию госсобственности. Следствием этого стала радикальная трансформация политических институтов и органов местного самоуправления. На смену централизованной плановой экономике, в которой в тот период царили хаос и гиперинфляция, пришла рыночная экономика, возникшая в условиях усиливавшегося экономического кризиса, политического хаоса, дезинтеграции центральных и региональных институтов.
Президентом страны стал Войцех Ярузельский. На прямых президентских выборах 1990 года победил кандидат от «Солидарности» Лех Валенса. Однако в условиях резкого падения реальных доходов населения, стремительного роста безработицы, возникновения нового общественного неравенства и растущего чувства угрозы и опасности оказался разрушен политический консенсус, который поначалу объединил в вопросе о реформах победившую «Солидарность» с силами прежнего социалистического режима. Внутри самой «Солидарности» также произошло размежевание между леволиберальными и праворадикальными (главным образом консервативными католическими и националистическими) силами.
После парламентских выборов 1991 года президент Лех Валенса предложил возглавить правительство члену консервативной партии «Соглашение Центра» (пол. Porozumienie Centrum) (4-е место на выборах, 9 мест) Яну Ольшевскому. При этом Ольшевский настоял на том, чтобы в его правительство не вошёл архитектор «шоковой терапии» в Польше Лешек Бальцерович. Премьерство Ольшевского было, однако, омрачено противостоянием с президентом, что привело к скорой отставке кабинета. Главным действием Ольшевского на премьерском посту стало проведение закона о люстрации (который, однако, был вскоре признан неконституционным). 5 июня 1992 года его правительству был вынесен вотум недоверия. Лишившись общественной поддержки, кабинет Ольшевского был вынужден уступить место центристам — новое правительство возглавила Ханна Сухоцкая.
Парламентские выборы 1993 года привели к формированию коалиционного правительства Союза демократических левых сил (СДЛС), объединившего выходцев из бывшей ПОРП, с Польской крестьянской партией и другими политическими силами, при премьерстве члена ПКП Вальдемара Павляка, после отставки которого в марте 1995 года правительство возглавляли представители СДЛС. Начиная с 1992 года стал стремительно расти ВНП, были созданы основные рыночные институты.

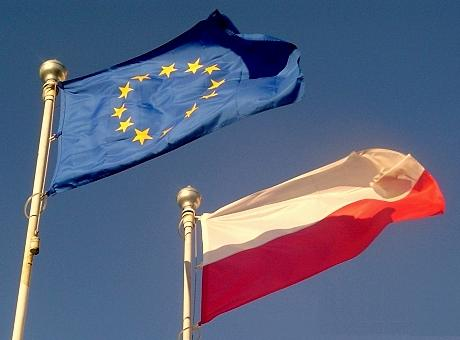
Польша присоединилась к Европейскому союзу в 2004 году

На президентских выборах 1995 года первое место занял кандидат от Союза демократических левых сил Александр Квасьневский, однако на парламентских выборах 1997 года вновь победила «Солидарность», и член «Солидарности» Ежи Бузек возглавил правительство. В 1997 году была принята конституция, окончательно закрепившая смешанную республику. В 1999 году Польша вступила в блок НАТО и поддержала бомбардировки Югославии (1999 год), интервенцию блока в Афганистан (2001) и Ирак (2003).
На президентских выборах 2000 года президентом был переизбран Квасьневский, на парламентских выборах 2001 года победу одержал также СДЛС, во главе правительства стал член СДЛС Лешек Миллер, которого в 2004 году сменил Марек Белька. 1 мая 2004 года Польша вступила в Европейский союз.

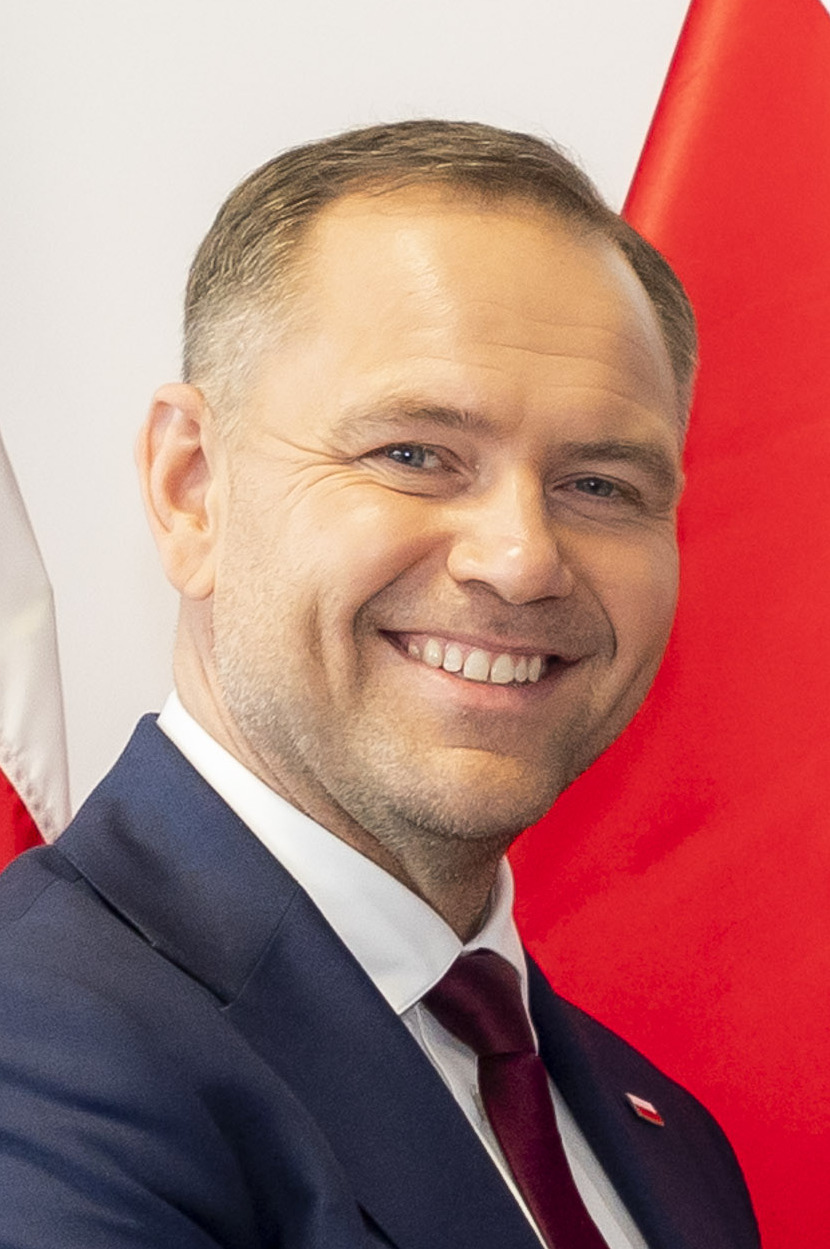
Кароль Навроцкий — Президент Польши с 6 августа 2025 г.

Осенью 2005 года к власти в Польше вернулись правые силы. В это время за влияние на политической сцене боролись две партии, ведущие своё происхождение от антикоммунистической оппозиции и «Солидарности»: «Право и Справедливость» (пол. Prawo i Sprawiedliwość) братьев Качиньских — консервативная партия с сильными элементами популизма и национализма — и партия либерально-консервативной направленности «Гражданская Платформа» (пол. Platforma Obywatelska), которую возглавляли Дональд Туск и Ян Рокита. 25 сентября 2005 на парламентских выборах с результатом 26,99 % (155 мест из 460) победила партия «Право и Справедливость», на втором месте была «Гражданская платформа» — 24,14 % (133 места), затем популистская «Самооборона» (пол. Samoobrona Rzeczypospolitej Polskiej) Анджея Леппера — 11,41 %. Партия братьев Качиньских вместе с двумя другими небольшими партиями — «Самообороной» и правой националистической католической «Лигой польских семей» — составила правящую коалицию. Премьер-министром стал сначала Казимеж Марцинкевич, а с июля 2006 года — Ярослав Качиньский.
9 октября 2005 года на президентских выборах во второй тур прошли Лех Качиньский и Дональд Туск. 23 октября Лех Качиньский победил и стал президентом Польши. За него проголосовало 54,04 % избирателей. Его соперник получил 45,96 % голосов.
Досрочные выборы в парламент в октябре 2007 года принесли победу «Гражданской платформе», тогда как партия «Право и Справедливость» и её союзники потерпели поражение. Премьер-министром стал лидер «Гражданской платформы» Дональд Туск.
В декабре 2007 года Польша присоединилась к Шенгенской зоне.
10 апреля 2010 года самолёт президента, следовавший в Смоленск для участия в мероприятиях, посвящённых годовщине Катыньской трагедии, потерпел крушение. Погибли все пассажиры и члены экипажа, в том числе президент и его супруга. Исполняющим обязанности главы государства стал Маршал Сейма Бронислав Коморовский. 4 июля 2010 года прошёл 2 тур президентских выборов в Польше, на которых большее количество голосов набрал Бронислав Коморовский, при этом разрыв с Ярославом Качиньским составил 6 %. 6 августа 2010 года Бронислав Коморовский вступил в должность Президента Республики Польша.
9 октября 2011 года прошли очередные парламентские выборы, на которых правящая коалиция «Гражданской платформы» и Польской крестьянской партии сохранила большинство в Сейме и Сенате. Третьей по величине партией Сейма стала новая либеральная антиклерикальная партия Движение Паликота (с 2013 — Твоё движение). В 2014 многие депутаты перешли из неё в Союз демократических левых сил и депутатскую группу Безопасность и экономика.

## Административное деление

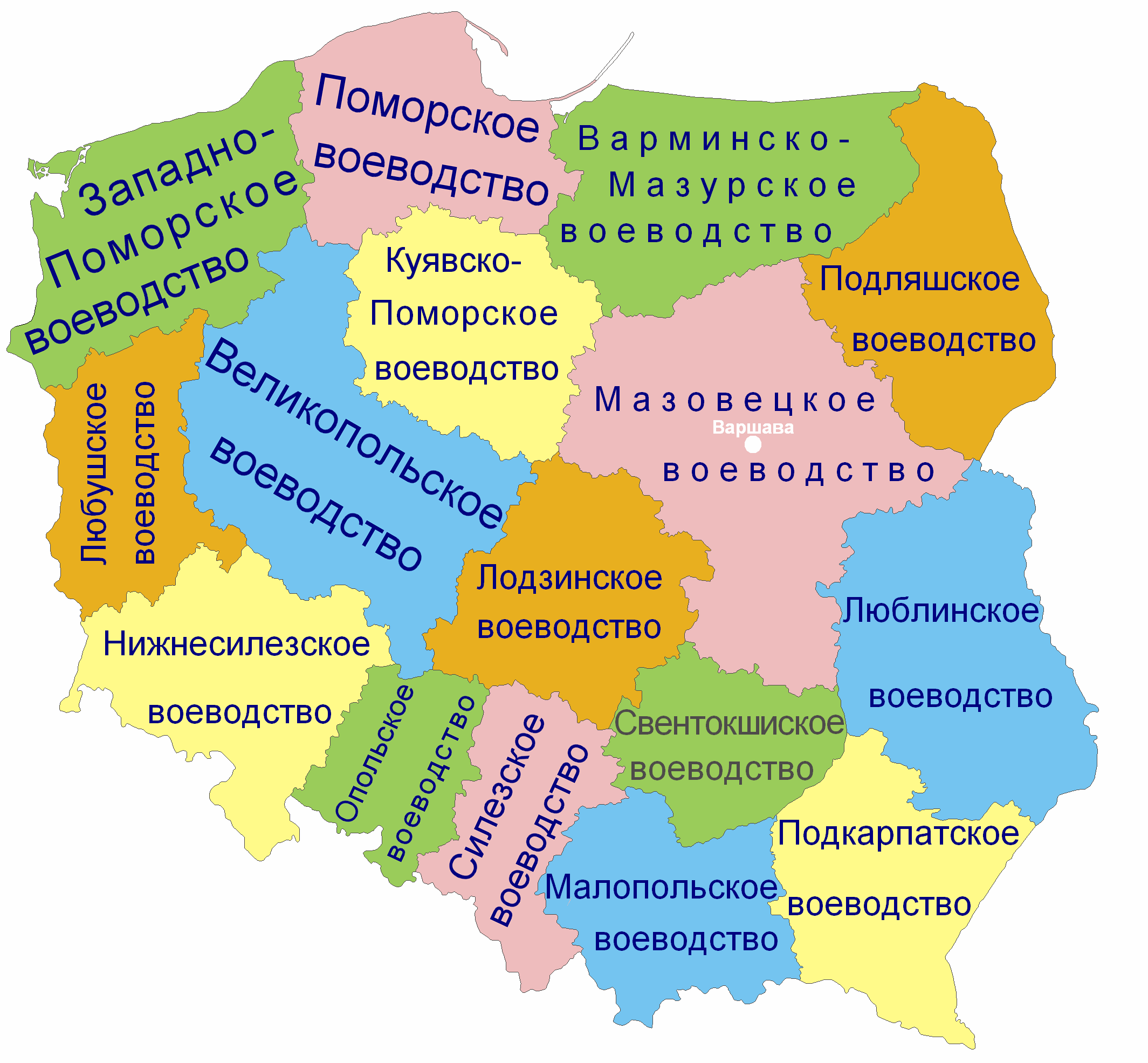
Воеводства Польши

Польша разделена на 16 воеводств, воеводства в свою очередь делятся на поветы, а поветы — на гмины.

## Политическая структура
Польша — член Европейского союза и блока НАТО. 1 мая 2004 года страна вступила в Евросоюз, 21 декабря 2007 года — в Шенгенскую зону.
Законодательные органы — Сенат и Сейм.

### Политические партии
Парламентские
- Право и справедливость;
- Гражданская платформа;
- Зелёные;
- Современная;
- Польская инициатива;
- Новые левые;
- Razem («Вместе»);
- Польская крестьянская партия;
- Польша 2050;
- Кукиз'15;
- Центр для Польши;
- Обновление Республики Польша;
- Новая надежда;
- Национальное движение;
- Конфедерация польской короны.

Непарламентские
- Немецкое меньшинство;
- Уния труда;
- Уния европейских демократов;
- Польская социалистическая партия;
- Согласие.

## Правовая система

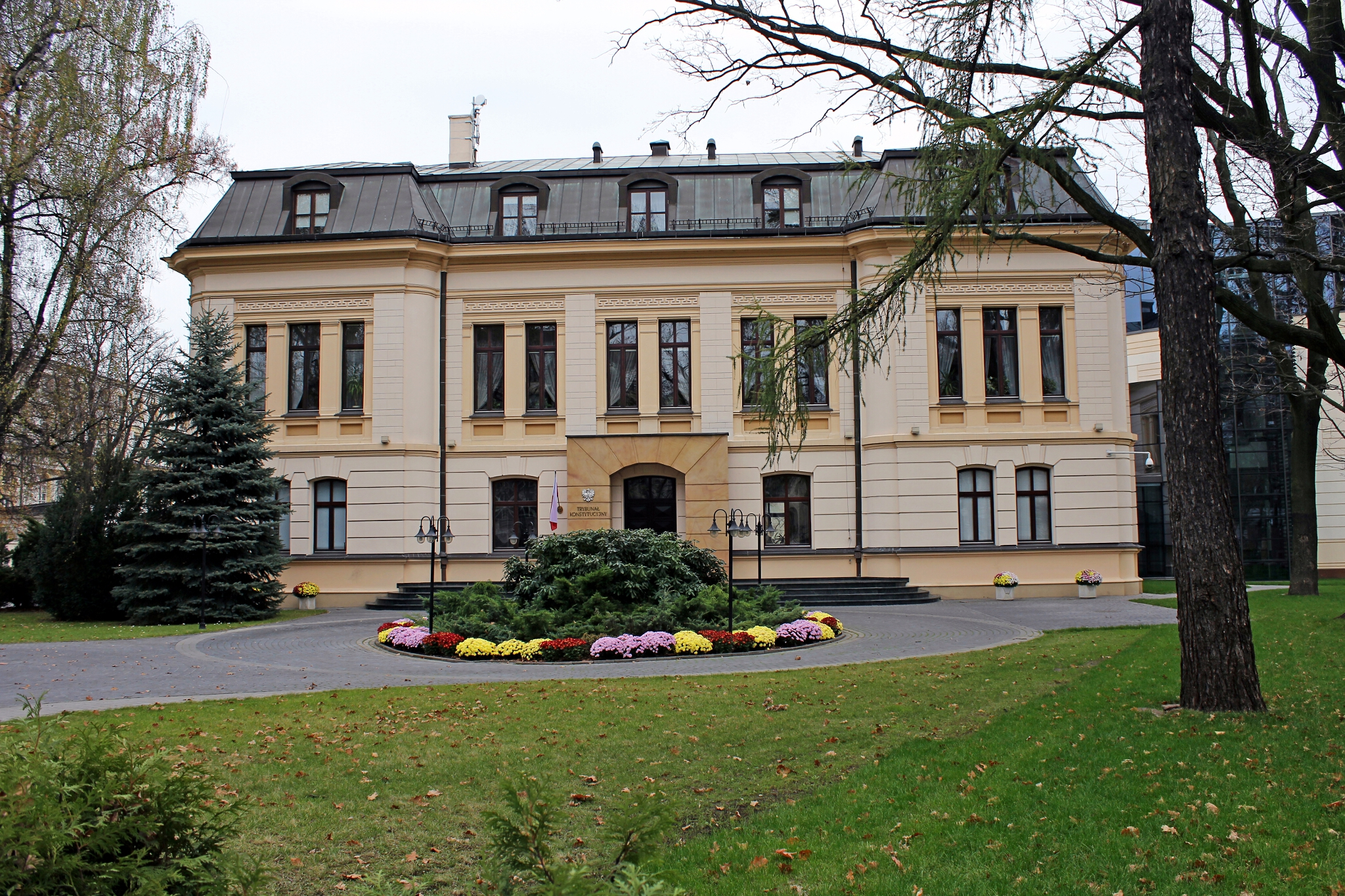
Конституционный Трибунал

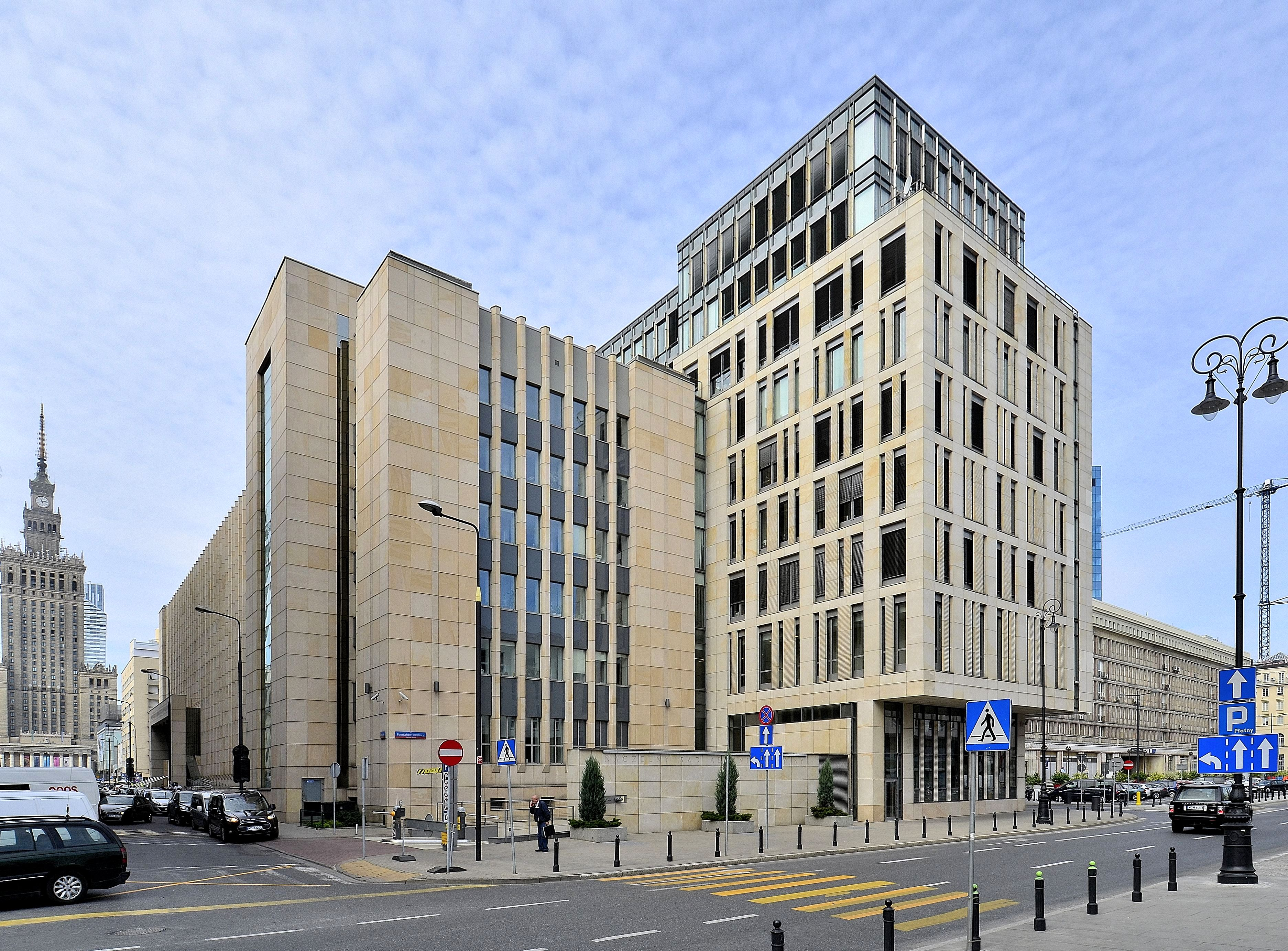
Высший административный суд

- Орган конституционного надзора — Конституционный трибунал (Trybunał Konstytucyjny),
- высшая судебная инстанция — Верховный суд (Sąd Najwyższy),
- суды апелляционной инстанции — апелляционные суды (Sąd apelacyjny),
- суды первой инстанции — окружные суды (Sąd okręgowy),
- низшее звено судебной системы — районные суды (Sąd rejonowy),
- высшая судебная инстанция административной юстиции — Высший административный суд (Naczelny Sąd Administracyjny),
- суды апелляционной инстанции административной юстиции — воеводские административные суды (Wojewódzki sąd administracyjny),
- орган для суда над высшими должностными лицами — Государственный трибунал (Trybunał Stanu),
- суды апелляционной инстанции военной юстиции — окружные военные суды (Wojskowe sądy okręgowe),
- суды первой инстанции военной юстиции — гарнизонные военные суды (Wojskowe sądy garnizonowe),
- органы прокуратуры — генеральная прокуратура (Prokuratura Generalna),
- апелляционные прокуратуры (Prokuratury apelacyjne),
- окружные прокуратуры (Prokuratury okręgowe),
- районные прокуратуры (Prokuratury rejonowe),
- Главная военная прокуратура (Naczelna Prokuratura Wojskowa),
- окружные военные прокуратуры (Wojskowe prokuratury okręgowe),
- гарнизонные военные прокуратуры (Wojskowe prokuratury garnizonowe).

Судебная система Польши вызвала претензии у Еврокомиссии. В 2022 году Еврокомиссия потребовала от Польши «восстановить независимость судебной системы», увязав это с получением денег из фонда на восстановление экономики после эпидемии Covid-19. 28 июня 2022 года юристы Комиссии заявили Суду ЕС, что реформ, предпринятых Варшавой, недостаточно, чтобы смягчить опасения Брюсселя в отношении верховенства закона.

## Экономика

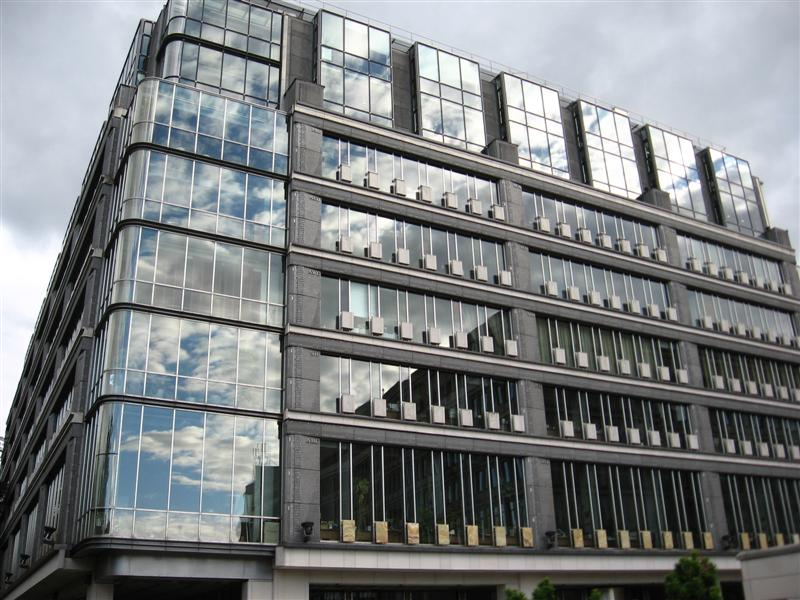
Варшавская фондовая биржа является крупнейшей в Центральной Европе

Польша — бывшая социалистическая страна, поэтому на её экономику оказали серьёзное влияние политические перемены, произошедшие в начале 90-х годов. Так, в это время началась волна приватизации, в ходе которой основная часть государственной собственности перешла в частные руки. Широкие незаполненные ниши развивающейся экономической системы всерьёз интересуют многих западных инвесторов, что делает польскую экономику значимой и важной для всего европейского рынка. Развитая рыночная экономика способствует конкуренции.
У польской экономики есть и свои слабые стороны. Сельское хозяйство страдает от отсутствия инвестиций, обилия мелких хозяйств и избыточного персонала. Не определён объём компенсаций за экспроприации во время правления коммунистов.
Экономика Польши является социально-ориентированной рыночной экономикой. Шестая по величине экономика в Европейском союзе. С 1990 года Польша проводила политику экономической либерализации, и её экономика была единственной в ЕС, которая избежала рецессии в период финансового кризиса 2007—2008 годов. По состоянию на 2019 год польская экономика стабильно росла в течение последних 28 лет, что является рекордным показателем в ЕС. Такой рост был экспоненциальным: ВВП на душу населения по паритету покупательной способности рос в среднем на 6 % в год за последние 20 лет, что является наиболее впечатляющим показателем в Центральной Европе, в результате чего страна удвоила свой ВВП с 1990 года.
29 сентября 2017 года финансовая компания FTSE Group, осуществляющая расчёт фондовых индексов, объявила результаты ежегодной классификации рынков, по данным которого повысила экономику Польши с развивающегося рынка до развитого рынка; Польша — первая из посткоммунистических стран, достигшая этого статуса. Другие финансовые компании (в частности, MSCI и S&P) относят Польшу к развивающимся рынкам.

### Уровень жизни
Всемирный банк классифицирует Польшу как страну с высоким уровнем дохода. С 1 августа 2019 года в Польше отменён подоходный налог для работников младше 26 лет, если заработок работника меньше 85 528 злотых (около 20 тыс. евро) в год, это затронуло около 2 миллионов молодых работников в Польше.
С 1 октября 2019 года в Польше снизили подоходный налог с 18 % до 17 %. С 1 июля 2019 года ежемесячное пособие за первого ребёнка и каждого последующего составляет 500 злотых (116,78 €, нетто). С 1 января 2024 года ежемесячное пособие за первого ребёнка и каждого последующего составляет 800 злотых (185,11 €, нетто).
По состоянию на ноябрь 2024 года средний размер оплаты труда в Польше составляет 8478,26 злотого (1982,39 €, брутто) и 6109,46 злотого (1428,51 €, нетто). Индекс Кейтца (отношение минимального размера оплаты труда к средней зарплате) в 2025 году составит 53,83 %, согласно прогнозируемой средней заработной плате в Польше. С 1 января 2025 года минимальный размер оплаты труда брутто составляет 4666 злотых (1091,02 €), а нетто — 3510,92 злотого (820,92 €).

### Промышленность

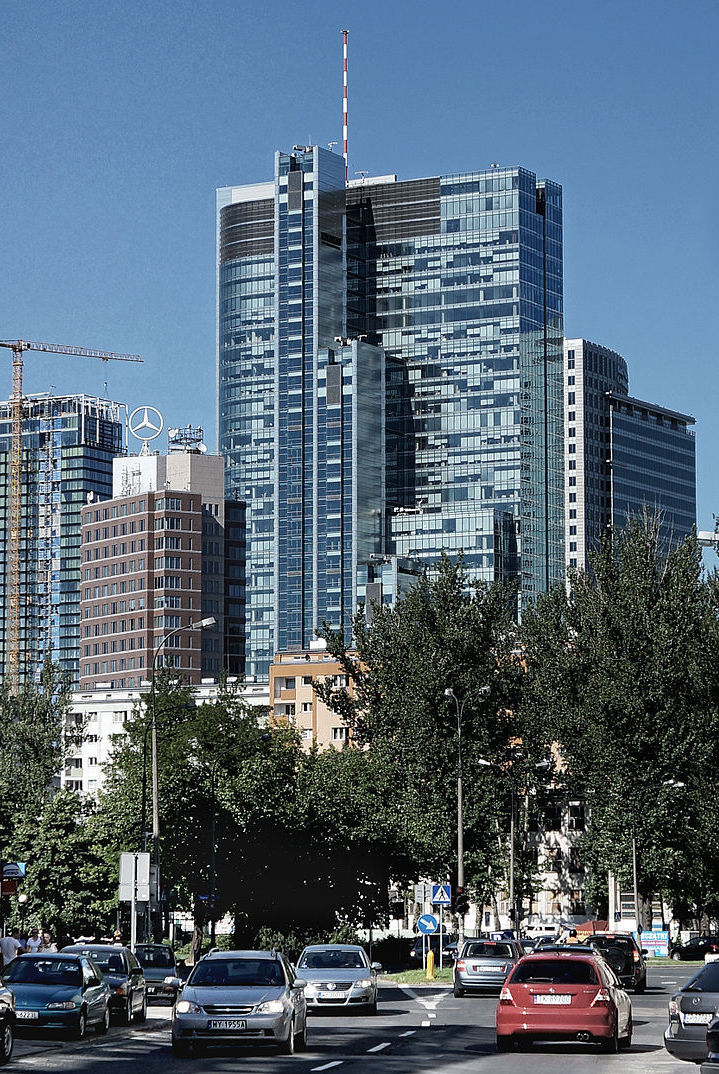
Финансовый центр в Варшаве

На 2016 год доля промышленного производства в структуре ВВП составляла 38,5 %. При этом число занятых в промышленности — 30,4 % трудоспособного населения. Темпы роста выше, чем по экономике в целом — около 4,2 % на 2016 год.
В Польше добывают: каменный и бурый уголь, природный газ, серу и селитру, поваренную, каменную и калийную соли, асбест, железную, серебряную, никелевую руды, золото, цинк, сланцевый газ.
Ведущие отрасли обрабатывающей промышленности
- машиностроение (Польша занимает одно из ведущих мест в мире по производству рыболовных судов, электропоездов, товарных и пассажирских вагонов, дорожных и строительных машин, станков, двигателей, электроники, промышленного оборудования и др.),
- чёрная и цветная (крупное производство цинка) металлургия,
- химическая (серная кислота, удобрения, фармацевтические, парфюмерно-косметические товары, фототовары),
- текстильная (хлопчатобумажная, льняная, шерстяная),
- швейная,
- цементная,
- производство фарфора и фаянса,
- производство спортивных товаров (байдарки, яхты, палатки и др.),
- производство мебели.

### Сельское хозяйство

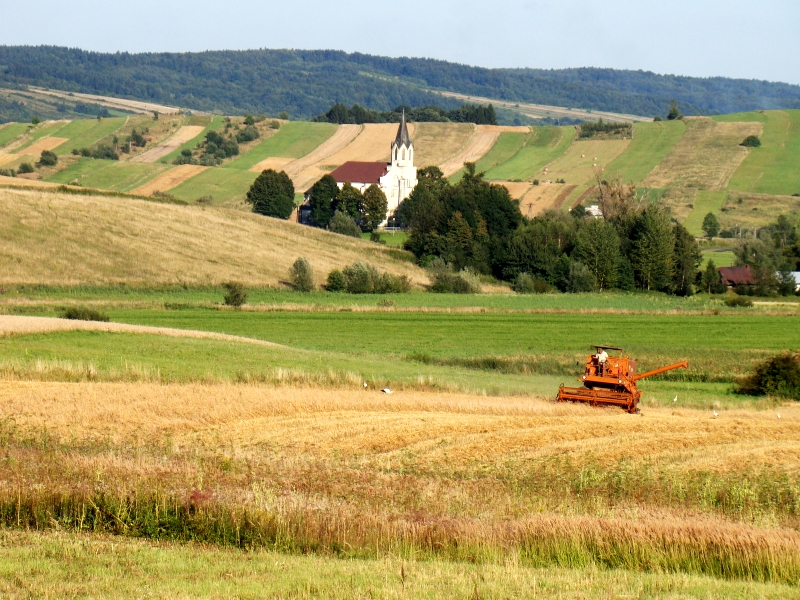
Подкарпатское воеводство

В Польше имеется высокоразвитое сельское хозяйство.
В сельском хозяйстве преобладает растениеводство. Главные зерновые культуры — рожь, пшеница, ячмень, овёс.
Польша — крупный производитель сахарной свёклы (свыше 14 млн тонн в год), картофеля, капусты. Важное значение имеет экспорт яблок, клубники, малины, смородины, чеснока, лука.
Ведущая отрасль животноводства — свиноводство; молочно-мясное скотоводство, птицеводство (Польша — один из крупнейших в Европе поставщиков яиц); пчеловодство. Морское рыболовство и оленеводство (маралы и благородные олени преобладает в Люблинском воеводстве.

### Туризм

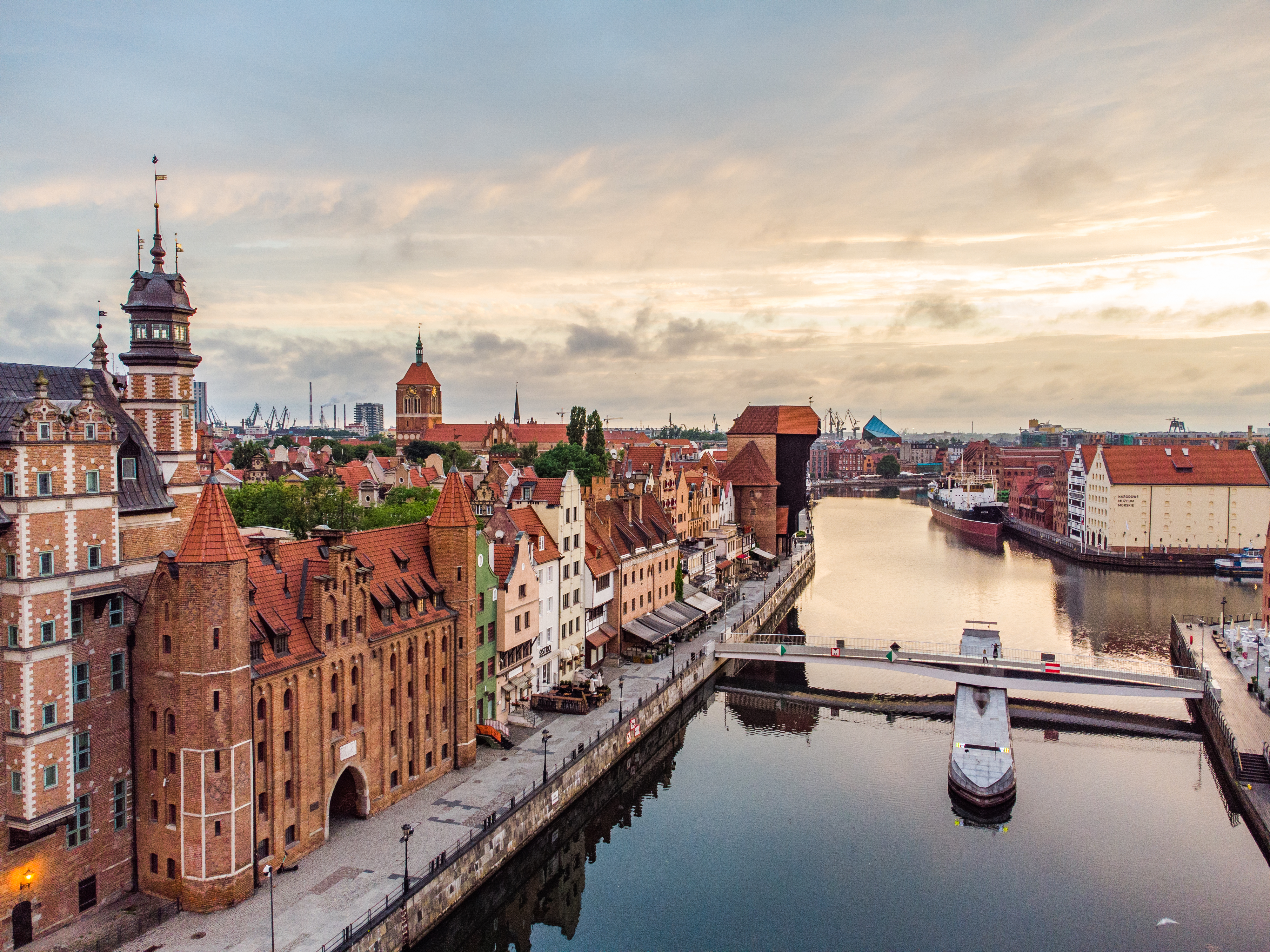
Гданьск является одним из крупнейших городов Польши и важным туристическим центром

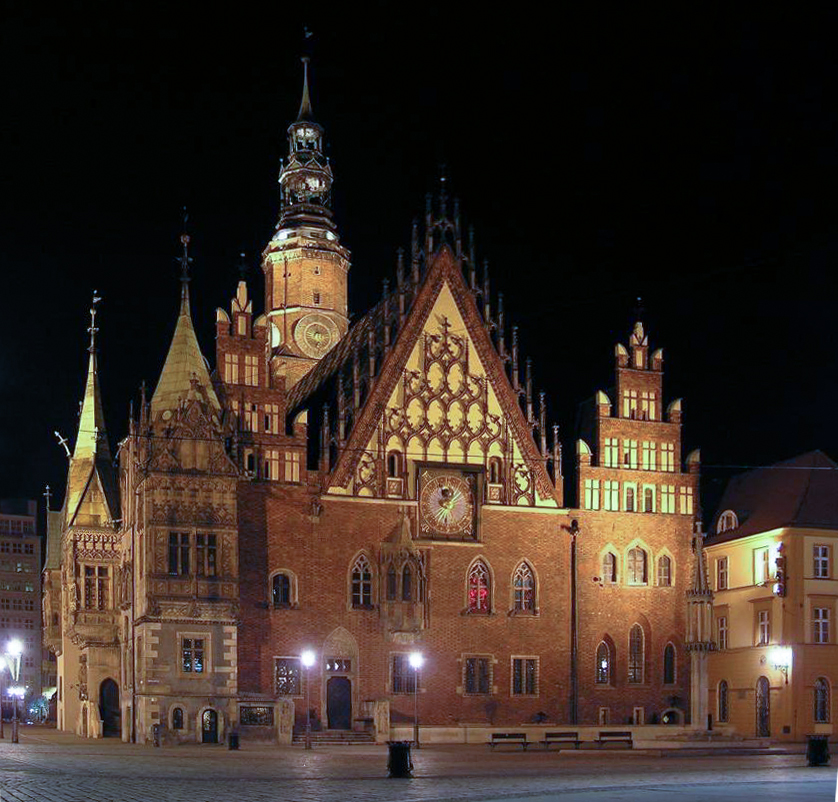
Старая ратуша (Вроцлав)

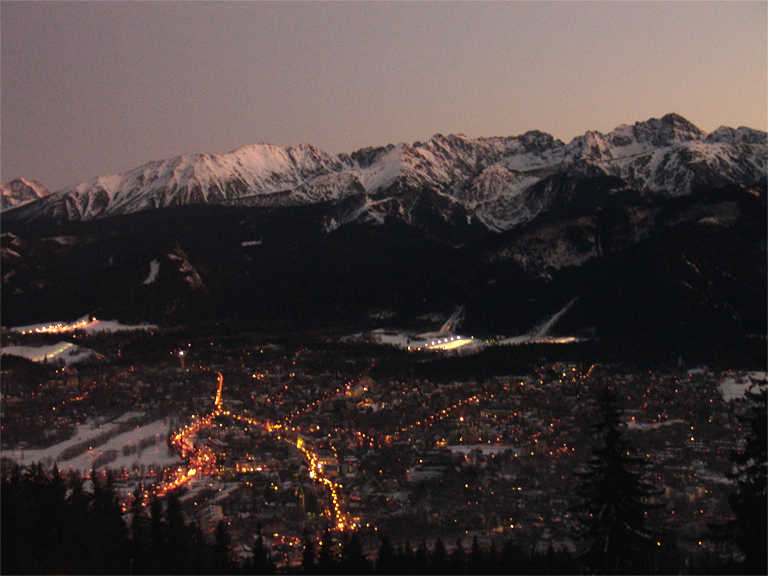
Закопане

Согласно паспортному индексу, граждане Польши могут въезжать без визы в 185 стран.
Польша располагает рядом курортов:
- Августов;
- Буско-Здруй;
- Голдап;
- Домбрувно;
- Едлина-Здруй;
- Гижицко;
- Ивонич-Здруй;
- Колобжег;
- Кудова-Здруй;
- Лёндек-Здруй;
- Мушина;
- Наленчув;
- Пивнична-Здруй;
- Полчин-Здруй;
- Поляница-Здруй;
- Рабка-Здруй;
- Сверадув-Здруй;
- Сопот;
- Устронь;
- Цехоцинек;
- Щавно-Здруй;
- Закопане.

### Экспорт
- машины и оборудование (около 40 % стоимости),
- автомобили,
- авиатехника,
- химическая продукция (свыше 10 %),
- металлы, трамваи, трактора,
- топливо,
- продукты питания,
- текстиль,
- одежда,
- стройматериалы,
- электроника

и т. д.
Главные морские порты страны — Гданьск, Гдыня, Свиноуйсьце, Щецин.
В Польше хорошо развита сеть скоростных автомагистралей, а также железнодорожная сеть европейского стандарта колеи.

## Население

Изменение численности населения Польши (млн чел.) с 1960 по 2017 гг.

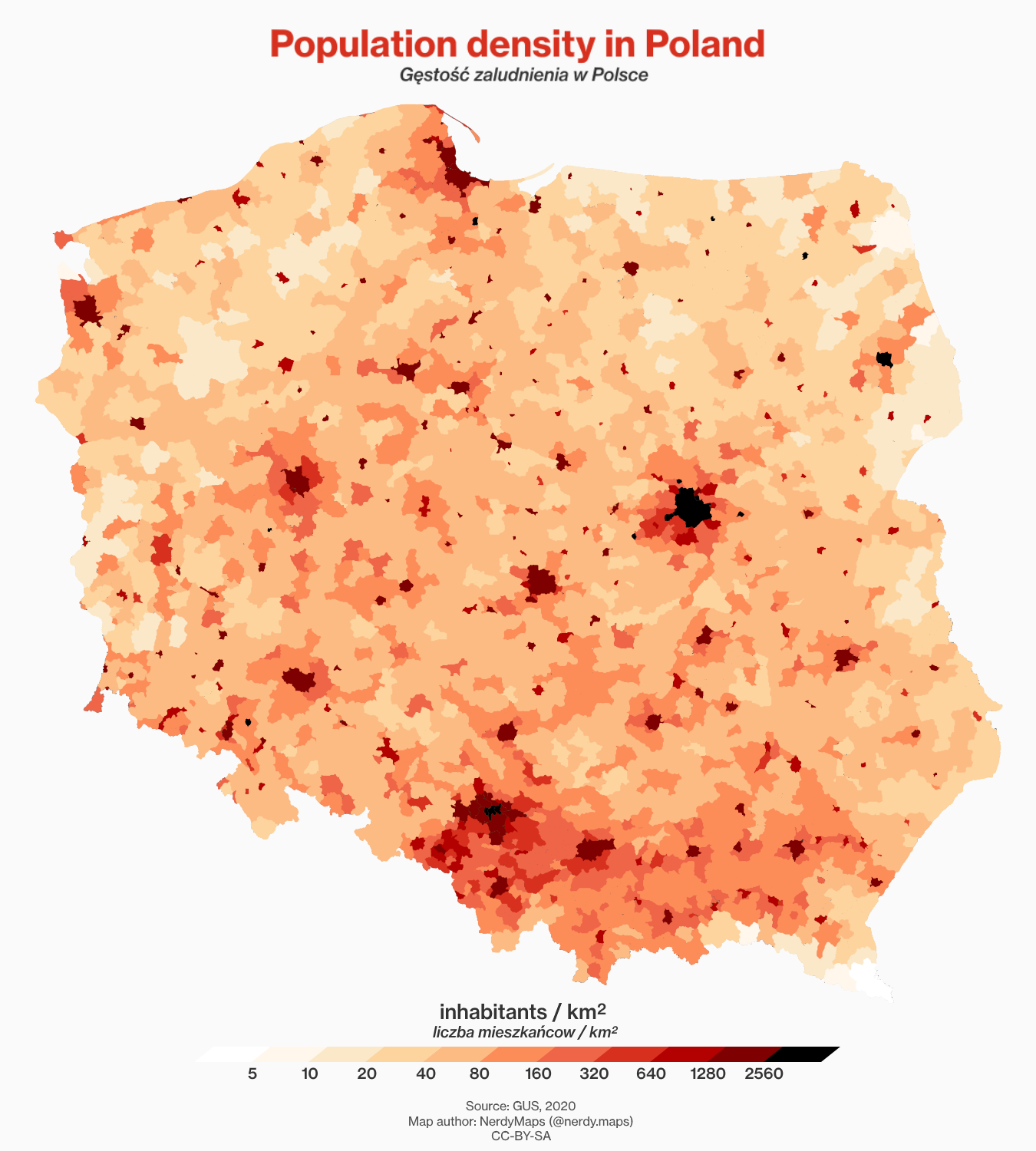
Плотность населения по гминам Польши на 2020 год

Возрастно-половая пирамида населения Польши на 2021 год

Численность населения Польши в 2008 году составляла 38 116 000 человек. Таким образом, она является восьмой по населению страной в Европе и шестой в Евросоюзе. Средняя плотность населения составляет 122 человека на км².
Современная Польша — одно из самых мононациональных государств мира. По данным переписи населения 2021 года 98,84 % населения Польши отнесли себя к этническим полякам. 99,56 % при переписи заявили, что дома говорят на польском языке. К другим национальностям отнесли себя 3,8 % процента населения страны, из них самые крупные этнические группы — силезцы (1,57 %), кашубы (0,47 %), немцы (0,38 %), украинцы (0,22 %), белорусы (0,15 %), англичане (0,14 %), американцы (0,07 %), итальянцы (0,05 %), евреи (0,05 %) и русские (0,04 %). 0,03 % населения отказались дать ответ на вопрос о национальности.
Исключительно высокая моноэтничность Польши — последствие исторических событий середины XX века, радикально изменивших национальную структуру страны, — а именно, Второй мировой войны (Холокоста) и послевоенных изменений европейских границ и связанных с этим массовых перемещений немецкого, польского и украинского населения, а также этническая политика государства. Как показывает официальная статистика, за последние два десятилетия не было зафиксировано заметного притока иммигрантов в Польшу, за исключением принятия нескольких тысяч беженцев из Чечни. По польским законам статус беженца даёт право находиться в стране, но не позволяет ни осуществлять трудовую деятельность в целях заработка, ни получать от государства социальное пособие, обеспечение беженцев берут на себя международные и местные гуманитарные и благотворительные организации. По этой причине Польша для беженцев оказывается обычно страной транзита.
В последние годы население Польши постепенно уменьшается из-за роста эмиграции и падения рождаемости. После вступления страны в Евросоюз большое количество поляков эмигрировали в западноевропейские страны в поисках работы.
Польские диаспоры представлены в соседних государствах: Украине, Беларуси, Литве, Латвии, а также в других государствах. Общая численность поляков, проживающих за рубежом, оценивается в 20 миллионов человек. Крупнейшая польская диаспора проживает в США. Центры польской иммиграции — США и Германия. По данным проведённой в 2020—2021 годах Всероссийской переписи населения поляками считали себя 22 024 (0,01 %) жителя России.
| Этнический состав населения Польши согласно переписи населения 2021 года, которая позволяла дать один или два ответа о национальности | Этнический состав населения Польши согласно переписи населения 2021 года, которая позволяла дать один или два ответа о национальности | Этнический состав населения Польши согласно переписи населения 2021 года, которая позволяла дать один или два ответа о национальности | Этнический состав населения Польши согласно переписи населения 2021 года, которая позволяла дать один или два ответа о национальности | Этнический состав населения Польши согласно переписи населения 2021 года, которая позволяла дать один или два ответа о национальности | Этнический состав населения Польши согласно переписи населения 2021 года, которая позволяла дать один или два ответа о национальности | Этнический состав населения Польши согласно переписи населения 2021 года, которая позволяла дать один или два ответа о национальности |
| Национальность | Численность всех ответов (чел.) | В том числе указавших первую национальность (чел.)                                                                                    | В том числе указавших как единственную национальность (чел.)                                                                          | Доля всех ответов % | Доля указавших первую национальность %                                                                                                | Доля указавших как единственную национальность %                                                                                      |
| --- | --- | --- | --- | --- | --- | --- |
| поляки | 37 595 069 | 37 499 700 | 36 620 217 | 98,84 % | 98,84 % | 98,93 % |
| силезцы | 596 224 | 236 588 | 187 372 | 1,57 % | 0,62 % | 0,51 % |
| кашубы | 179 685 | 15 177 | 11 961 | 0,47 % | 0,04 % | 0,03 % |
| немцы | 144 177 | 42 558 | 23 495 | 0,38 % | 0,11 % | 0,06 % |
| украинцы | 82 440 | 64 909 | 45 777 | 0,22 % | 0,17 % | 0,12 % |
| белорусы | 56 607 | 43 693 | 35 370 | 0,15 % | 0,11 % | 0,1 % |
| англичане | 54 424 | 4685 | 3123 | 0,14 % | 0,01 % | 0,01 % |
| американцы | 27 756 | 2610 | 1678 | 0,07 % | 0,005 % | 0,003 % |
| итальянцы | 19 980 | 3377 | 2241 | 0,05 % | 0,01 % | 0,003 % |
| евреи | 17 156 | 8064 | 6036 | 0,05 % | 0,02 % | 0,02 % |
| русские | 15 994 | 10 977 | 7831 | 0,04 % | 0,03 % | 0,02 % |
| французы | 14 739 | 2079 | 1319 | 0,04 % | 0,01 % | 0,004 % |
| лемки | 13 607 | 9226 | 7346 | 0,04 % | 0,02 % | 0,02 % |
| цыгане | 13 303 | 9026 | 7096 | 0,03 % | 0,03 % | 0,02 % |
| ирландцы | 11 638 | 944 | 627 | 0,03 % | 0,002 % | 0,002 % |
| литовцы | 10 287 | 8088 | 7291 | 0,03 % | 0,02 % | 0,02 % |
| голландцы | 10 254 | 1089 | 744 | 0,03 % | 0,003 % | 0,002 % |
| другие | 168 153 | 62 200 | 47 311 | 0,44 % | 0,16 % | 0,13 % |
| не определена | 11 128 | 11 128 | — | 0,3 % | 0,3 % | — |
| всего | 38 036 118 | 38 036 118 | 37 018 065 | 100,00 % | 100,00 % | 100,00 % |

### Языки
Государственный язык Польши — польский — один из западнославянских языков; он делится на несколько диалектов (например, силезские). Кроме него, в Польше говорят ещё на одном западнославянском языке — кашубском.

### Религия

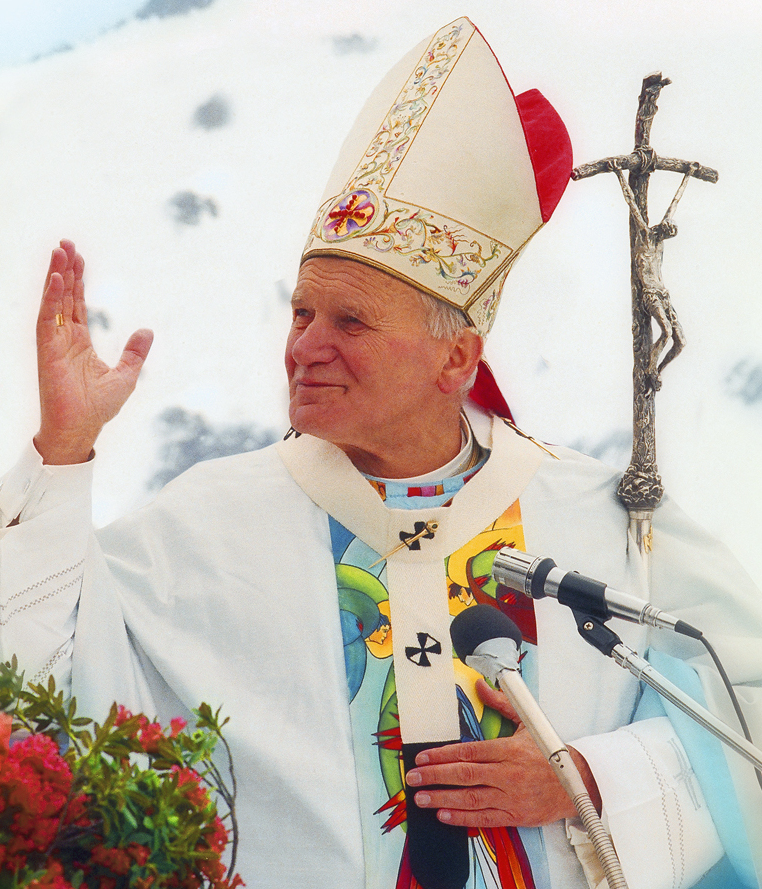
Иоанн Павел II

Польша является светским государством. Состав населения Польши по вероисповеданию, по данным переписи населения Польши 2021 года: католики — 71,30 %, не указали — 20,53 %, иррелигиозны — 6,87 %, православные — 0,40 %, свидетели Иеговы — 0,29 %, евангелические лютеране Аугсбургского исповедания — 0,17 %, верующие в другую религию или конфессию — 0,11 %, грекокатолики — 0,09 %, пятидесятники — 0,08 %, нет данных — 0,04 %, мариавиты — 0,03 %, христиане (общая декларация религии) — 0,02 %, старокатолики — 0,02 %, баптисты — 0,01 %, буддисты — 0,01 %, адвентисты — 0,01 %, пастафарианцы — 0,01 %, мусульмане — 0,01 %, члены Сообщества Христа — 0,01 %, неоязычники — 0,01 %, члены Церкви Бога во Христе — 0,01 %.
Одним из важнейших мест паломничества в Польше является принадлежащий ордену паулинов католический монастырь Ясная гора в Ченстохове, в котором находится Ченстоховская икона Божией Матери, по преданию написанная апостолом Лукой.
Поляком был 264-й Папа Римский Иоанн Павел II (Кароль Войтыла).

## Вооружённые силы

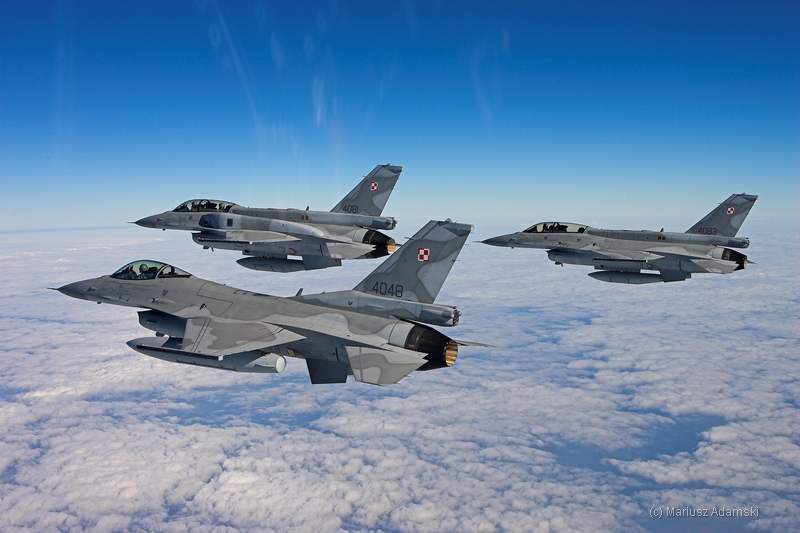
Польские F-16

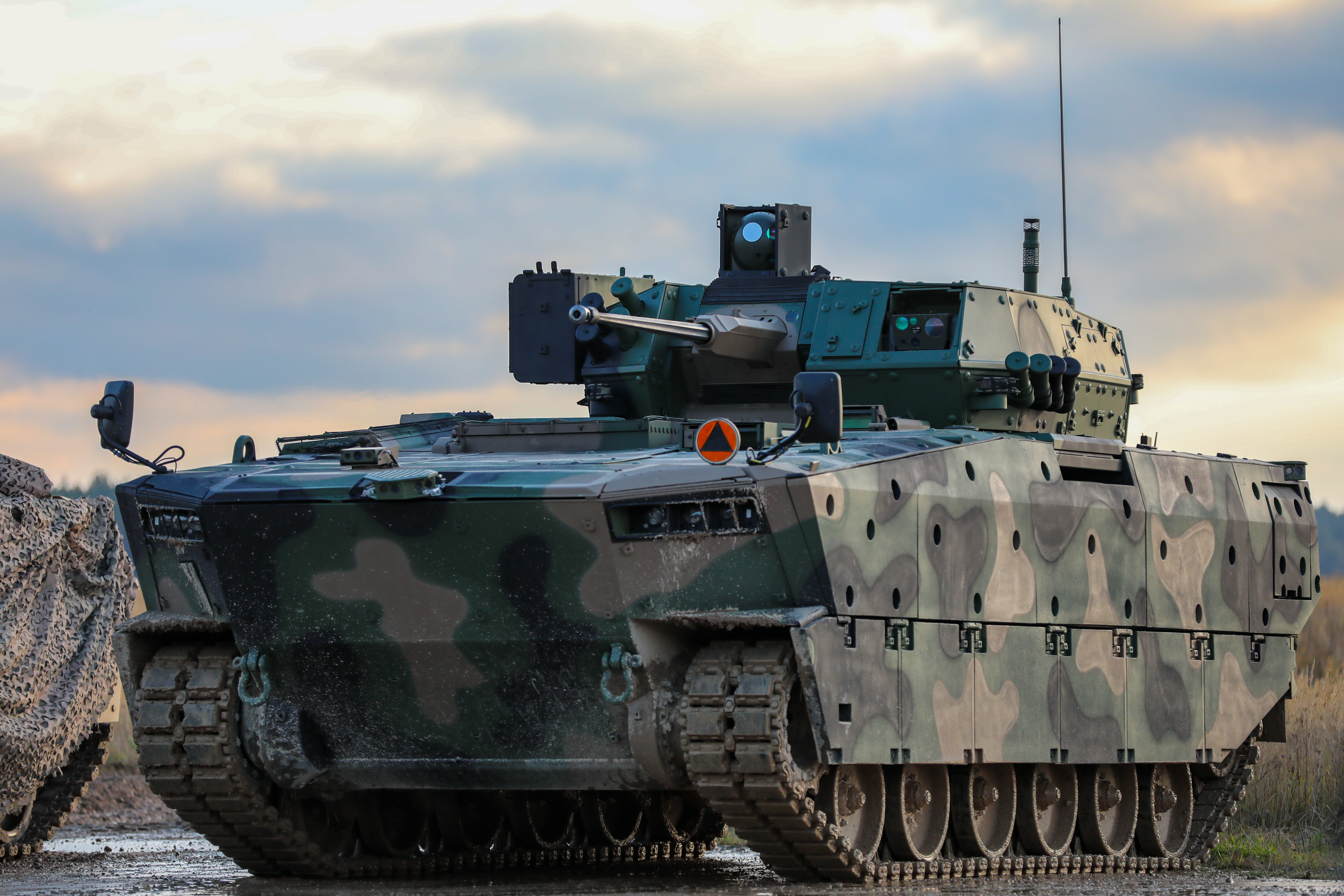
Borsuk (боевая машина пехоты)

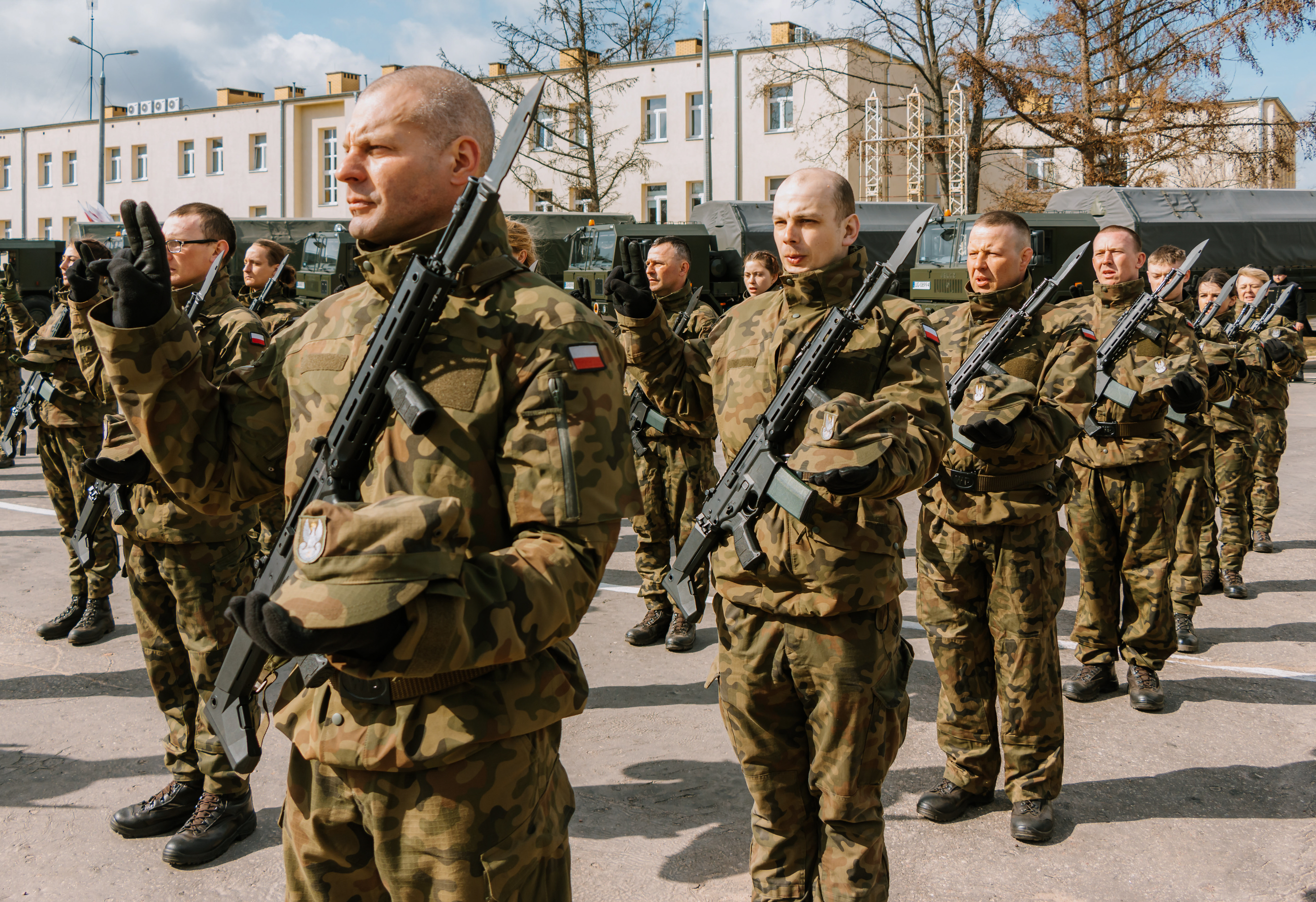
Войска территориальной обороны Польши

Польская армия насчитывает 205 000 солдат (на июль 2025 г.). Она состоит из пяти родов войск: сухопутные войска, военно-морские силы, военно-воздушные силы, войска территориальной обороны и специальные силы, которые состоят из шести блоков: Гром, Формоза, Агат, Нил, Войсковая часть Коммандос, 7-я эскадрилья специальных операций. 
На 2023 год польское правительство тратило на военные расходы 3,9 % от ВВП, что было самым крупным показателем среди стран ООН.
В стране нет срочной службы. На территории Польши дислоцировано 10 000 солдат НАТО. Польские военные участвуют в миротворческих миссиях ООН.

## Гуманитарные организации
Польский Красный Крест (пол. Polski Czerwony Krzyż) был основан 27 апреля 1919 года. Его председателем стал Павел Сапега (пол. Paweł Sapieha), после его отставки — Хелена Падеревская (пол. Helena Paderewska). 24 июля 1919 года было зарегистрировано «Польское общество Красного Креста» (пол. Polskie Towarzystwo Czerwonego Krzyża) — единственная организация Красного Креста, действовавшая на всей территории Польши.
В 1927 году «Польское общество Красного Креста» сменило название на «Польский Красный Крест».

## Средства массовой информации
В Польше работает множество средств массовой информации. Самые крупные телеканалы — государственные TVP, частные TV Republika, Polsat, TVN. Согласно опросу, проведённому в 2015 году, 78 % граждан Польши смотрели телевидение ежедневно.
Печатные СМИ — Gazeta Wyborcza, Rzeczpospolita, Gazeta Polska Codziennie. В 2020 году 79 % населения страны читало новости чаще одного раза в день.

### Литература

Флорианская псалтырь — один из двух памятников польского языка XIV века (второй — Свентокшиские проповеди)

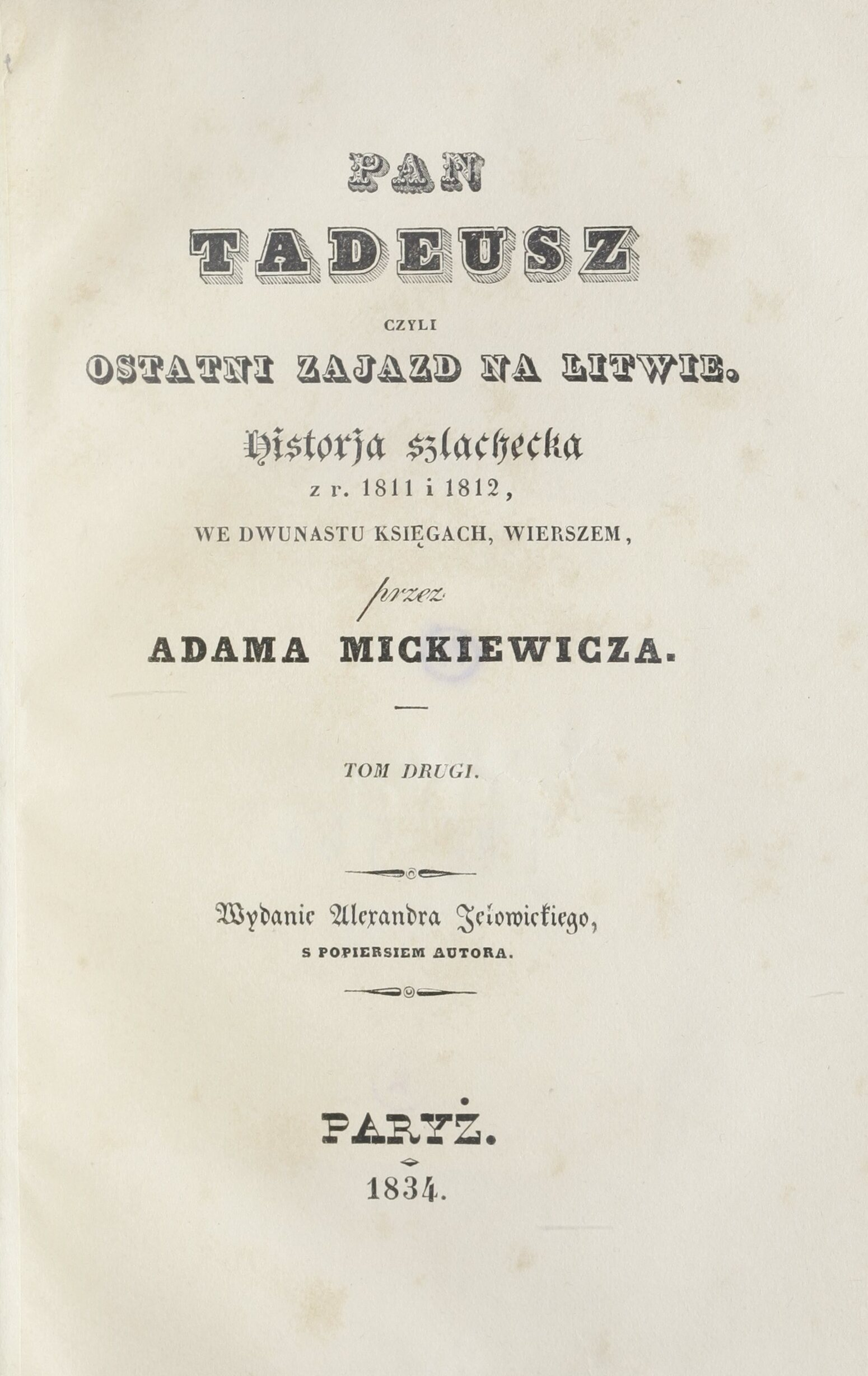
«Пан Тадеуш», классика польской литературы, написанный Адамом Мицкевичем

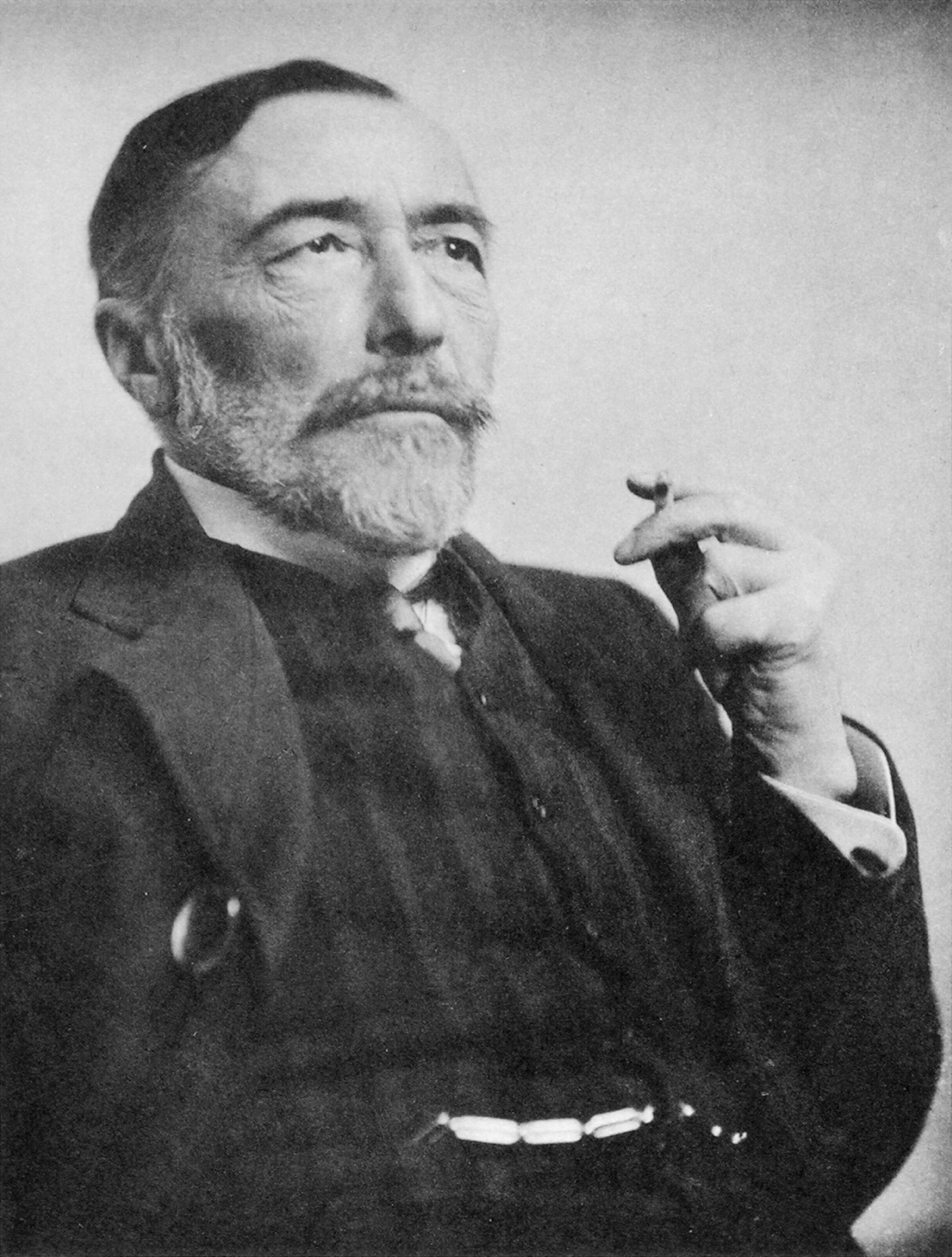
Джозеф Конрад, польско-английский писатель и автор романа «Сердце тьмы»

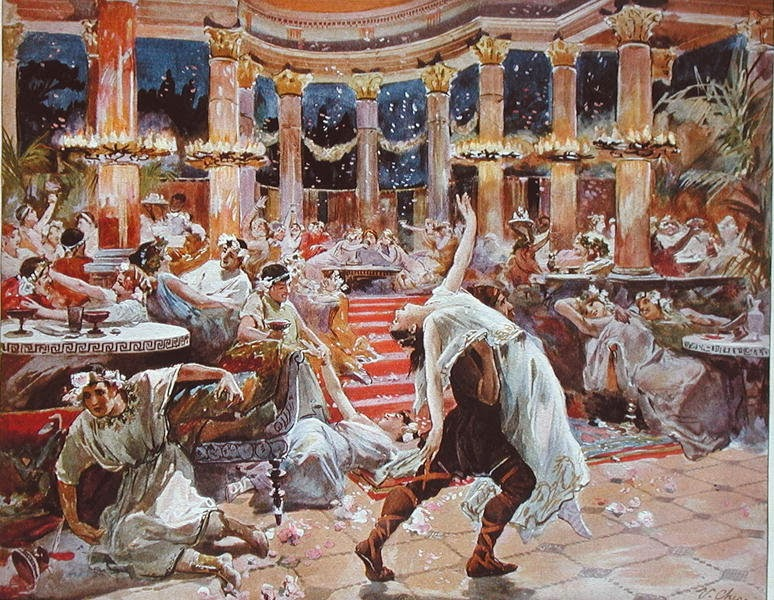
Пир во дворце Нерона, иллюстрация из издания 1910 года «Камо грядеши», исторического романа, написанного лауреатом Нобелевской премии по литературе Генриком Сенкевичем

## Культура

### Музыка

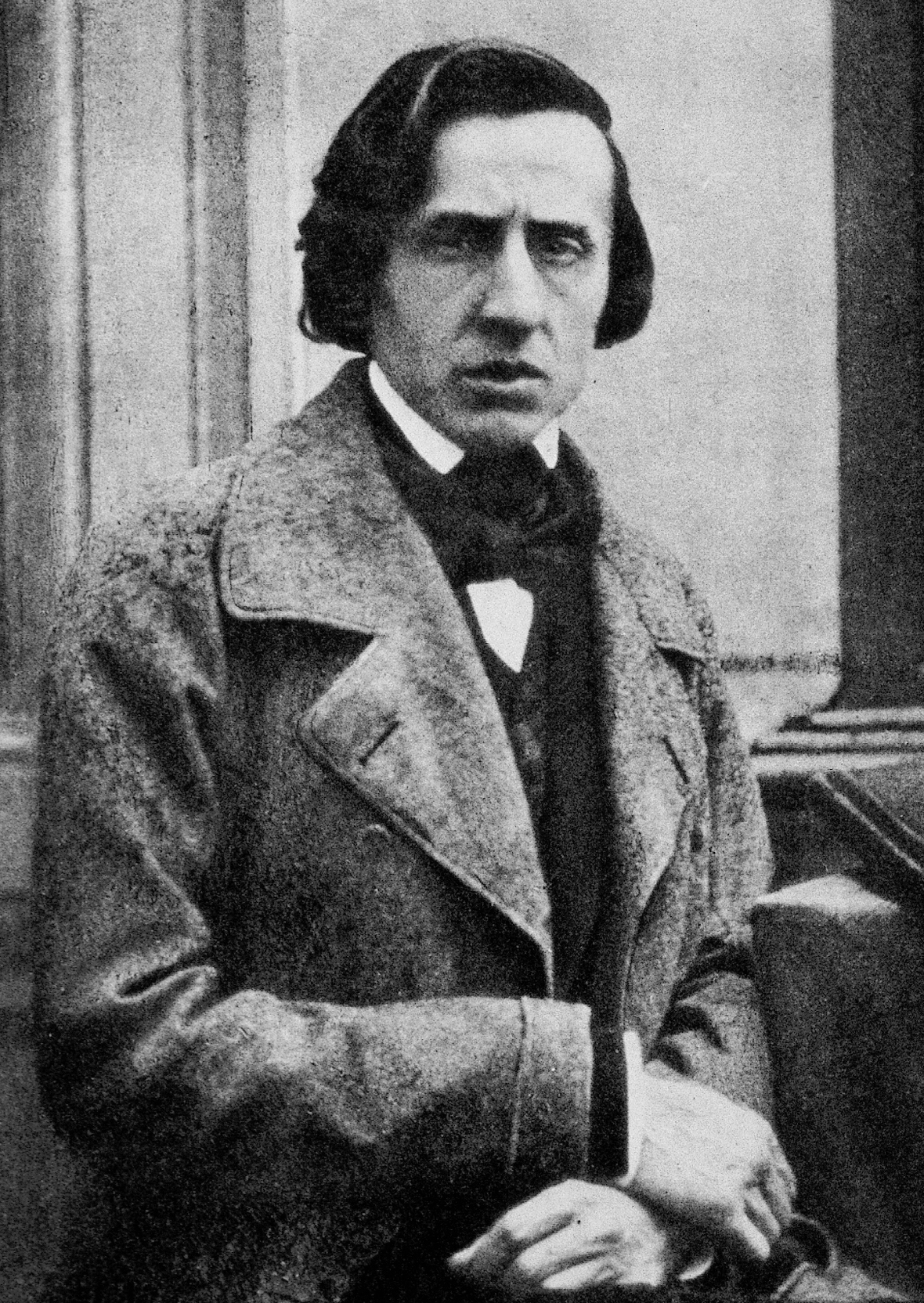
Фредерик Шопен, величайший польский композитор

Самые ранние из польских музыкальных композиций (например, манускрипты полифонической музыки, найденные в Старом Сонче), датируются XIII веком. Примерно в это же время была написана «Богородица», самая старая известная польская песня. Но первый известный польский композитор, Николай Радомский, жил в XV веке.

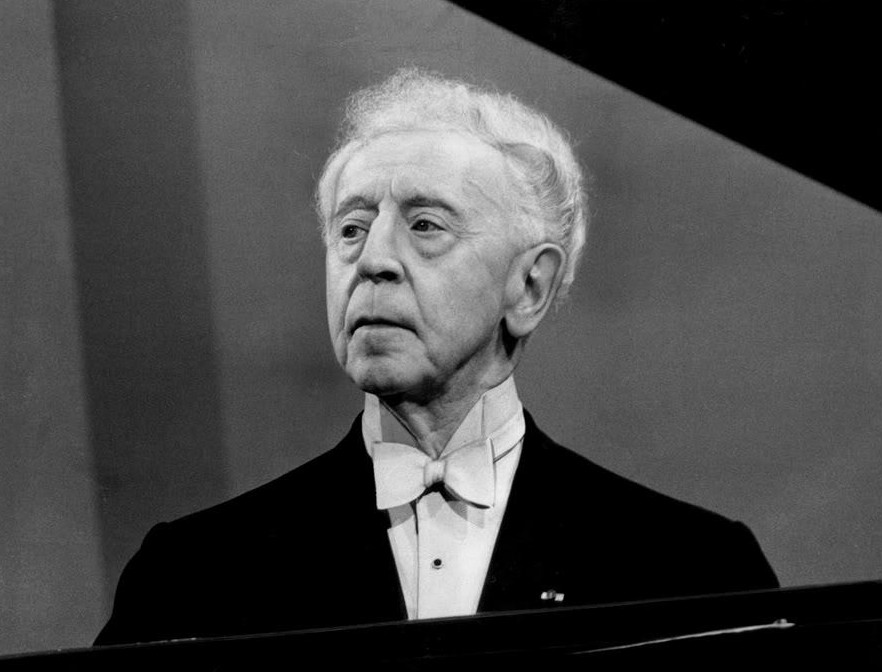
Артур Рубинштейн, один из величайших пианистов XX века

В XVI веке такие композиторы, как живший в Кракове с пяти лет итальянец Диомед Като, привнесли в национальные польские мелодии элементы европейской музыки. В то время также жили и творили и другие позже прославившиеся композиторы, например, Вацлав из Шамотул. В конце XVI—начале XVII века (эпоха барокко) при дворе Сигизмунда III, а затем Владислава IV работала группа итальянских композиторов, в их числе — Лука Маренцио, Джованни Франческо Анерио и Марко Скаччи. Среди поляков же были известны такие композиторы, как Марцин Мельчевский. В конце 30-х годов XVII века в Польше начинает развиваться опера. Например, Франческа Каччини написала для короля Владислава оперу «La liberazione di Ruggiero dall’isola d’Alcina», премьера которой прошла в Варшаве в 1628 году. В конце XVII века Польша пришла в упадок, что сказалось и на её культуре. Тем не менее, именно в XVII—XVIII веках возник и получил известность полонез. Полонезы для фортепиано писали многие композиторы, например, Фридерик Шопен, Михаил Клеофас Огинский, Кароль Курпиньский, Юлиуш Зарембский, Генрик Венявский, Мечислав Янович Карлович и Юзеф Эльснер. Польша также прославилась такими пианистами, как Артур Рубинштейн.
Польская опера развивалась благодаря Станиславу Монюшко, автору ряда опер, а, кроме того, песен, кантат и балетов. В середине XVIII века появились первые польские симфонии (Я. Щуровский, А. Мильвид, Я. Ваньский, В. Данковский).
Польские народные танцы, в частности, мазурка и полонез, широко распространились по Европе.

### Спорт

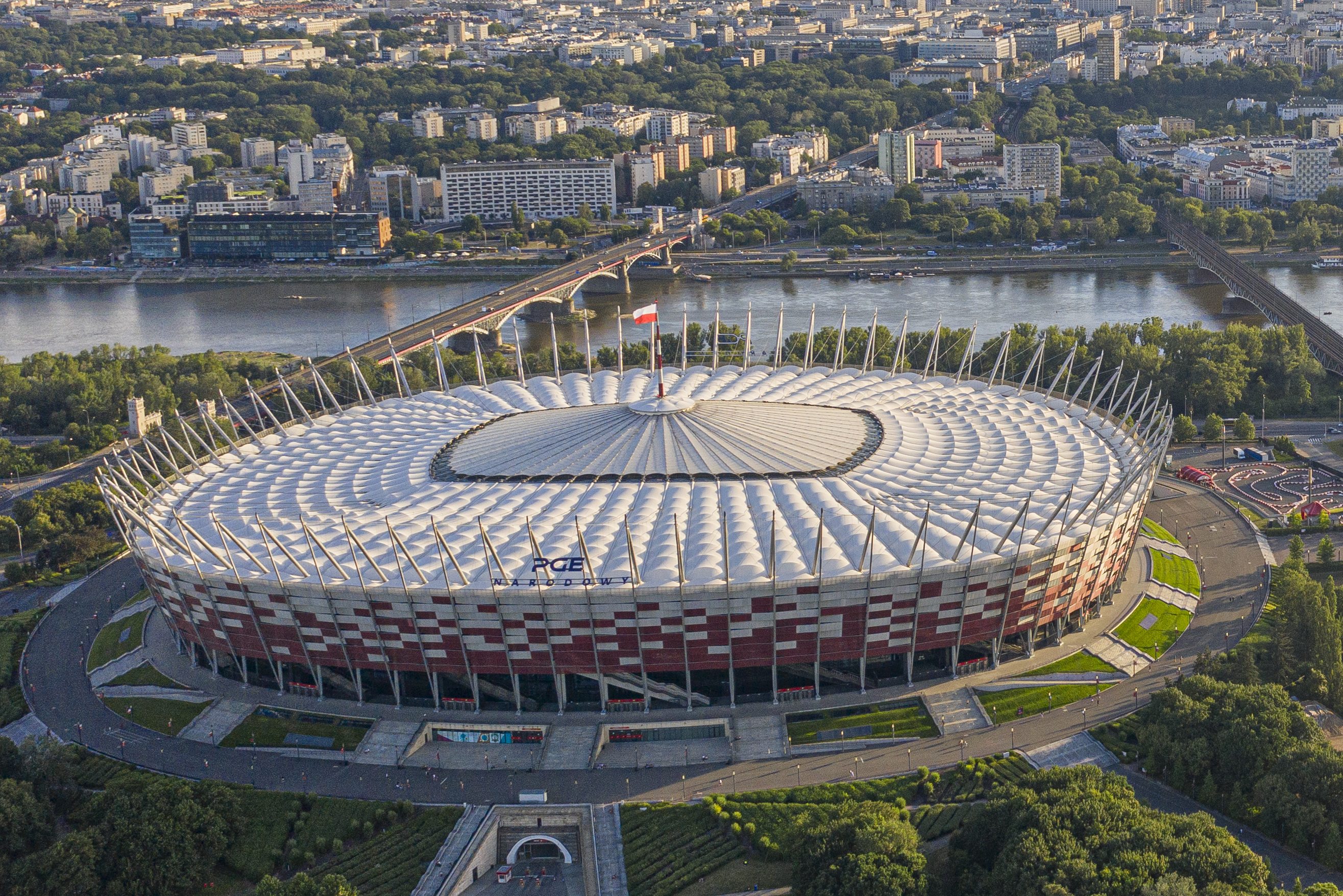
Национальный стадион в Варшаве

В начале XX века созданы первые футбольные клубы, например в 1906 «Висла» (Краков), ЛКС (Лодзь) и «Краковия». Польская футбольная федерация создана в 1919. Нац. олимпийский комитет Польши основан в 1919. Сборная команда Польши по футболу — серебряный призёр Олимпиад в Барселоне (1992).
В 1924 польские спортсмены дебютировали на Олимпийских играх в Париже и на Олимпийских зимних играх в Шамони. Первой олимпийской чемпионкой стала Х. Конопацкая (1900-89), победившая в метании диска в Амстердаме (1928).
Польские спортсмены успешнее всего выступали на Олимпийских играх в лёгкой атлетике (23 золотые, 18 серебряных, 13 бронзовых медалей), боксе (8, 9, 26), вольной борьбе (5, 9, 11) и совр. пятиборье (5, 6, 21).
Значительных международных успехов добились мужская и женская сборные команды страны по волейболу. Мужская сборная команда по волейболу становилась чемпионом мира (2014), Европы (2009), Мировой лиги (2012). В 2014 в 6 городах страны состоялся мужской чемпионат мира по волейболу. Женская волейбольная сборная — 2-кратный чемпион Европы (2003, 2005).
В стране прошёл Чемпионат Европы по футболу 2012.

### Праздники

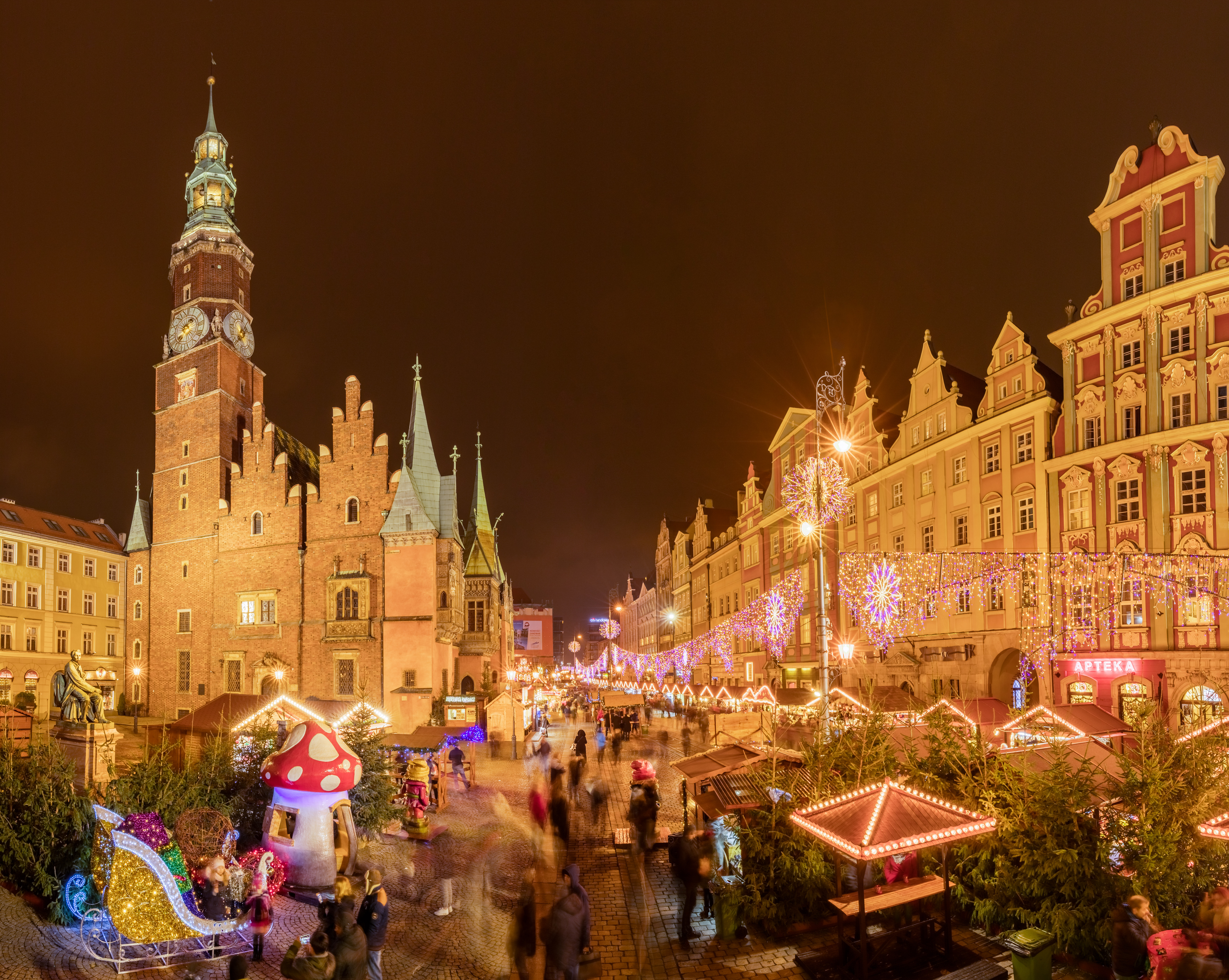
Рождественский базар во Вроцлаве, Польша

Праздничные выходные дни
- 1 января — Новый год — Nowy Rok;

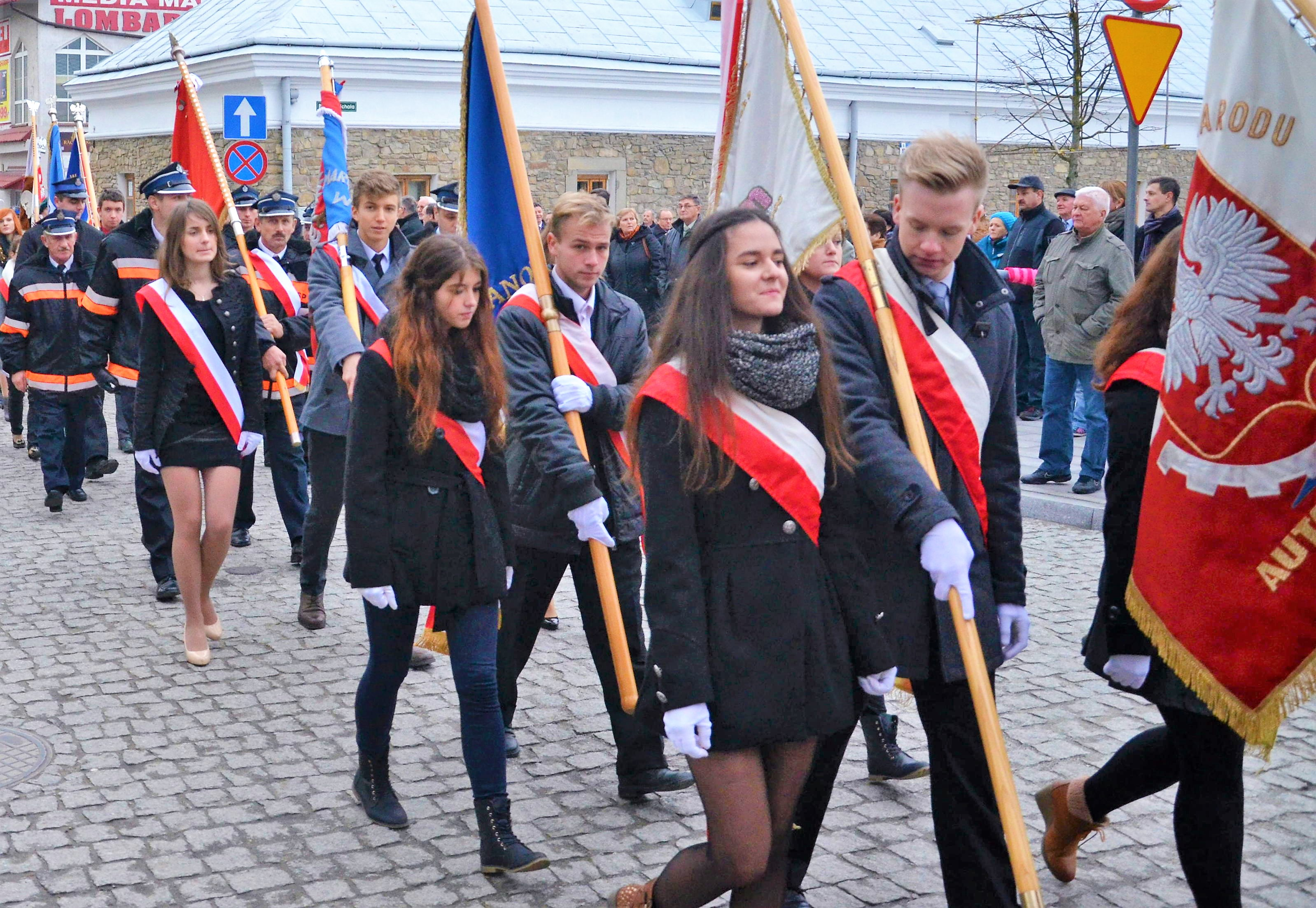
Национальный праздник независимости Польши

- 6 января — Богоявление — Trzech Króli — выходной до 1960 года и снова с 2011 года;
- Пасха (2 дня: воскресенье и понедельник) — Wielkanoc;
- 1 мая — Праздник труда — Święto Pracy;
- 3 мая — Праздник конституции 3 мая — Święto Konstytucji 3 Maja(
- Зелёные праздники или Сошествие Святого Духа (49 дней после Пасхи всегда в воскресенье) — Zielone Świątki / Zesłanie Ducha Świętego; Праздник Тела и Крови Христовых — Божье тело

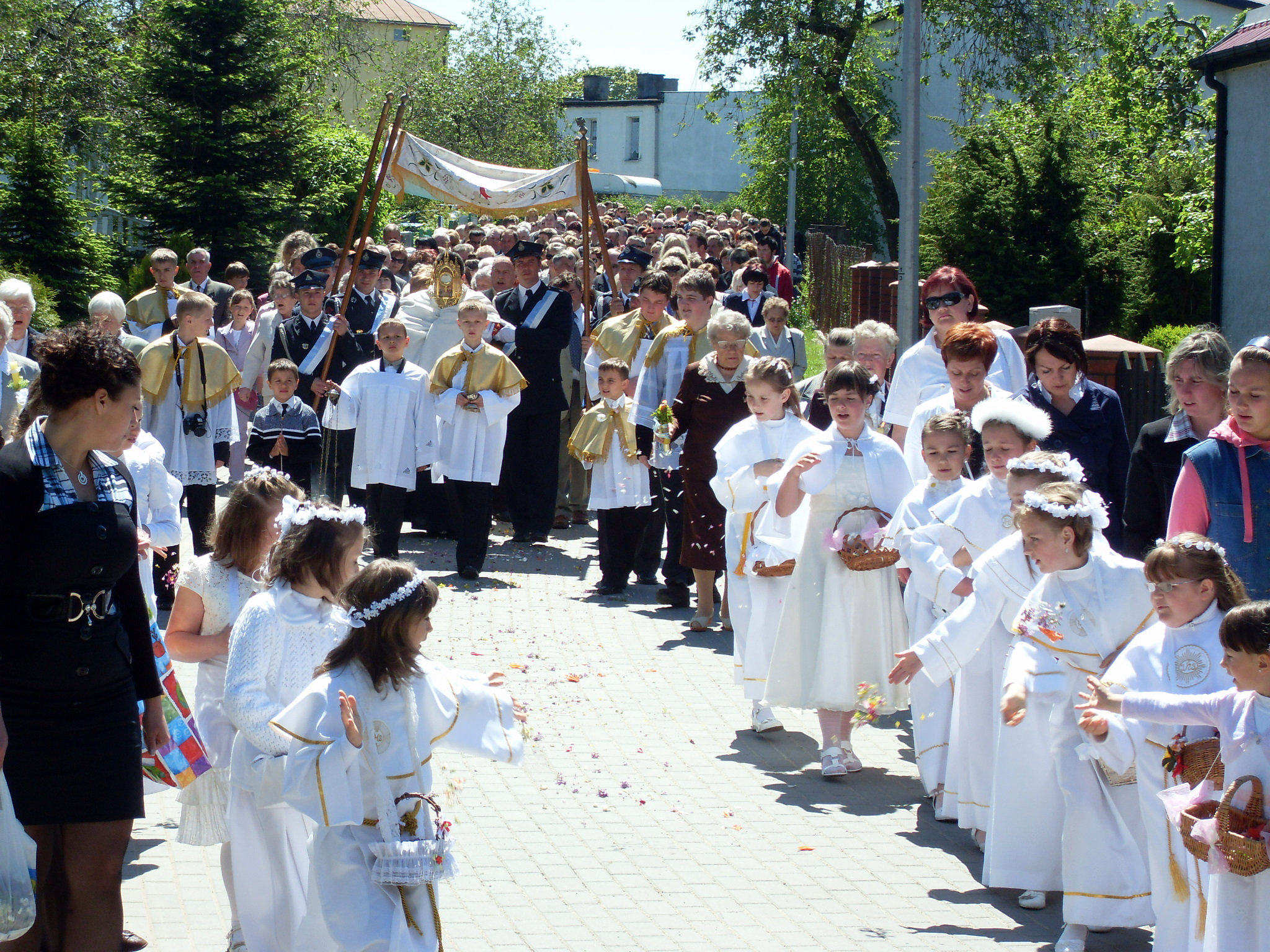
Праздник Тела и Крови Христовых — Божье тело

- Божье тело (60 дней после Пасхи всегда в четверг) — Boże Ciało;
- 15 августа — Вознесение Богоматери — Wniebowzięcie NMP;
- 1 ноября — Всех святых — Wszystkich Świętych;
- 11 ноября — Национальный праздник независимости Польши — Święto Niepodległości;
- 24 декабря — Вигилия. С 2025 года — официальный выходной день[134].
- 25 и 26 декабря[135] — Рождество Христово — Boże Narodzenie.

Праздники в дни, не являющиеся выходными
- 21 января — День бабушки — Dzień Babci;
- 22 января — День дедушки — Dzień Dziadka;
- 1 марта — День «про́клятых солдат» — Narodowy Dzień Pamięci «Żołnierzy Wyklętych»;
- 8 марта — День женщин — Dzień Kobiet;
- 2 мая — День Флага Польской Республики — Dzień Flagi Rzeczypospolitej Polskiej, День Полонии и поляков за рубежом — Dzień Polonii i Polaków za Granicą;
- 8 мая — День Победы — Dzień Zwycięstwa;
- 26 мая — День матери — Dzień Matki;
- 1 июня — День ребёнка — Dzień Dziecka;
- 23 июня — День отца — Dzień Ojca;
- 1 августа — День памяти жертв Варшавского восстания — Narodowy Dzień Pamięci Powstania Warszawskiego;
- 31 августа — День Солидарности и Свободы — Dzień Solidarności i Wolności;
- 14 октября — День национального образования — Dzień Edukacji Narodowej, до 1982 г. — День учителя;
- 16 октября — День Папы Римского Иоанна Павла II — Dzień Papieża Jana Pawła II, установлен сеймом после смерти папы в память его выбора (16 октября 1978 г.);
- 2 ноября — День умерших — Dzień Zaduszny;
- 6 декабря — День святого Николая — Dzień Świętego Mikołaja.

## В астрономии
В честь Польши назван астероид (1112) Полония, открытый 15 августа 1928 года советским астрономом Пелагеей Шайн в Симеизской обсерватории.

## Галерея

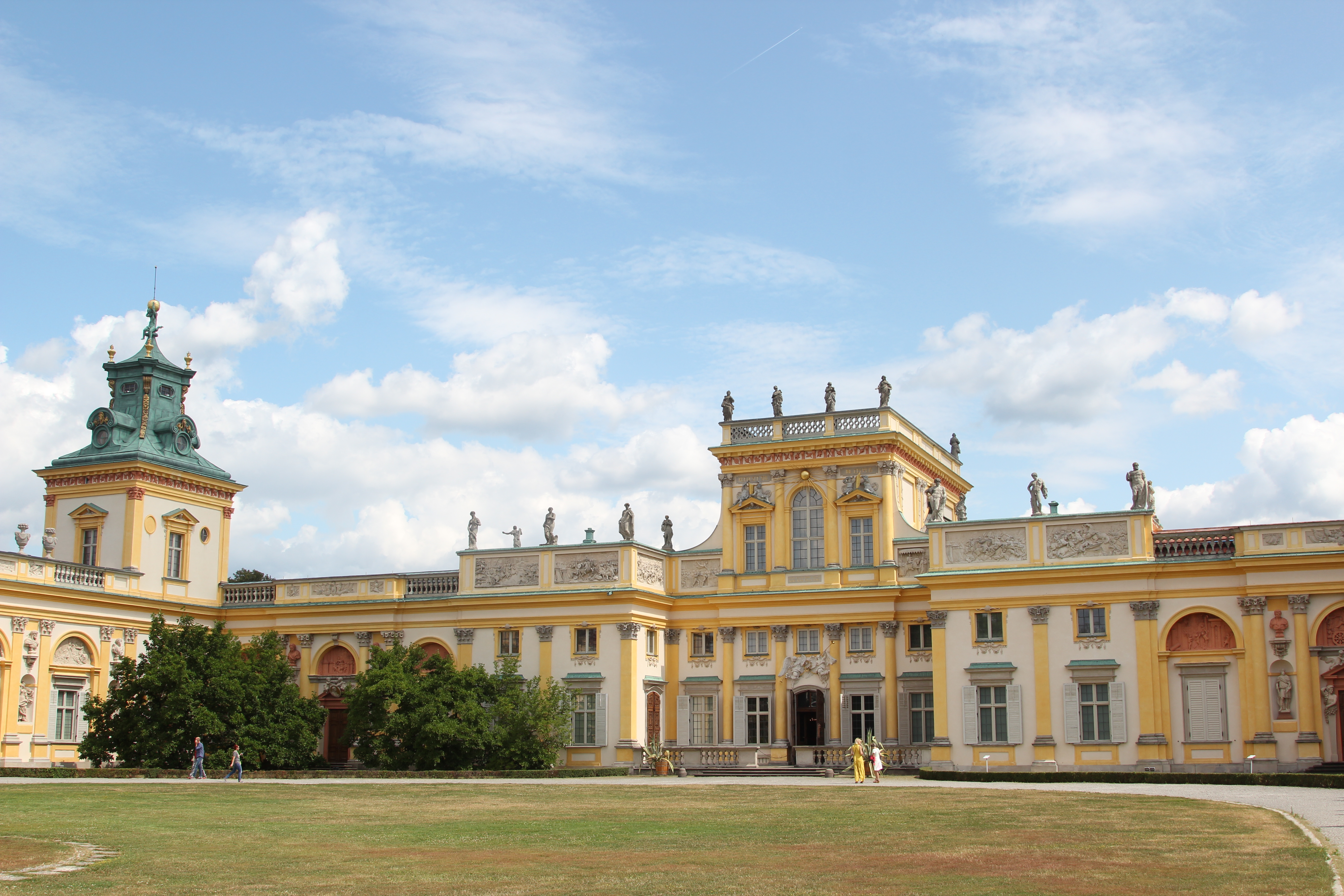
Варшава
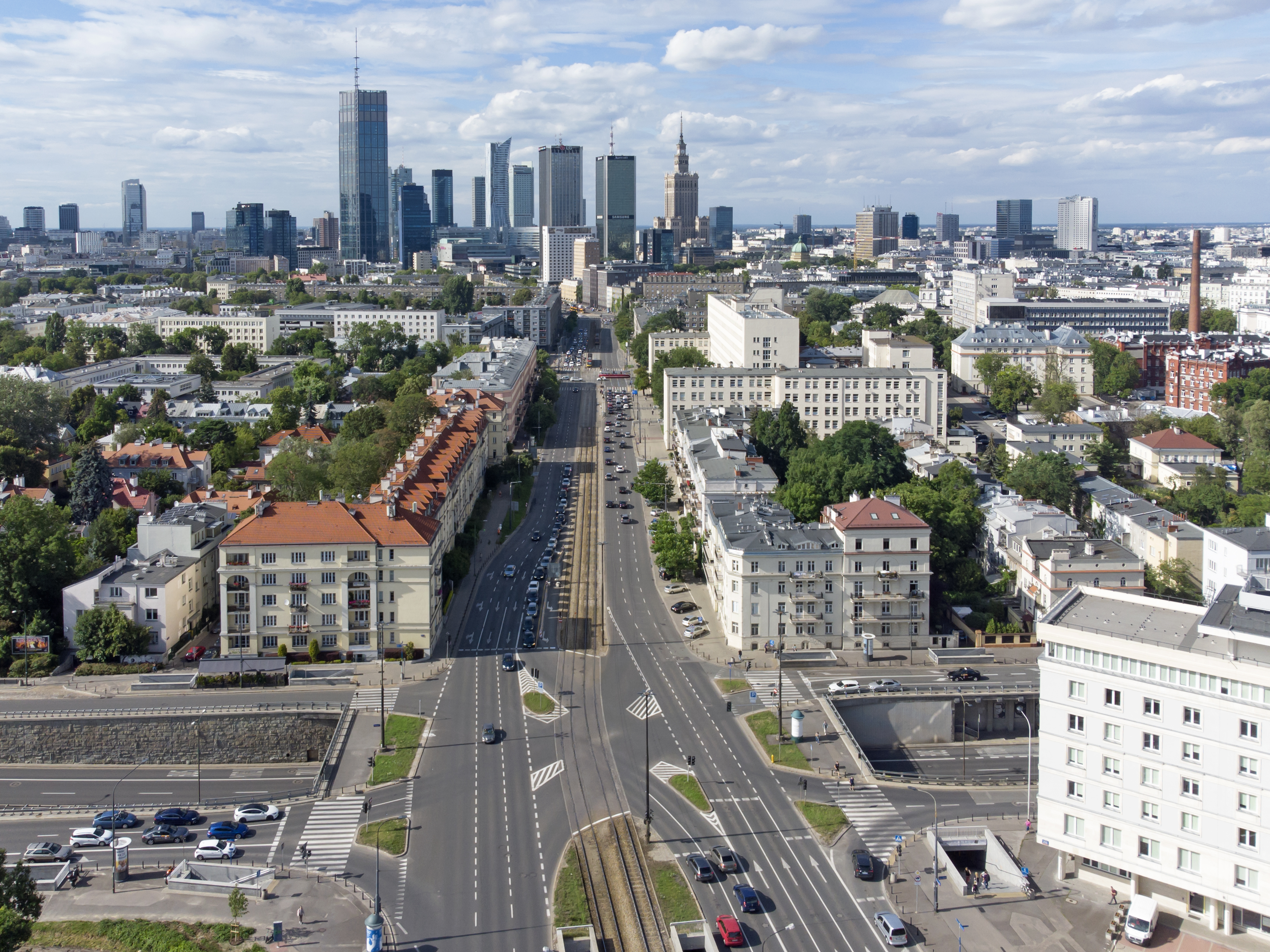
Варшава
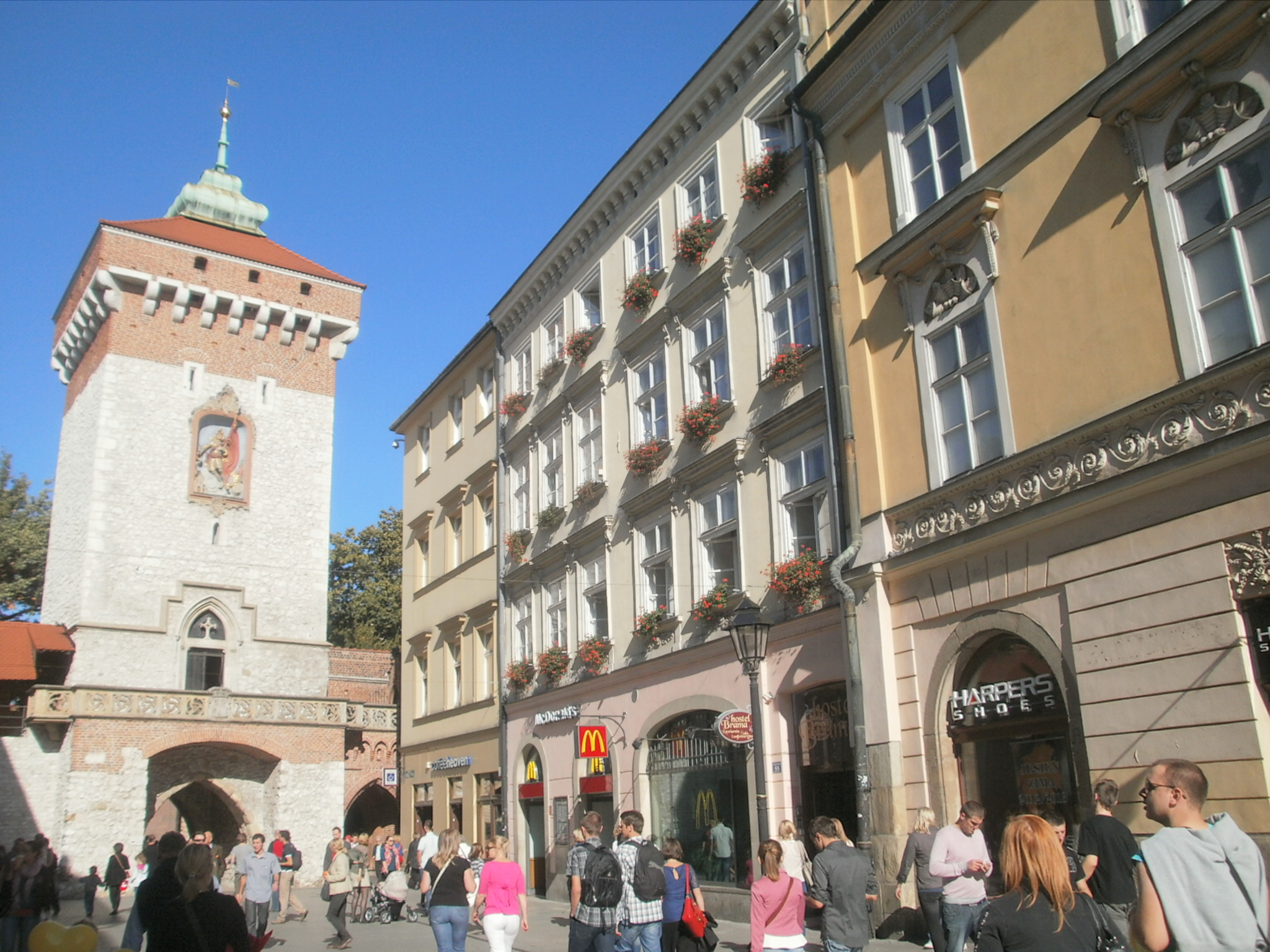
Краков
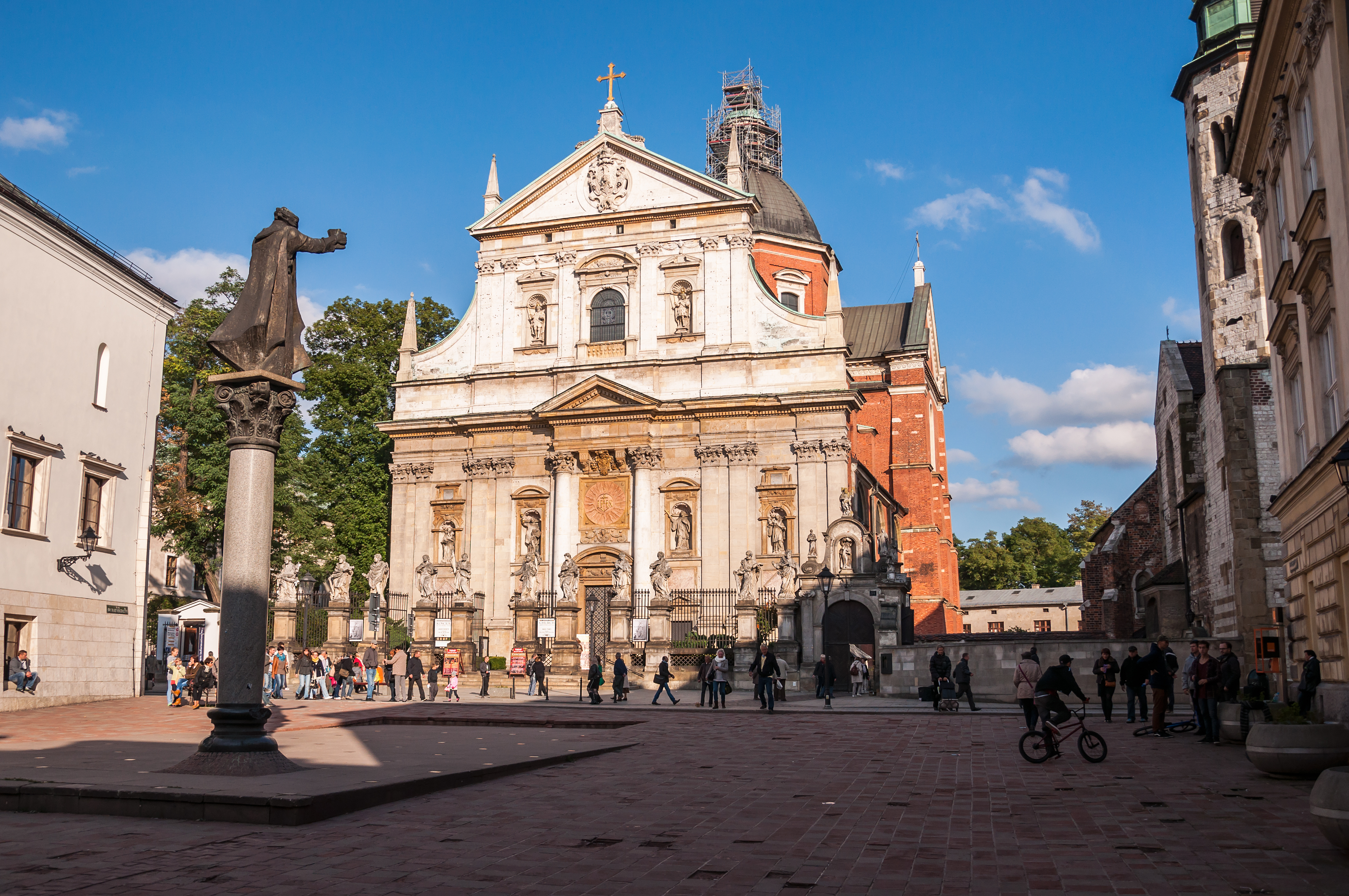
Краков
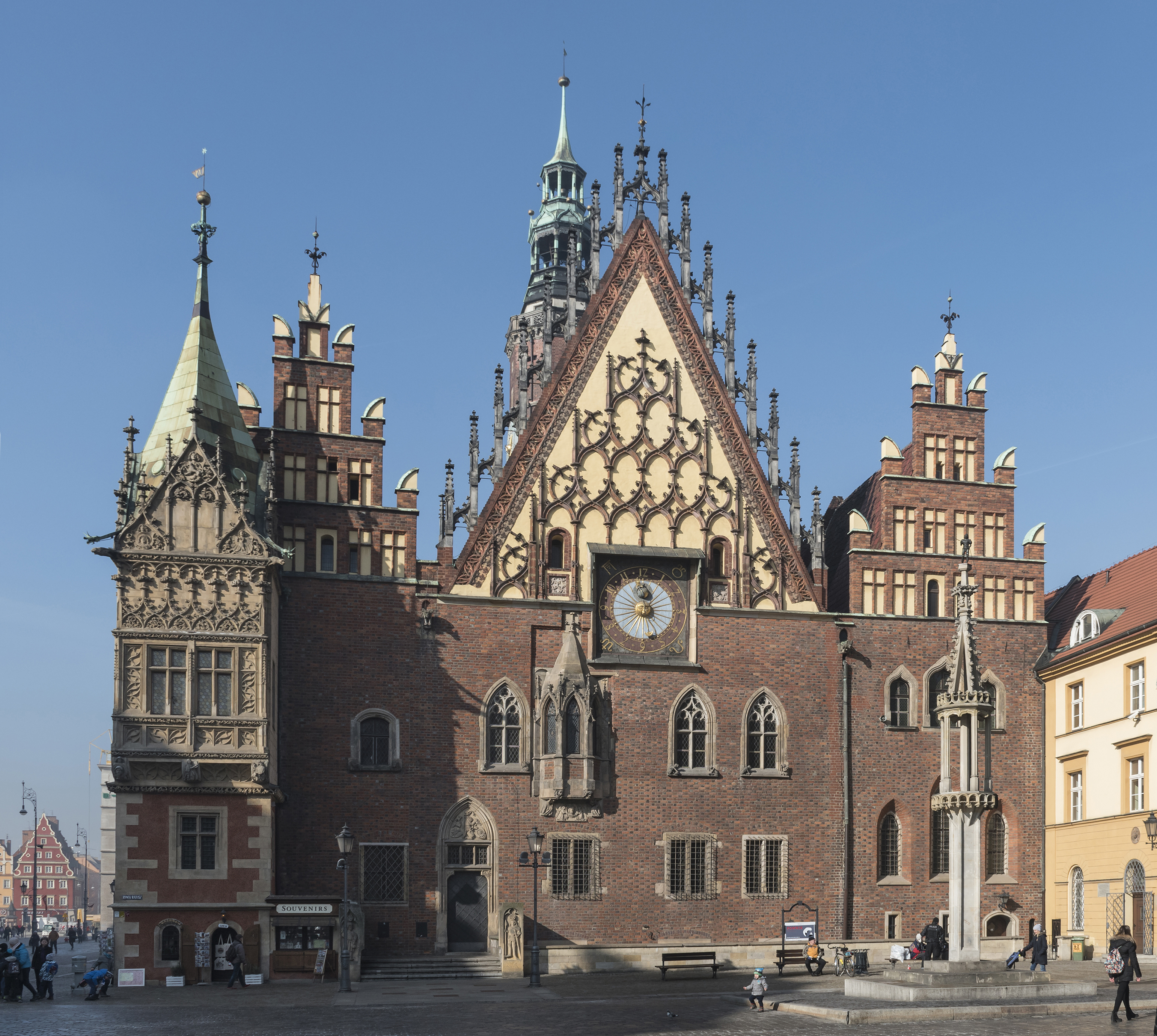
Вроцлав
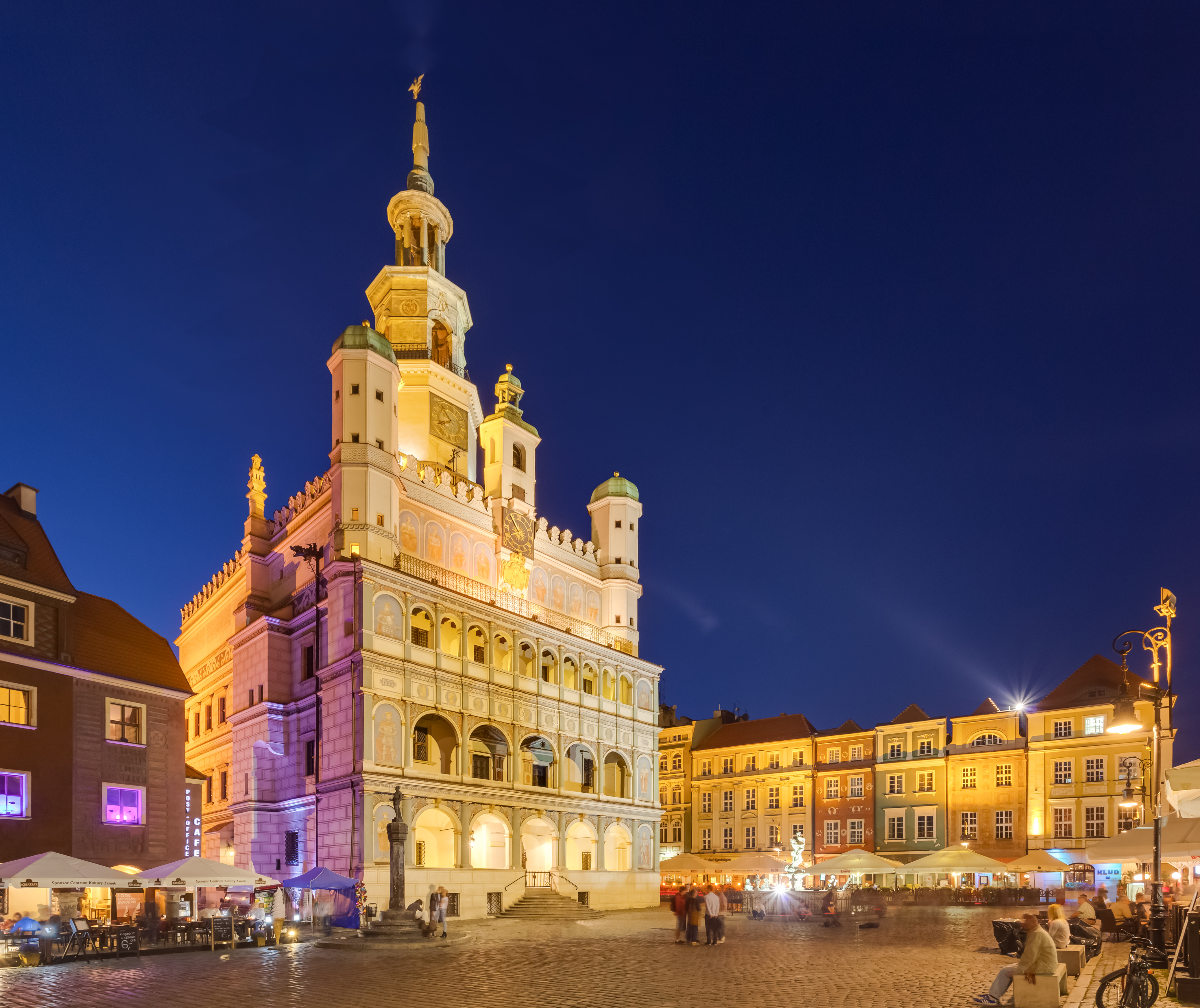
Познань
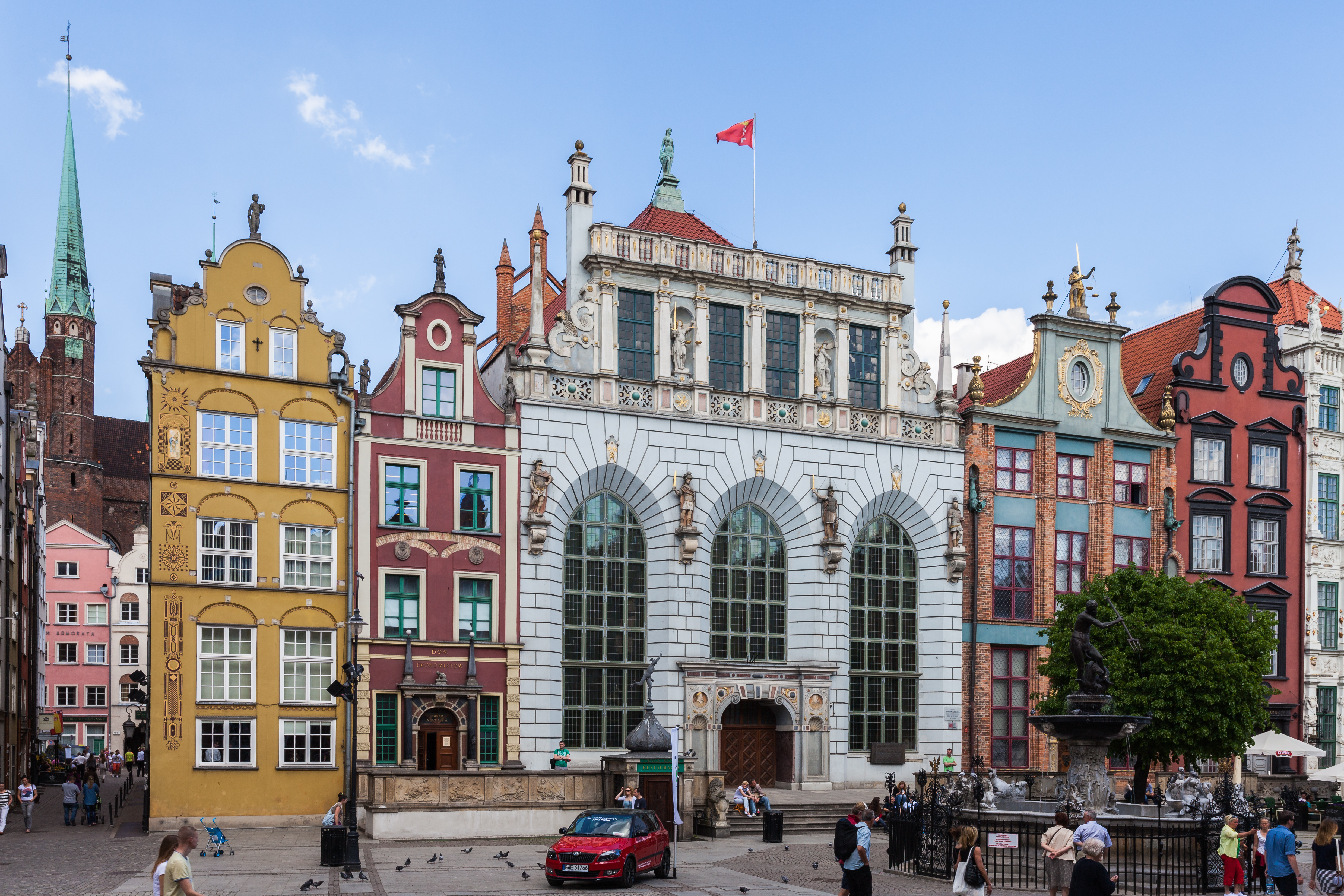
Гданьск
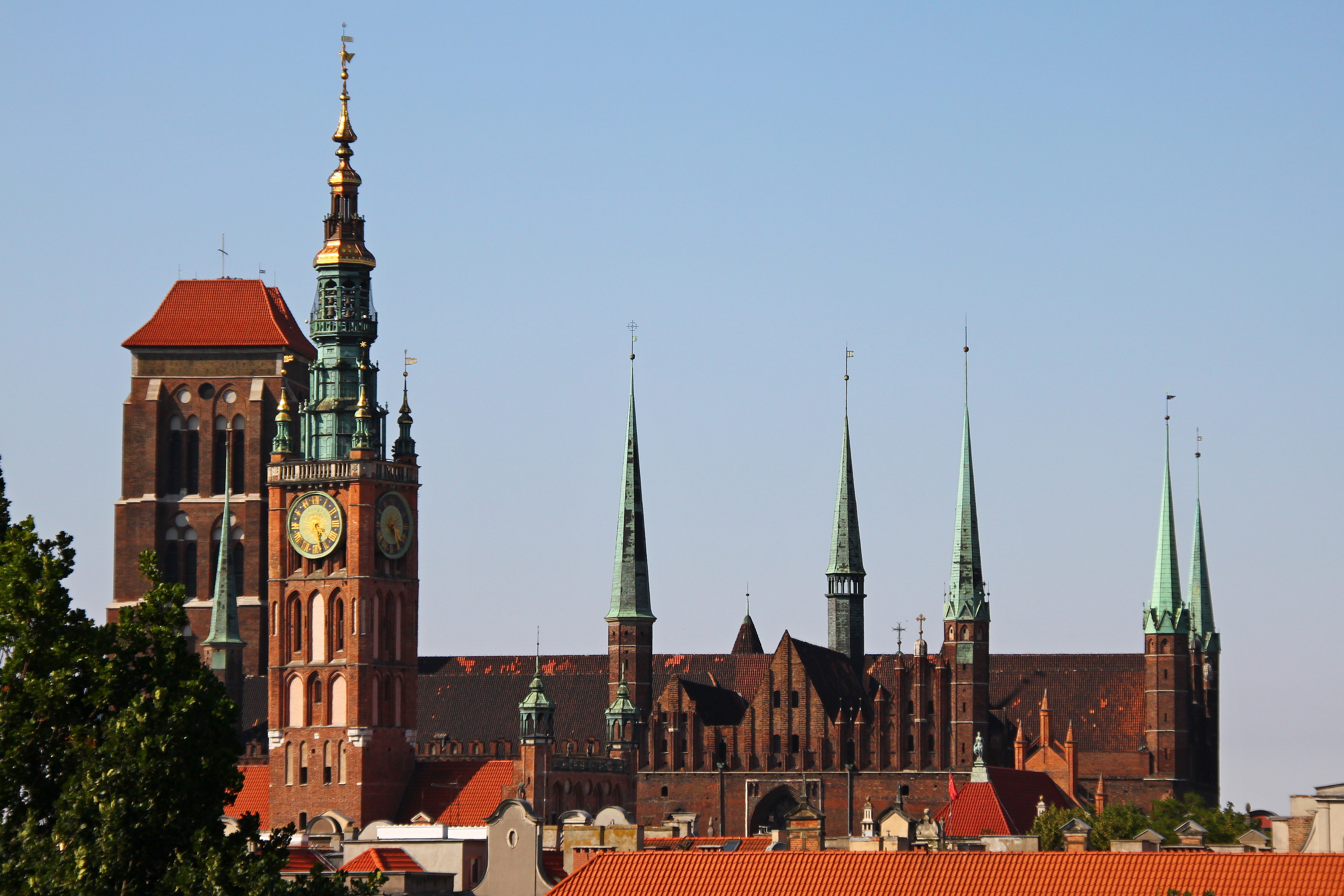
Гданьск
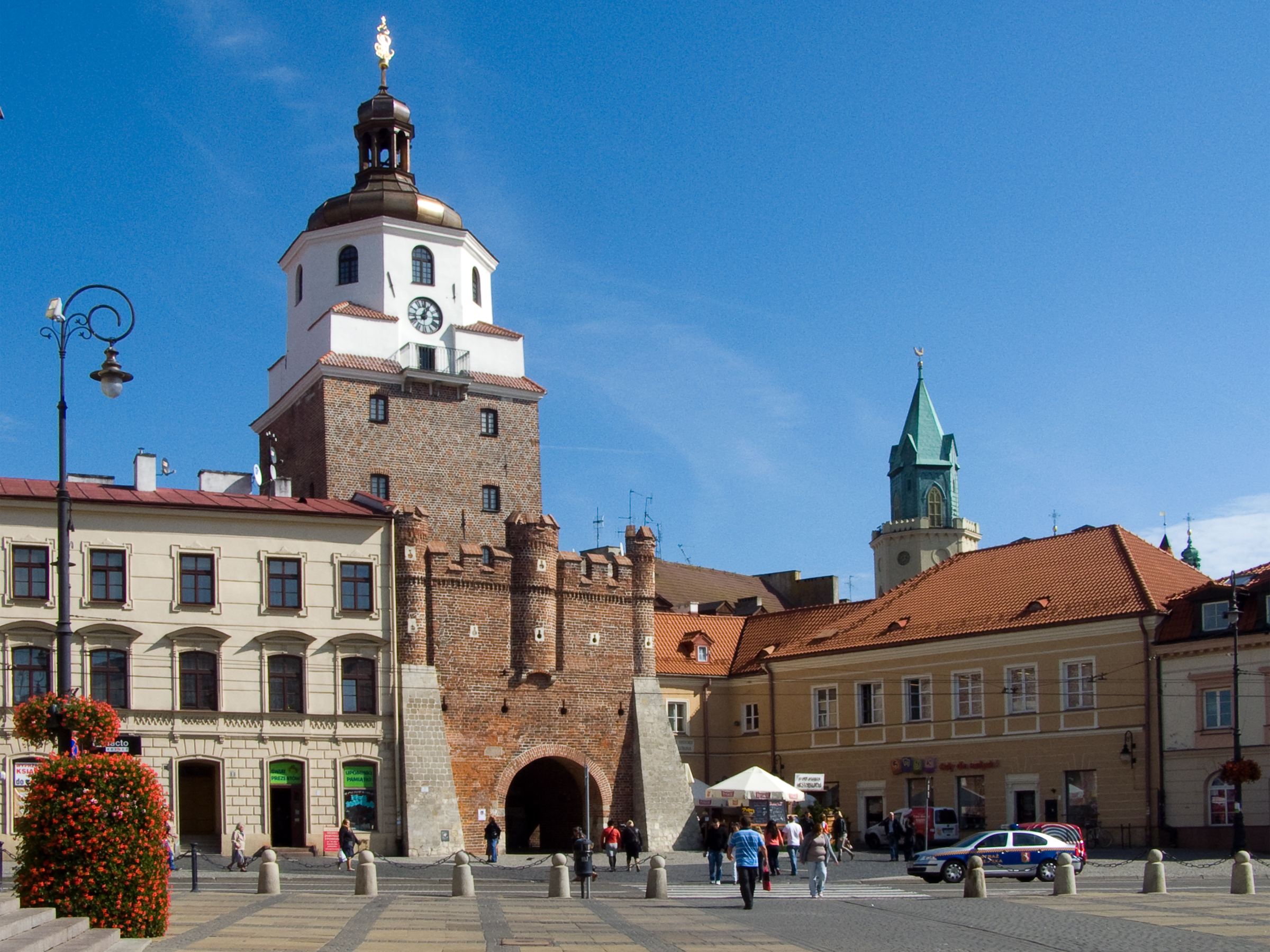
Люблин
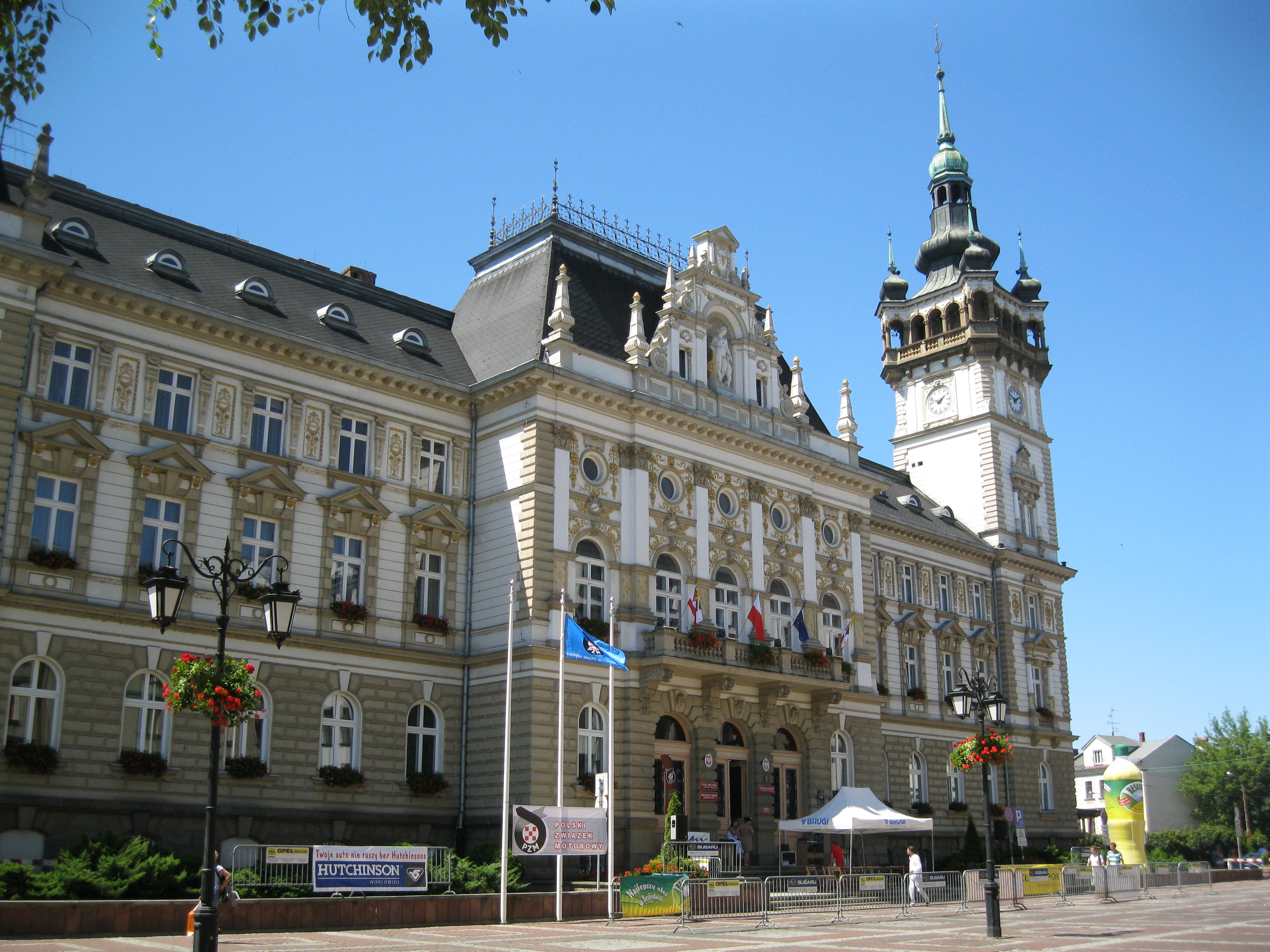
Бельско-Бяла
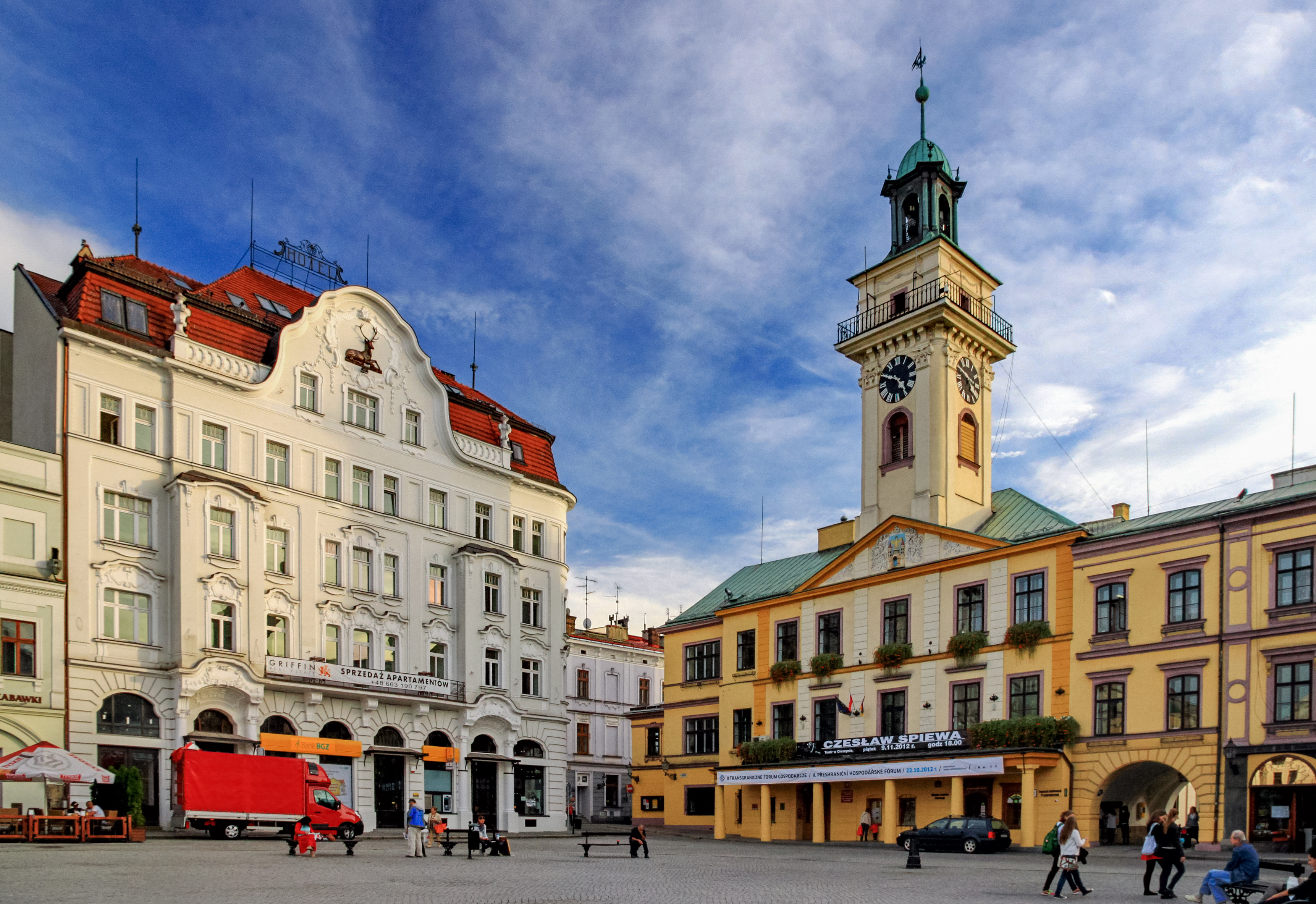
Цешин
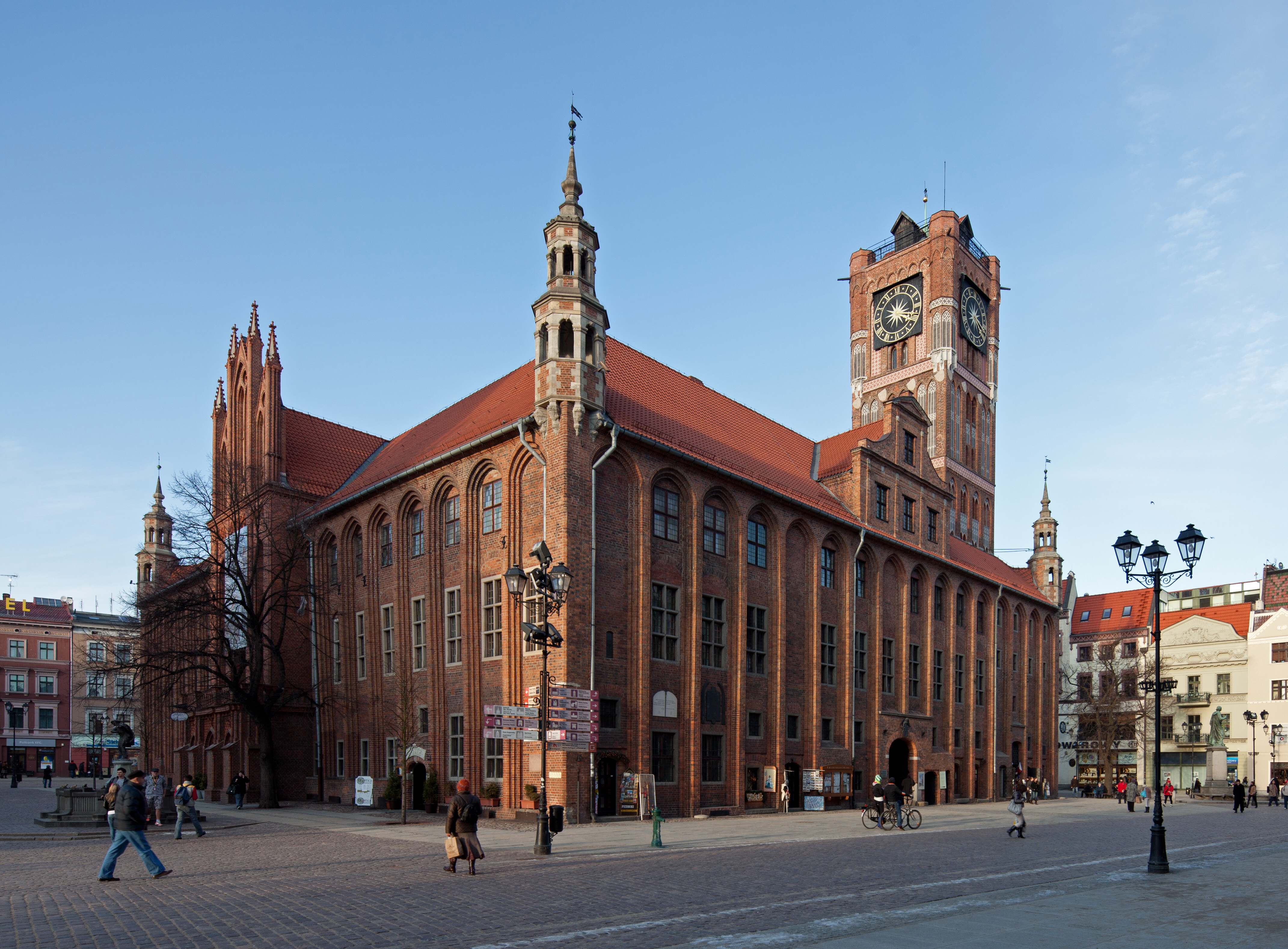
Торунь
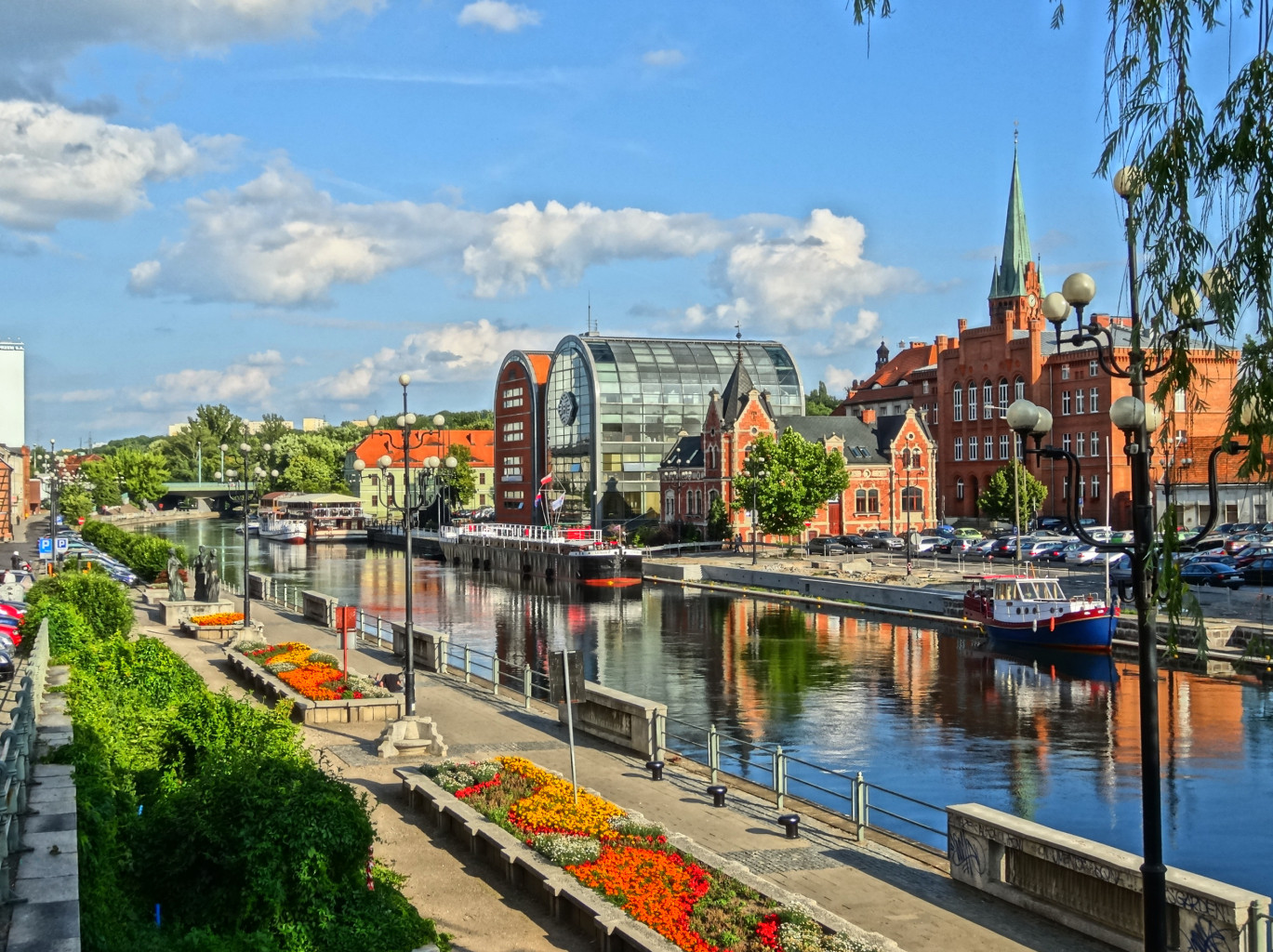
Быдгощ
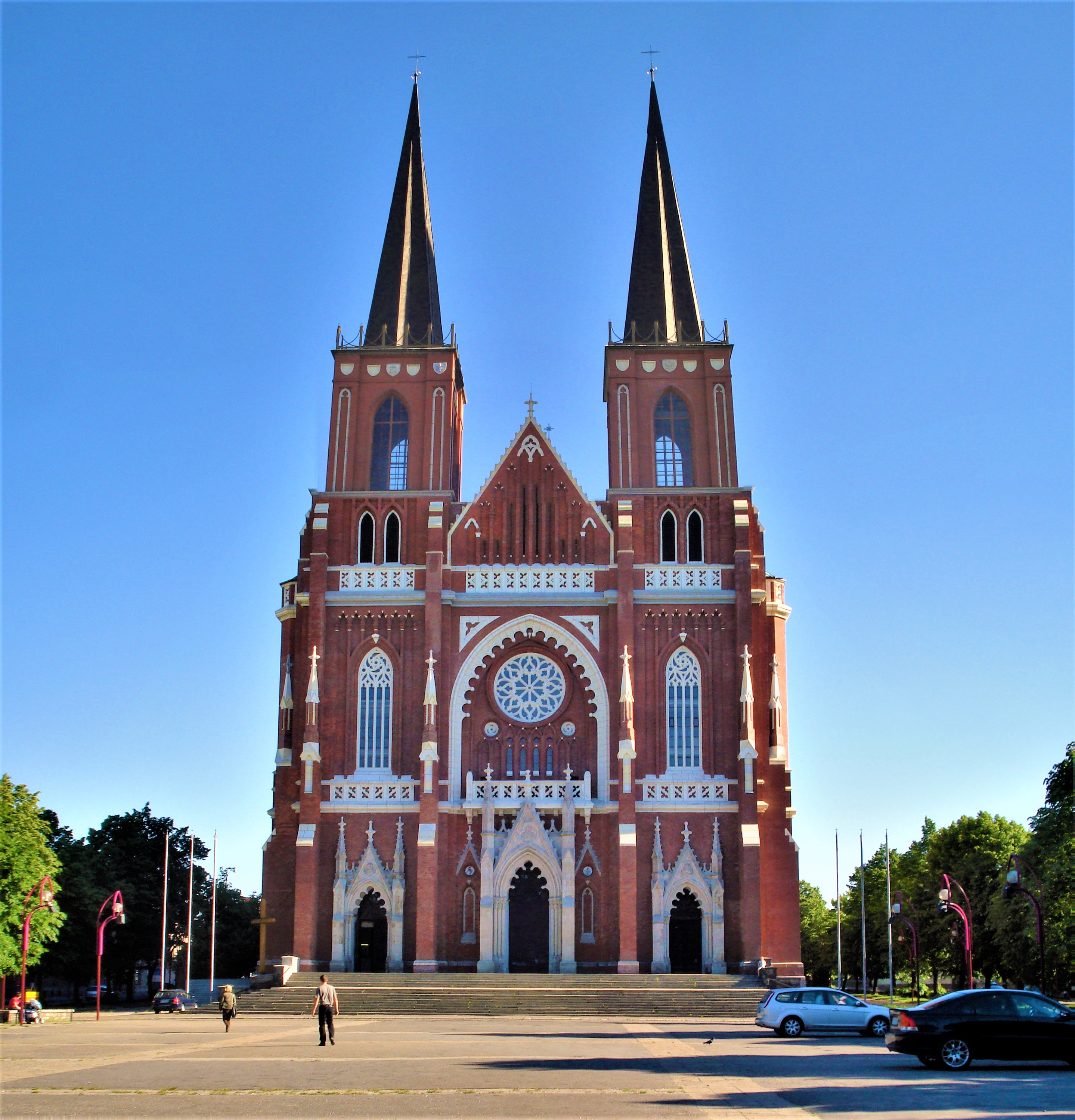
Ченстохова
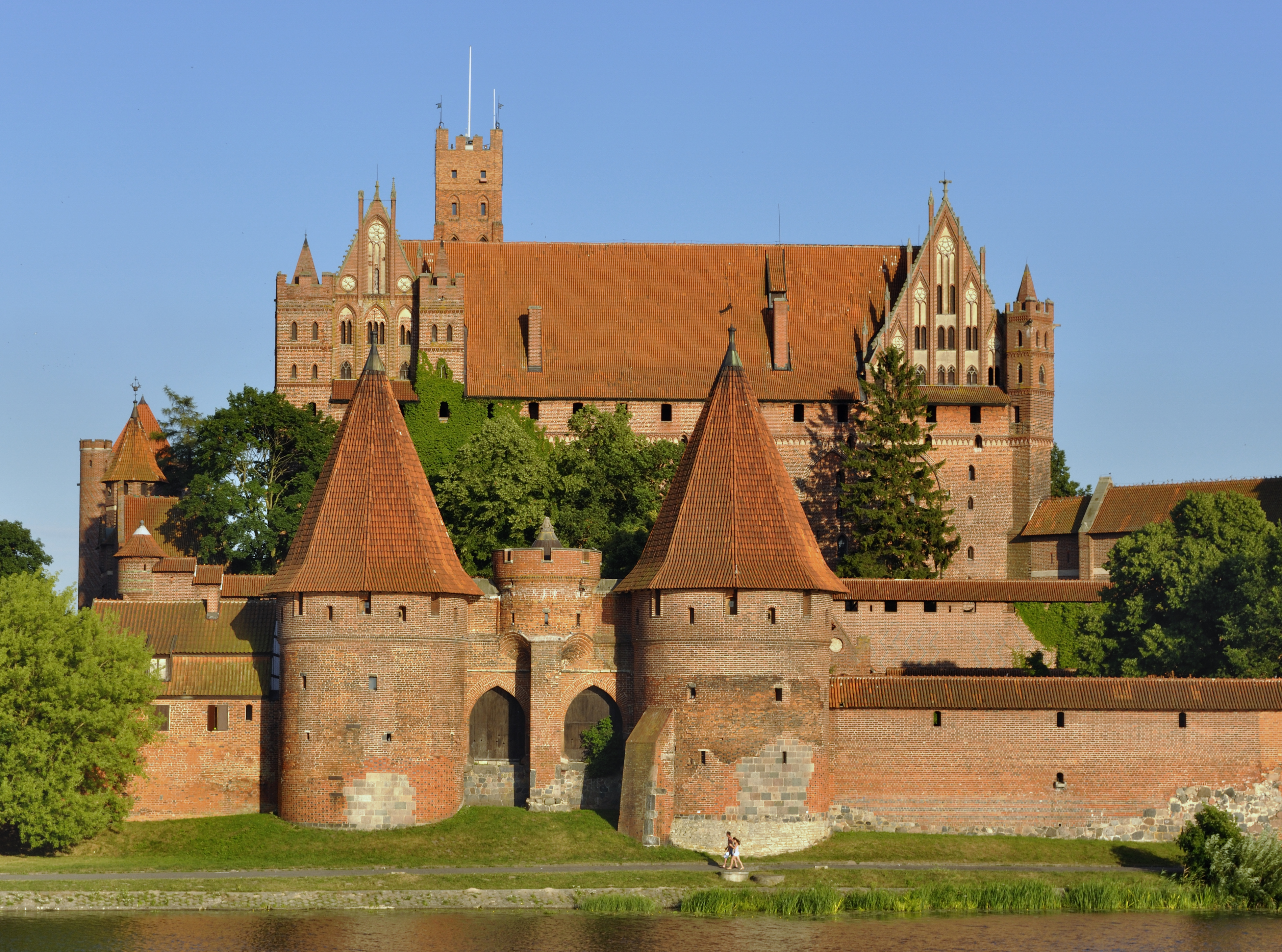
Мальборк
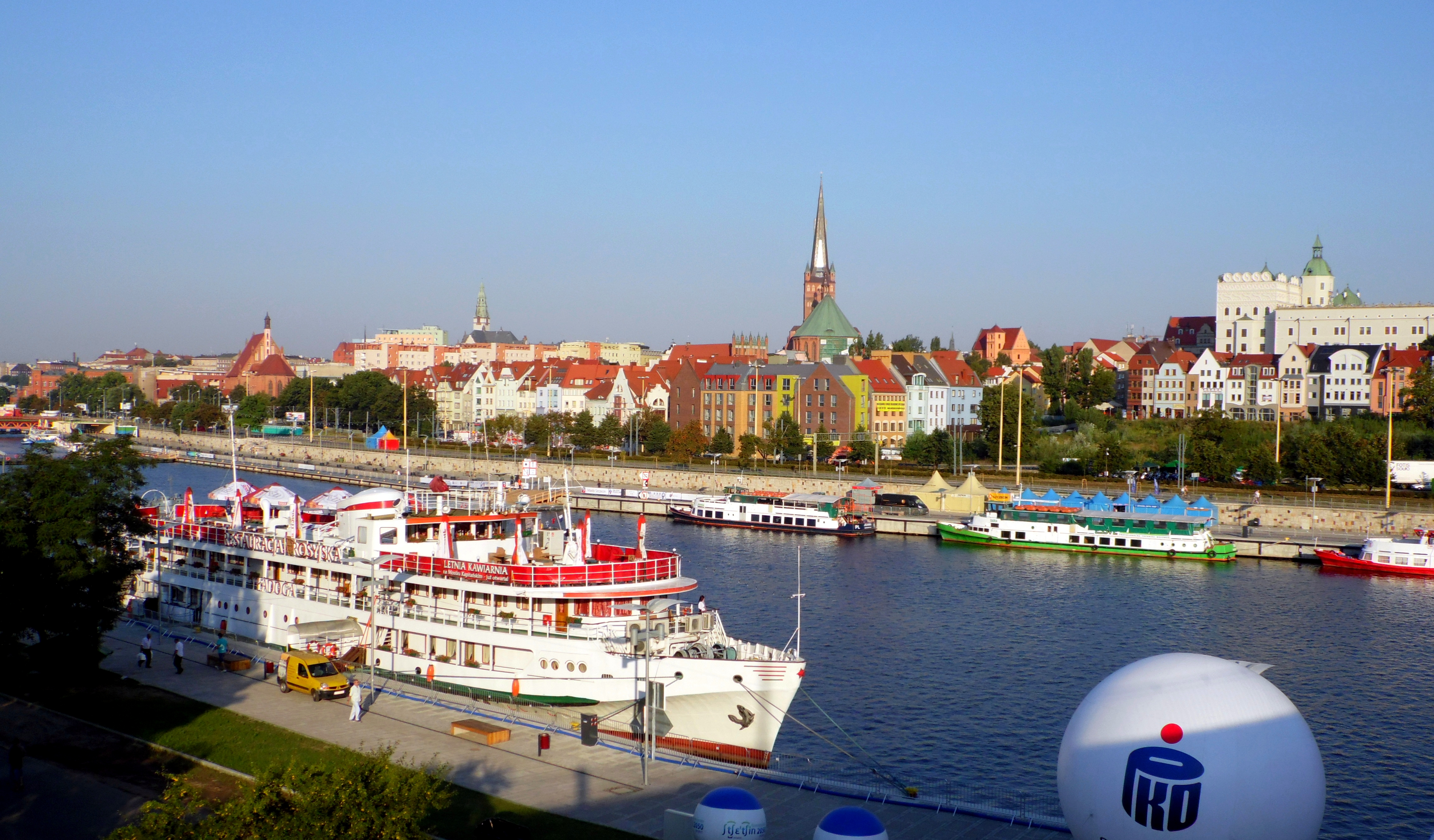
Щецин